# Kiel

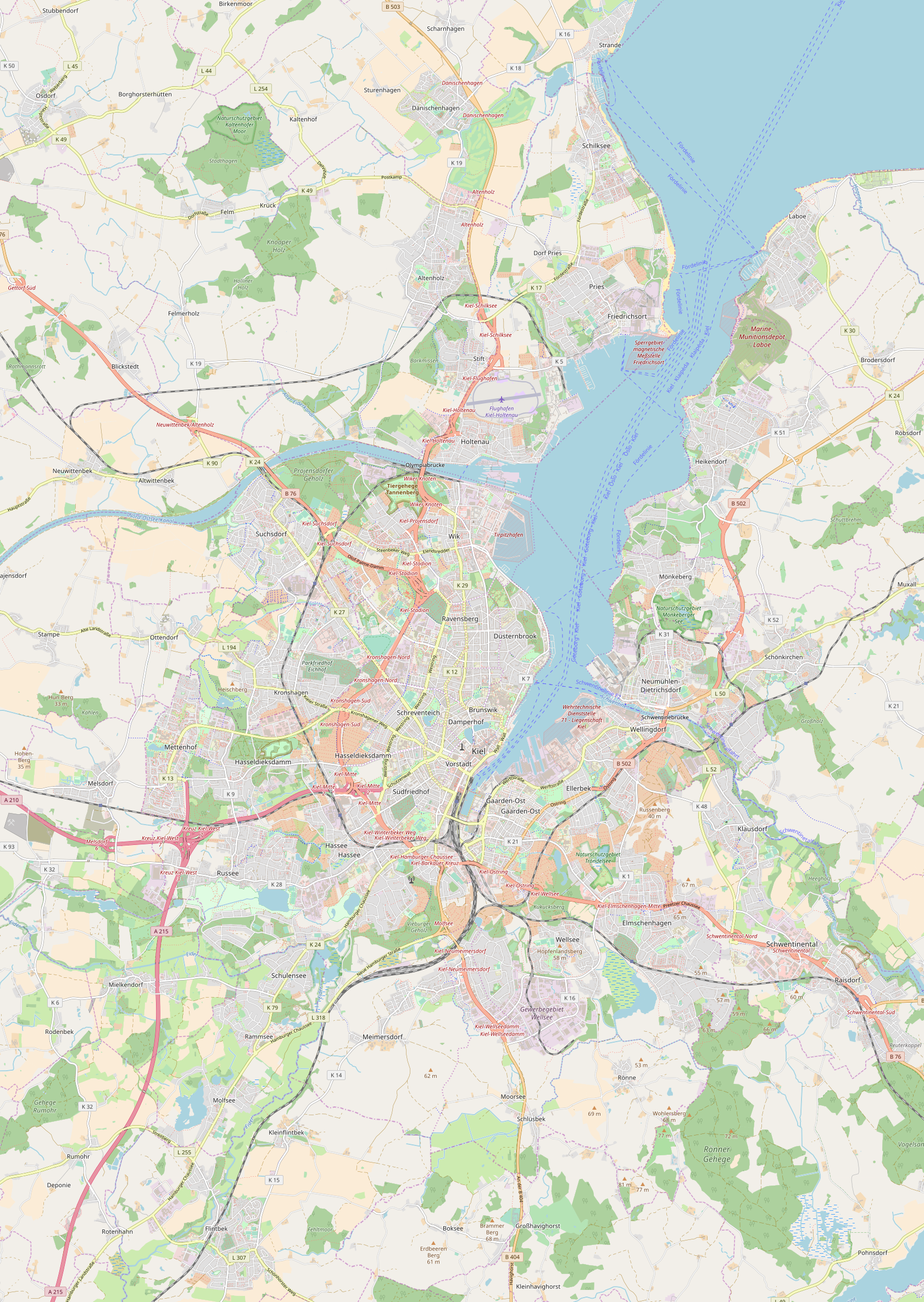
Topographische Karte Kiels.

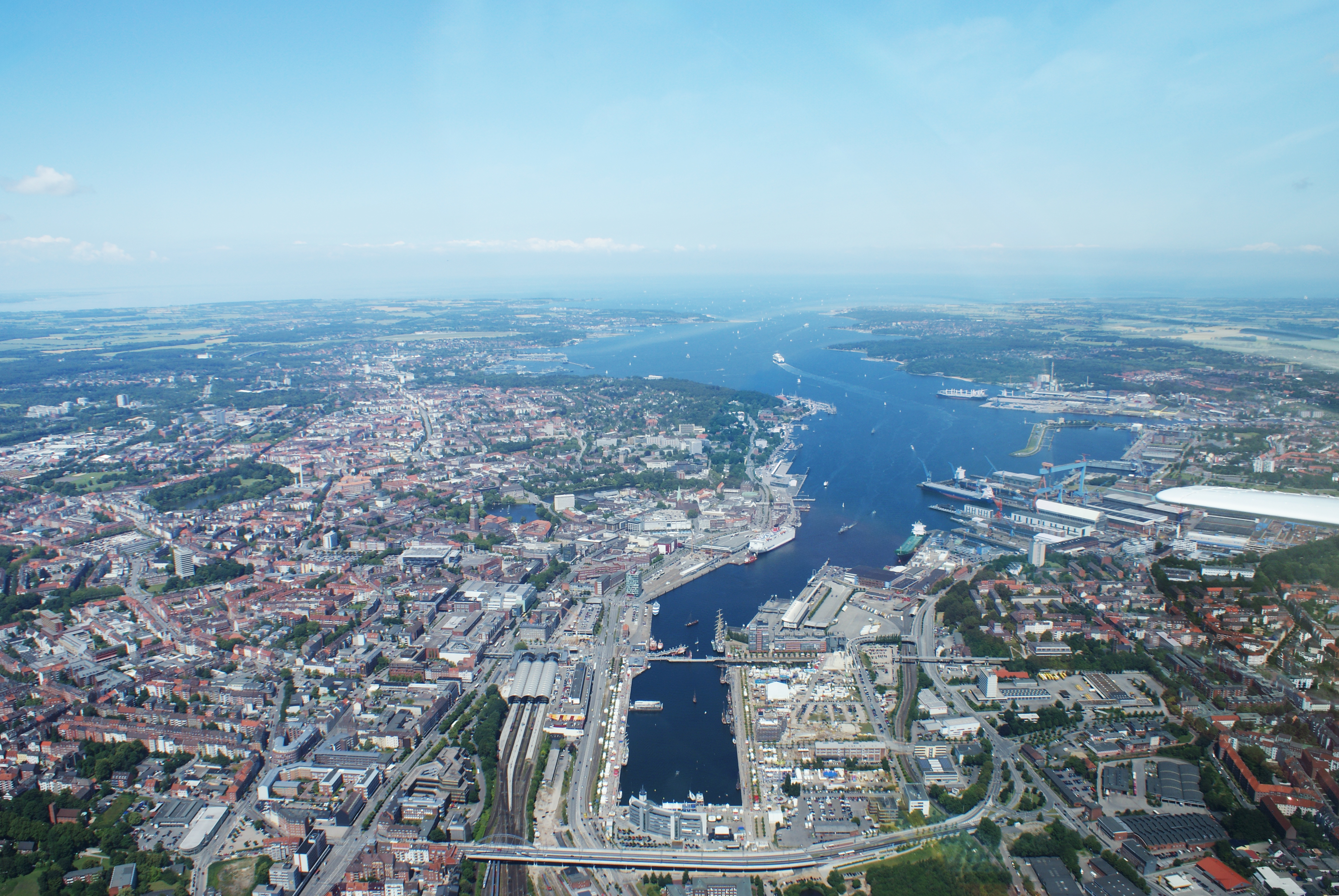
Luftbild über Kiel und die Kieler Förde. Links das Westufer, rechts das Ostufer, im Hintergrund die Kieler Bucht. Blick in Richtung Norden. Aufnahme 2009.

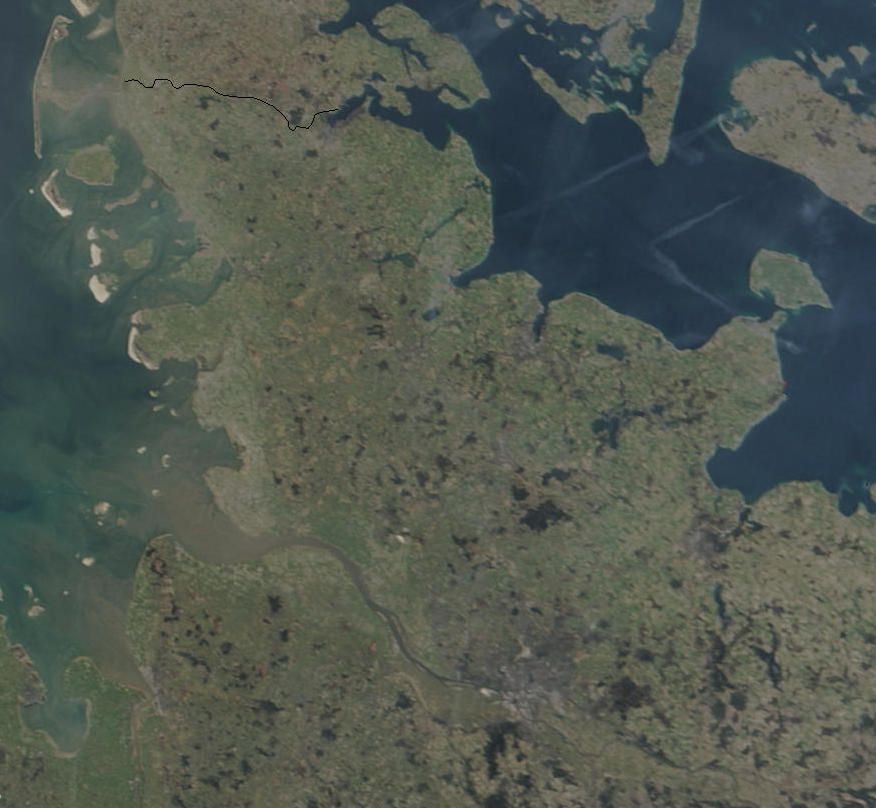
Schleswig-Holstein mit der Kieler Förde an der Ostseeküste.

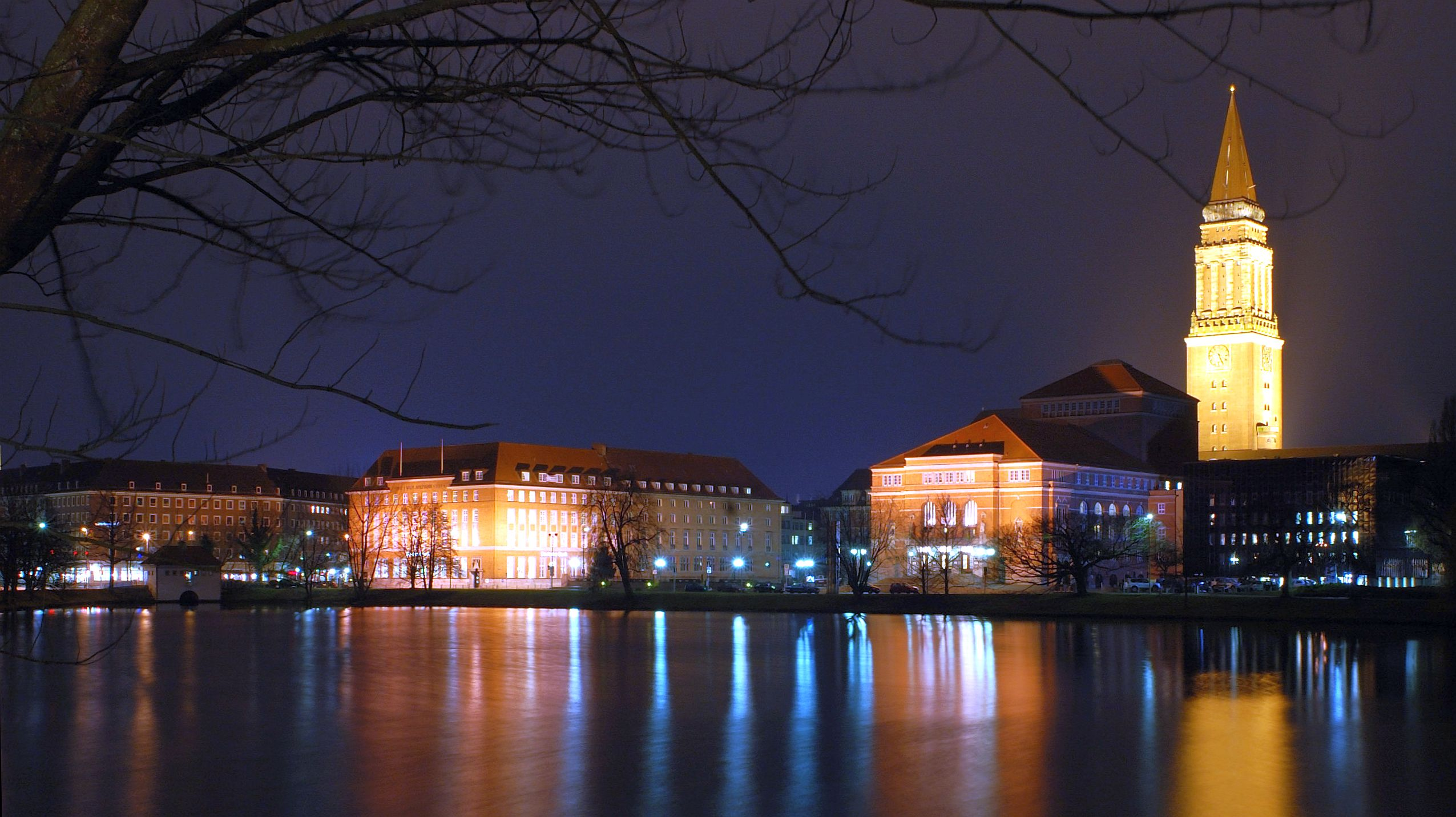
Wahrzeichen Kiels: der markante Kieler Rathausturm; links davor das Opernhaus Kiel. Blick vom Lorentzendamm Richtung Süden über den Kleinen Kiel, 2008.

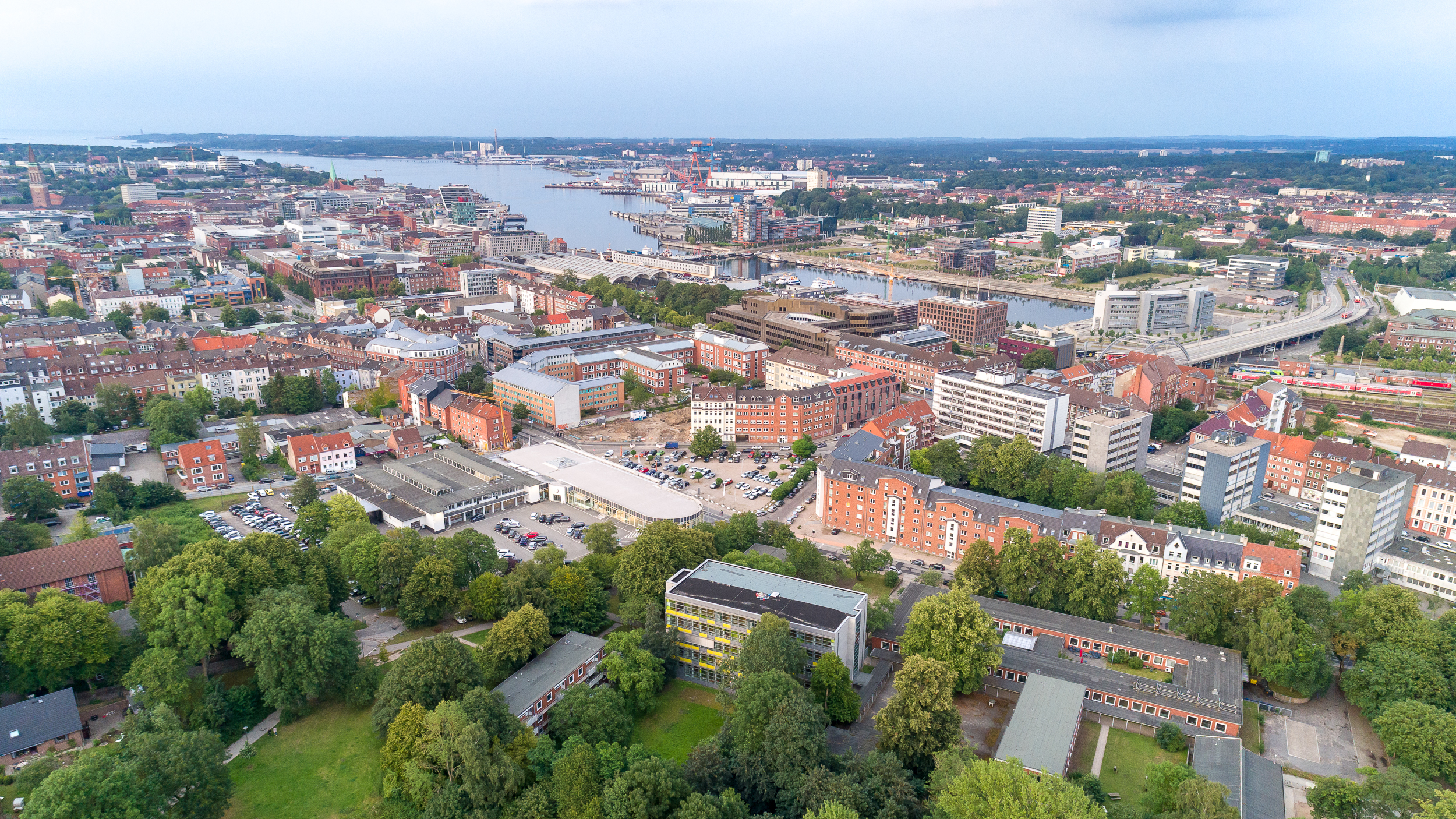
Blick über die Kieler Innenstadt.

Kiel Sailing City: Das Vermarktungslogo der Landeshauptstadt Kiel.

Kiel ist die Landeshauptstadt Schleswig-Holsteins. Mit 252.668 Einwohnern (31. Dezember 2024) ist sie dessen bevölkerungsreichste Stadt. Als Holstenstadt tom Kyle im 13. Jahrhundert gegründet, wurde sie im Jahr 1900 zur Großstadt. Heute ist Kiel die nördlichste Großstadt Deutschlands und gehört zu den 30 größten Städten Deutschlands. Die Stadt ist kreisfrei und bildet das Zentrum der Kiel-Region.
Kiel liegt an der Ostsee (Kieler Förde) und ist Endpunkt der meistbefahrenen künstlichen Wasserstraße der Welt, des international Kiel Canal genannten Nord-Ostsee-Kanals. Kiel ist traditionell ein bedeutender Marinestützpunkt. Bekannt ist die Stadt durch die Kieler Woche, durch den Handballverein THW Kiel, den Fußballverein Holstein Kiel und durch die kulinarische Spezialität Kieler Sprotten.
Von wirtschaftlicher Bedeutung sind neben dem Dienstleistungssektor die größte deutsche Werft ThyssenKrupp Marine Systems und der Kieler Ostseehafen mit den Fähren nach Skandinavien und ins Baltikum. Kiel ist Sitz dreier Hochschulen: der Christian-Albrechts-Universität, der Fachhochschule Kiel sowie der Muthesius Kunsthochschule.

## Geografie

### Lage
Die Regiopole Kiel erstreckt sich hufeisenförmig um den Naturhafen Kieler Förde, der ein wichtiger Seehafen an der Ostsee ist. Der nördlichste Kieler Stadtteil, Schilksee, liegt an der offenen Ostsee. Durch Kiel verläuft die Wasserscheide zwischen Nordsee und Ostsee. Der Fluss Eider, der in die Nordsee mündet, berührt ebenso wie die Schwentine das Stadtgebiet, am Ende des Nord-Ostsee-Kanals im Stadtteil Kiel-Holtenau liegen die Schleusen zur Förde hin. Die Umgebung Kiels ist von Moränenhügeln geprägt und geht im Südosten in die Holsteinische Schweiz über.

### Nachbargemeinden
Folgende Gemeinden grenzen an die Stadt Kiel (aufgezählt werden sie im Uhrzeigersinn, beginnend im Nordosten an der Ostküste der Kieler Förde):
Kreis Plön: Mönkeberg, Schönkirchen, Schwentinental, Pohnsdorf, Honigsee und Boksee
Kreis Rendsburg-Eckernförde: Flintbek, Molfsee, Mielkendorf, Melsdorf, Ottendorf, Kronshagen, Neuwittenbek, Felm, Altenholz, Dänischenhagen und Strande
Im Ballungsraum Kiel (Agglomeration) leben rund 325.000 Menschen.

### Stadtgliederung
Das Stadtgebiet Kiels ist heute in 30 Stadtteile eingeteilt. Meist bilden ein oder mehrere Stadtteile zusammen einen der insgesamt 18 Ortsteile mit je einem Ortsbeirat. Diese Gremien werden von der Ratsversammlung (Gemeinderat) der Gesamtstadt nach jeder Kommunalwahl neu bestimmt und sind zu wichtigen den Ortsteil betreffenden Angelegenheiten zu hören. Sie können Anträge, die den Stadtteil betreffen, an die Ratsversammlung stellen, damit diese dort beraten oder beschlossen werden.
Die Ortsteile mit ihnen zugeordneten Stadtteilen und deren amtlicher Nummer:

Stadtteile 1 bis 30 (schwarz umrandet) und Ortsbeiratsbezirke (farbig)

- Mitte
  - 1 Altstadt
  - 2 Vorstadt
  - 3 Exerzierplatz z. T.
  - 4 Damperhof
  - 11 Südfriedhof z. T.
- Ravensberg/Brunswik/Düsternbrook
  - 5 Brunswik
  - 6 Düsternbrook
  - 7 Blücherplatz
  - 9 Ravensberg
- Wik
  - 8 Wik z. T.
- Schreventeich/Hasseldieksdamm
  - 3 Exerzierplatz z. T.
  - 10 Schreventeich
  - 11 Südfriedhof z. T.
  - 15 Hasseldieksdamm
- Gaarden
  - 11 Südfriedhof z. T.
  - 12 Gaarden-Ost

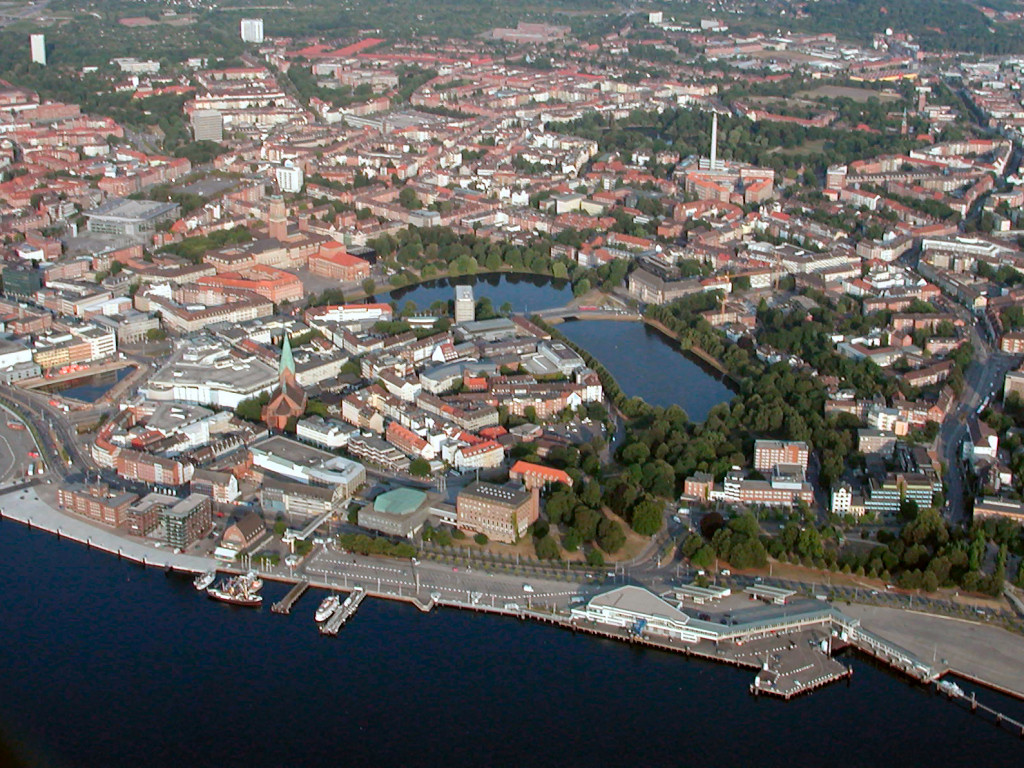
Blick auf das Stadtzentrum Kiels in Richtung Südwesten im Morgenlicht, Luftaufnahme 2003
----
Durch Anklicken des Bildes erscheinen Bilderläuterungen.

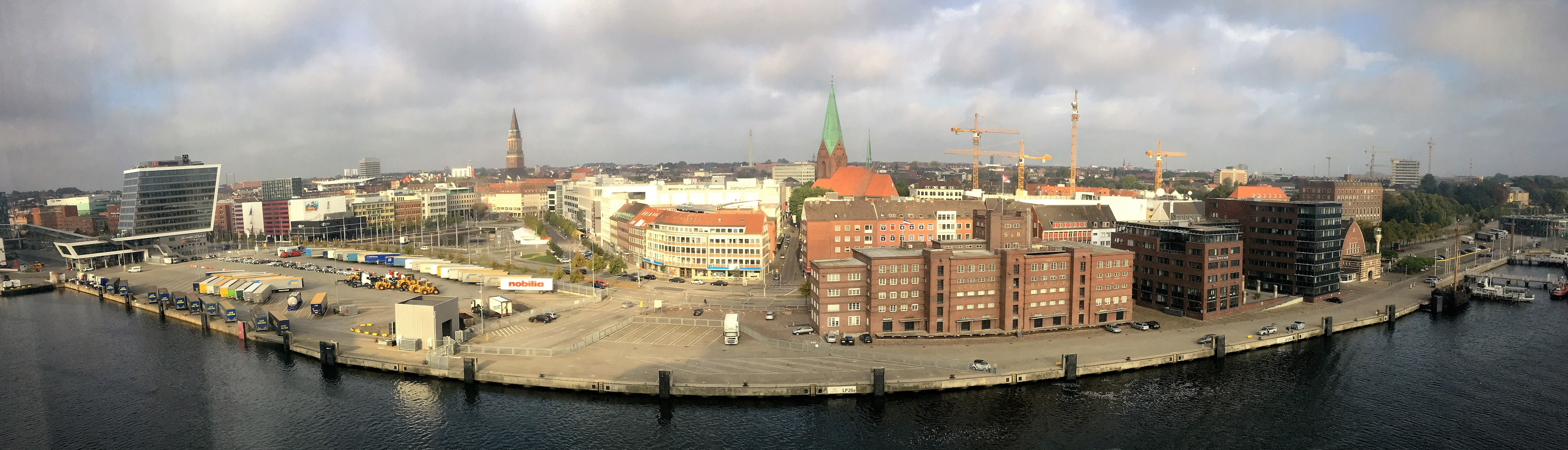
Blick vom Hafen auf das westliche Altstadtufer mit Kaianlagen, Rathausturm (hinten), Nikolaikirche (Mitte), Landesbibliothek Schleswig-Holstein im Sartori & Berger-Speicher (vorn), Schifffahrtsmuseum und Kieler Schloss (rechts). Durch Anklicken des Bildes erscheinen Bilderläuterungen.

  - 13 Gaarden-Süd und Kronsburg z. T.
- Hassee/Vieburg
  - 11 Südfriedhof z. T.
  - 13 Gaarden-Süd und Kronsburg z. T.
  - 14 Hassee z. T.
- Ellerbek/Wellingdorf
  - 16 Ellerbek
  - 17 Wellingdorf
- Holtenau
  - 18 Holtenau z. T.
- Pries-Friedrichsort
  - 18 Holtenau z. T.
  - 19 Pries
  - 20 Friedrichsort
- Neumühlen-Dietrichsdorf/Oppendorf
  - 21 Neumühlen-Dietrichsdorf

(mit Siedlung Oppendorf)
- Elmschenhagen/Kroog
  - 22 Elmschenhagen (mit Kroog)
- Suchsdorf
  - 8 Wik z. T.
  - 23 Suchsdorf z. T.
- Steenbek-Projensdorf
  - 8 Wik z. T.
  - 23 Suchsdorf z. T.
- Schilksee
  - 24 Schilksee
- Mettenhof
  - 25 Mettenhof
- Russee/Hammer/Demühlen
  - 14 Hassee z. T.
  - 26 Russee
- Meimersdorf/Moorsee
  - 27 Meimersdorf
  - 28 Moorsee
- Wellsee/Kronsburg/Rönne
  - 13 Gaarden-Süd und Kronsburg z. T.
  - 29 Wellsee
  - 30 Rönne

### Klima
Kiel befindet sich in der gemäßigten Klimazone. Der Sommer fällt normalerweise kühl bis mild aus, und der Winter ist maritim geprägt und für die nördliche Lage eher mild. Die größten Niederschlagsmengen fallen im Juli (79 mm). Im Vergleich zum bundesweiten Durchschnitt (790 mm) ist die jährliche Niederschlagsmenge mit 750 mm leicht unterdurchschnittlich. Die Jahresdurchschnittstemperatur beträgt 9,5 °C. Der Temperaturrekord liegt bei 35,8 °C am 20. Juli 2022.
|                        | Jan  | Feb  | Mär | Apr  | Mai  | Jun  | Jul  | Aug  | Sep  | Okt  | Nov | Dez |   |      |
| Mittl. Temperatur (°C) | 1,6  | 1,9  | 4   | 8,2  | 12,5 | 15,6 | 17,9 | 17,6 | 14,7 | 10,4 | 6   | 3   | ⌀ | 9,5  |
| Mittl. Tagesmax. (°C)  | 3,5  | 4,3  | 7,3 | 12,2 | 16,3 | 19,2 | 21,6 | 21   | 17,9 | 12,9 | 7,9 | 4,8 | ⌀ | 12,4 |
| Mittl. Tagesmin. (°C)  | −0,4 | −0,4 | 0,9 | 4,3  | 8,3  | 11,6 | 14,1 | 14   | 11,6 | 8    | 4   | 1,2 | ⌀ | 6,5  |
|                        |      |      |     |      |      |      |      |      |      |      |     |     |   |      |
| Niederschlag (mm)      | 63   | 50   | 54  | 48   | 62   | 73   | 79   | 78   | 63   | 61   | 57  | 62  | Σ | 750  |
|                        |      |      |     |      |      |      |      |      |      |      |     |     |   |      |
| Sonnenstunden (h/d)    | 2,4  | 3,4  | 4,9 | 8,0  | 9,5  | 9,8  | 10,0 | 9,2  | 6,9  | 4,8  | 3,1 | 2,3 | ⌀ | 6,2  |
|                        |      |      |     |      |      |      |      |      |      |      |     |     |   |      |
| Regentage (d)          | 9    | 8    | 8   | 8    | 8    | 9    | 10   | 10   | 8    | 9    | 9   | 9   | Σ | 105  |
|                        |      |      |     |      |      |      |      |      |      |      |     |     |   |      |
| Luftfeuchtigkeit (%)   | 86   | 83   | 80  | 75   | 73   | 72   | 74   | 75   | 78   | 82   | 87  | 86  | ⌀ | 79,2 |

| −0,4 |

| −0,4 |

| 0,9 |

| 4,3 |

| 8,3 |

| 11,6 |

| 14,1 |

| 14 |

| 11,6 |

| 8 |

| 4 |

| 1,2 |

| −0,4 |

| −0,4 |

| 0,9 |

| 4,3 |

| 8,3 |

| 11,6 |

| 14,1 |

| 14 |

| 11,6 |

| 8 |

| 4 |

| 1,2 |

| N i e d e r s c h l a g | 63  | 50  | 54  | 48  | 62  | 73  | 79  | 78  | 63  | 61  | 57  | 62  |
|                         | Jan | Feb | Mär | Apr | Mai | Jun | Jul | Aug | Sep | Okt | Nov | Dez |

### Pegel, Gezeiten, Hochwasser, Sturmflut, Niedrigwasser
| Wasserstand   | Beschreibung | zuletzt eingetreten/ überschritten                                                                      | Häufigkeit     |
| ------------- | --- | --- | -------------- |
| +2,97 m       | HHW höchster Wasserstand | 13. November 1872                                                                                       |                |
| +2,27 m       | HW100 | | alle 100 Jahre |
| +2,08 m       | HW50 | | alle 50 Jahre  |
| über +2,00 m  | sehr schwere Sturmflut | 31. Dezember 1904                                                                                       | alle 40 Jahre  |
| +1,84 m       | HW20 | 4. November 1995 (+1,96 m) 20. Oktober 2023 (+1,93 cm) 15. Februar 1979 (+1,90 m)                       | alle 20 Jahre  |
| +1,65 m       | HW10 | 2. Januar 2019 (+1,67 m) 1. November 2006 (+1,74 m) 13. Januar 1987 (+1,72 m) 14. Januar 1960 (+1,76 m) | alle 10 Jahre  |
| über +1,50 m  | schwere Sturmflut | | alle 6 Jahre   |
| +1,45 m       | HW5 | | alle 5 Jahre   |
| +1,26 m       | MHW, Mittleres (d. h. Durchschnitt der jährlich höchsten) Hochwasser im Bemessungszeitraum 1. November 2000 bis 31. Oktober 2010                   | k. A.                                                                                                   |                |
| über +1,25 m  | mittlere Sturmflut | k. A.                                                                                                   | alle 2 Jahre   |
| über +1 m     | leichte Sturmflut | k. A.                                                                                                   | jährlich       |
| 0 m           | MW, Mittlerer Wasserstand im Bemessungszeitraum 504 cm, PNP=NHN-4,997m 1. November 2000 bis 31. Oktober 2010 1. November 2010 bis 31. Oktober 2020 | k. A.                                                                                                   | fast täglich   |
| unter −1 m    | leichtes Sturmniedrigwasser | k. A.                                                                                                   | jährlich       |
| −1,12 m       | MNW, Mittleres (d. h. Durchschnitt der jährlich niedrigsten) Niedrigwasser im Bemessungszeitraum 1. Nov. 2010 bis 31. Okt. 2020                    | k. A.                                                                                                   |                |
| −1,19 m       | MNW, Mittleres (d. h. Durchschnitt der jährlich niedrigsten) Niedrigwasser im Bemessungszeitraum 1. Nov. 2000 bis 31. Okt. 2010                    | k. A.                                                                                                   |                |
| unter −1,25 m | mittleres Sturmniedrigwasser | k. A.                                                                                                   | alle 2 Jahre   |
| unter −1,5 m  | ausgeprägtes Sturmniedrigwasser | 23. November 2023                                                                                       | alle 6 Jahre   |
| −1,63 m       | NW, Niedrigster Wasserstand im Bemessungszeitraum 1. November 2000 bis 31. Oktober 2010                                                            | 9. Januar 2005                                                                                          |                |
| −1,67 m       | NW, Niedrigster Wasserstand im Bemessungszeitraum 1. November 2010 bis 31. Oktober 2020                                                            | 6. Dezember 2013                                                                                        |                |
| −1,90 m       | zweitniedrigster Wasserstand | 6. November 1911                                                                                        |                |
| −2,29 m       | NNW niedrigster Wasserstand | 4. Oktober 1860                                                                                         |                |

In der Ostsee gibt es Gezeiten, deren Tidenhub in Kiel nur bei etwa 0,1 m liegt. Durch Wind hervorgerufen kommt es regelmäßig zu Hochwasser in Kiel:
In Kiel liegt das HW5, also ein Hochwasser, das nur alle fünf Jahre erwartet wird, also mit einer Wahrscheinlichkeit von 80 % in jedem Jahr nicht erreicht wird, bei 1,45 m, HW10 1,65 m, HW20 1,84 m, HW50 2,08 m, HW100 (alle 100 Jahre erwartet, wird mit Wahrscheinlichkeit 99 % in jedem Jahr nicht erreicht) liegt in Kiel bei 2,27 m, das HW200 bei 2,36 m. Die Berechnung von HW1000, also einem alle 1000 Jahre eintretenden Hochwasser unter Zugrundelegung verschiedener Datenbestände ergibt ein 95-%-Intervall von 2,1–3,6 m über NN.
Das Ostseesturmhochwasser 1872 war als Jahrtausendereignis das wahrscheinlich schwerste Sturmhochwasser in Kiel mit einem Wasserstand von 2,97 m über Normalnull am Pegel in Kiel-Holtenau.
Eine sehr schwere Sturmflut (über zwei Meter) ereignete sich mit 2,25 m in Kiel zuletzt am 31. Dezember 1904.
Bezogen auf die heutigen Verhältnisse und unter Berücksichtigung eines seitdem eingetretenen säkularen Meeresspiegelanstieges von 0,15 m entspricht dies einem Wiederkehrintervall von etwa 400 Jahren (jährliche Häufigkeit = 0,0025). Dies ist der höchste am Pegel Holtenau je gemessene Wasserstand, Daten werden hier seit 1901 lückenlos erhoben. Davor wie oben bereits erwähnt am 13. November 1872 mit 2,97 m.

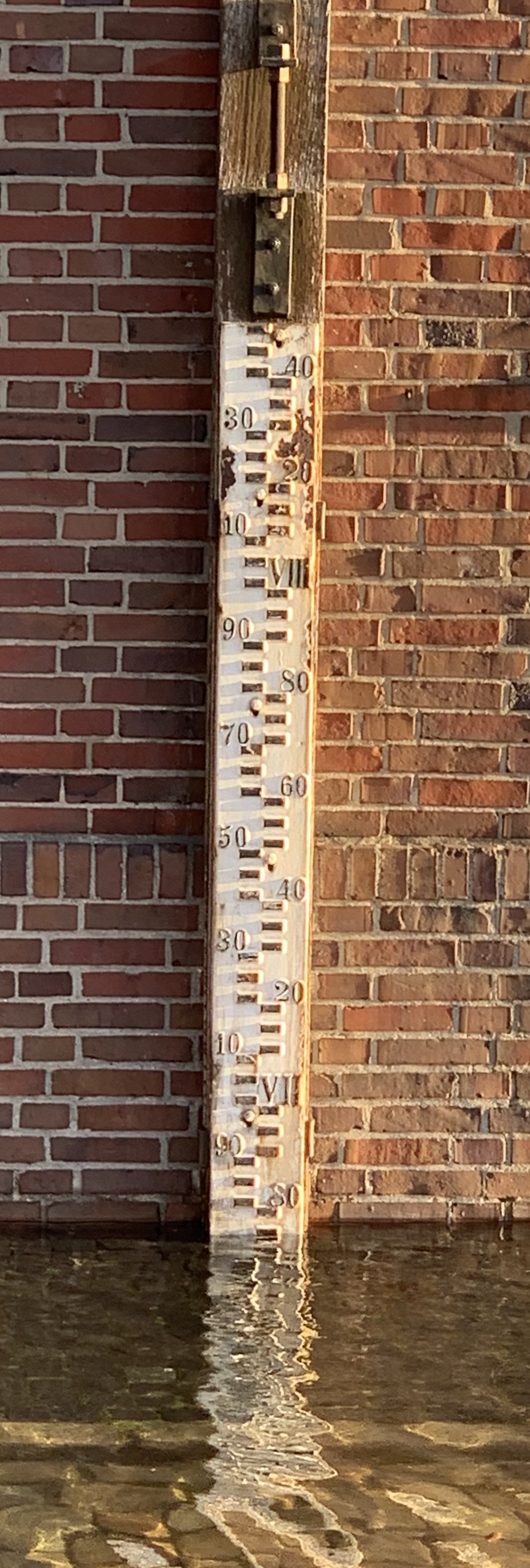
Pegel am Sartori & Berger-Speicher, Am Wall, Kiel, während der schweren Sturmflut am 2. Januar 2019. Der Pegel zeigt 6,75 m über Pegelnullpunkt, das entspricht etwa 1,67 m über dem mittleren Wasserstand. Der Pegel steht ca. 20 m im Landesinneren und beginnt erst bei 6,33 m, zur Kaimauer hin ist ein ordentlicher Anstieg. Bis etwa 7 m wird also nur übergeschwapptes Wasser angezeigt, erst darüber der tatsächliche Wasserstand.

Eine schwere Sturmflut (über 1,5 m) ereignete sich im Mittel alle sechs Jahre, zuletzt mit +1,93 m am 20. Oktober 2023, mit +1,67 m am 2. Januar 2019 und mit +1,69 m am 5. Januar 2017. Historisch an anderen Orten der Ostsee sehr schwer, in Kiel aber nur schwer, waren die Sturmfluten vom 9. Januar 1908 und vom 4. Januar 1954.
Eine mittlere Sturmflut (1,25–1,5 m) gab es zuletzt am 31. Januar 2022, am 28. März 2020, am 6. Januar 2012, davor am 29. November 2010, 9. Januar 2010 sowie am 14. Oktober 2009.
Eine leichte Sturmflut (1–1,25 m über mittlerem Wasserstand) ereignete sich beispielsweise im Januar und Dezember 2021, am 14. Oktober 2020, 9. Januar 2019, 22. November 2015, 14. Januar 2012, 24. Dezember 2010 und am 12. Dezember 2010.
Im Zeitraum 1901–1993 ereigneten sich am Kieler Pegel 115 Sturmfluten, davon 63 leicht, 32 mittel und 20 schwer.
Auch besonders niedrige Wasserstände, Sturmniedrigwasser, mindestens 1 m unter NN, treten immer wieder auf, in den letzten zehn Jahren am 6. Dezember 2013 mit −1,68 m, 10. Dezember 2014 −1,20 m, 14. September 2017 −1,09 m (jeweils in Kiel-Holtenau gemessen).
Die historisch niedrigsten Wasserstände gab es mit −2,29 m am 4. Oktober 1860, −1,9 m am 6. November 1911, −188 cm am 4. Dezember 1999, −183 cm am 25. November 1981.
Im Zeitraum 1901–1990 ereigneten sich am Kieler Pegel 104 Sturmniedrigwasser, davon 59 leicht (1–1,25 m), 30 mittel (1,25–1,5 m), 15 ausgeprägt (mehr als 1,5 m unter NN).
Eine sehr starke Wasserstandsschwankung um etwa 3 m innerhalb von 24 Stunden an der Pegelstation Kiel-Holtenau ereignete sich am 20. Dezember 2001. Die Schwankung von einem mittleren Sturmhochwasser (fast +1,5 m) zu einem mittleren Sturmniedrigwasser (fast −1,5 m) wurde von einer Änderung der Windrichtung in der zentralen Ostsee von NO nach SW ausgelöst.
Pegel-Orte
Der Pegel Kiel-Holtenau ist ab 1. September 1984 Nachfolger des Pegels Kiel (Seegarten). Der Pegel am Leuchtturm Friedrichsort ist am 1. November 1987 eingestellt worden.
Öffentlich sichtbare Pegel gibt es (1) am Sartori & Berger-Speicher in der Straße Am Wall, hier liegt der niedrigste angezeigte Pegel jedoch bei 6,25 m und damit 1,25 m über dem mittleren Meeresspiegel; dieser Pegel zeigt also im Mittel nur alle zwei Jahre überhaupt einen Wasserstand an; das obere Pegelende von 8,45 m wurde noch nie erreicht; (2) ferner am Nordende Kiels zwischen Kiel-Schilksee und Strande am Ausfluss des Fuhlensee in die Ostsee, hier kann der Pegel bis 6,45 m abgelesen werden, also 1,45 m über dem mittleren Meeresspiegel, etwa alle zwei Jahre steht dieser Pegel komplett unter Wasser.

### Steinmeteorit
1962 fiel im Stadtgebiet von Kiel ein 738 Gramm schwerer Steinmeteorit vom Typ L6. Dabei durchschlug er ein Hausdach und landete auf dem Dachboden, wo ihn der Bewohner fand.

## Geschichte
Das Gebiet an der Kieler Förde gehörte seit der Unterwerfung der Sachsen durch Karl den Großen zunächst zum Frankenreich und dann zu Holstein. Kiel wurde zwischen 1233 und 1242 von Graf Adolf IV. von Holstein gegründet, der erst kurz zuvor die Herrschaft über die zeitweilig an Dänemark verlorene Grafschaft zurückgewonnen hatte. Vermutlich gab es bereits längere Zeit vor 1233 eine Kaufmannssiedlung an dieser Stelle. Doch nur bei Kiel stieß das fränkisch-sächsische Territorium an die Ostsee – nördlich der Levensau lag Schleswig und damit dänisches Gebiet, östlich der Schwentine hinter dem Limes Saxoniae lag Wagrien und damit slawisches Gebiet, das zu dieser Zeit noch nicht fest in der Hand der holsteinischen Grafen war. Daher war diese Stelle an der Förde die einzige Möglichkeit für einen sächsischen bzw. holsteinischen Ostseehafen. Als solcher wurde Kiel als eine der nördlichsten Städte im Heiligen Römischen Reich planmäßig angelegt. Gleichzeitig stiftete Graf Adolf das Franziskanerkloster, in dem er seinen Lebensabend verbrachte, nachdem er dem Franziskanerorden beigetreten und zum Priester geweiht worden war. 1242 erhielt Kiel das Lübische Stadtrecht verliehen. Aus dieser Zeit stammen die ersten Stadtbücher, die sich zunächst im norddeutschen Raum verbreitet haben.

### Name
Der ursprüngliche Stadtname lautete Holstenstadt tom Kyle (etwa „Holsteinstadt an der Förde“); 1232 wird der Ort to dem Kyle genannt. Das y im alten Namen ist ein langes /i/. Im Sprachgebrauch wurde der Name zu tom Kyle verkürzt und schließlich zu Kiel. Das Wort Kiel, niederdeutsch für „Keil“, dürfte hier die Förde bezeichnen, die Meeresbucht, die sich weit ins Land hineinschneidet. Daneben ist auch ein nordischer Ursprung denkbar, der auf altnordisch kíll „schmale Bucht“ zurückgeht.
Historisch wurde Kiel auch bei seinem mittellateinischen Namen Chilonium (das ch als k ausgesprochen) genannt.

### Handelsstadt und Mitglied der Hanse

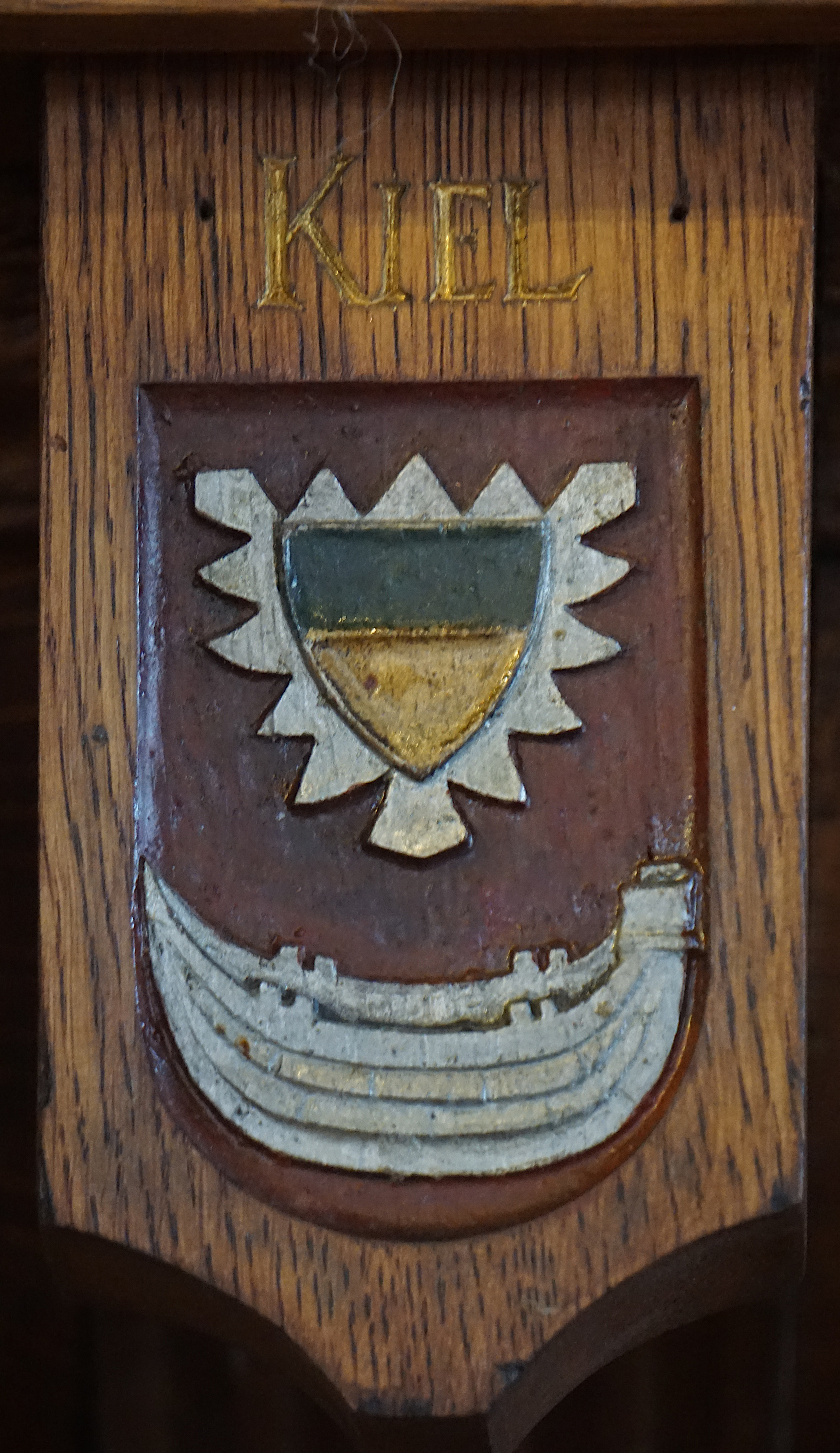
Wappen der Hansestadt Kiel im Plenarsaal des altstädtischen Rathauses in Danzig

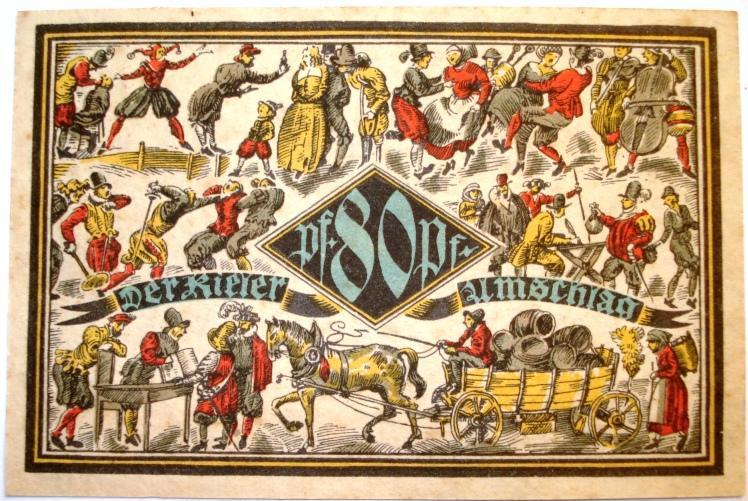
Der Kieler Umschlag ist seit dem 15. Jahrhundert ein bedeutender Freimarkt mit Volksfest. Darstellung auf einem Notgeldschein von 1921.

Kiels Fernhandel blieb im Mittelalter weit hinter dem anderer Ostseehäfen wie Lübeck, Flensburg, Stralsund, Rostock und Wismar zurück. Zwar war die Stadt 1259 Gründungsmitglied des Wendischen Städtebundes und wurde 1283/1284 auch in die Hanse aufgenommen, beteiligte sich aber nur selten an gemeinsamen Aktivitäten und konnte auch die Handelsprivilegien kaum nutzen: Der landesherrliche Einfluss auf den Handel war hier stärker als in den freien Städten. Die Burg war 1465 bis 1469 an Hans Schackssohn von Rantzau verpfändet, Stadt und Burg waren 1469 bis 1496 an die Freie Hansestadt Lübeck verpfändet, das beschränkte die wirtschaftlichen Möglichkeiten der Stadt. All diese Nachteile führten schließlich 1554 zum Ausschluss aus der Hanse, zumal Kiel vorgeworfen wurde, Piraten beherbergt zu haben.
Ökonomisch für die Stadt bedeutender als die Mitgliedschaft in der Hanse war der Kieler Umschlag, der 1469 erstmals erwähnt wird, vermutlich jedoch bereits deutlich länger bestand. Eine Woche lang (vom 6. bis zum 14. Januar) wurden hier Geldgeschäfte insbesondere des Adels und der Kaufleute betrieben. Dafür reisten die Interessenten aus dem ganzen Land an. Anschließend wurde ein Volksfest gefeiert, das es seit 1975 wieder einmal im Jahr gibt.
Im Jahr 1301 war Kiel bereits befestigt. Die Landesherren, die Schauenburger Grafen von Holstein und Stormarn, hatten eine Burg angelegt. Ab 1329 war die Stadt von einer steinernen Stadtmauer umgeben. In dieser Zeit hatte Kiel neun Stadttore: Holstentor (Holsteintor), Kütertor (Küter=Innereienfleischer), Haßtor, Dänisches Tor, Kattentor, Fischertor, Flämisches Tor, Schumachertor und Pfaffentor. Bis ins späte 16. Jahrhundert blieb das besiedelte Gebiet weitgehend auf die kleine Altstadt beschränkt. Neben dem Franziskanerkloster gab es nur eine Kirche, die bereits um 1240 fertiggestellte Nikolaikirche.

### Frühe Neuzeit

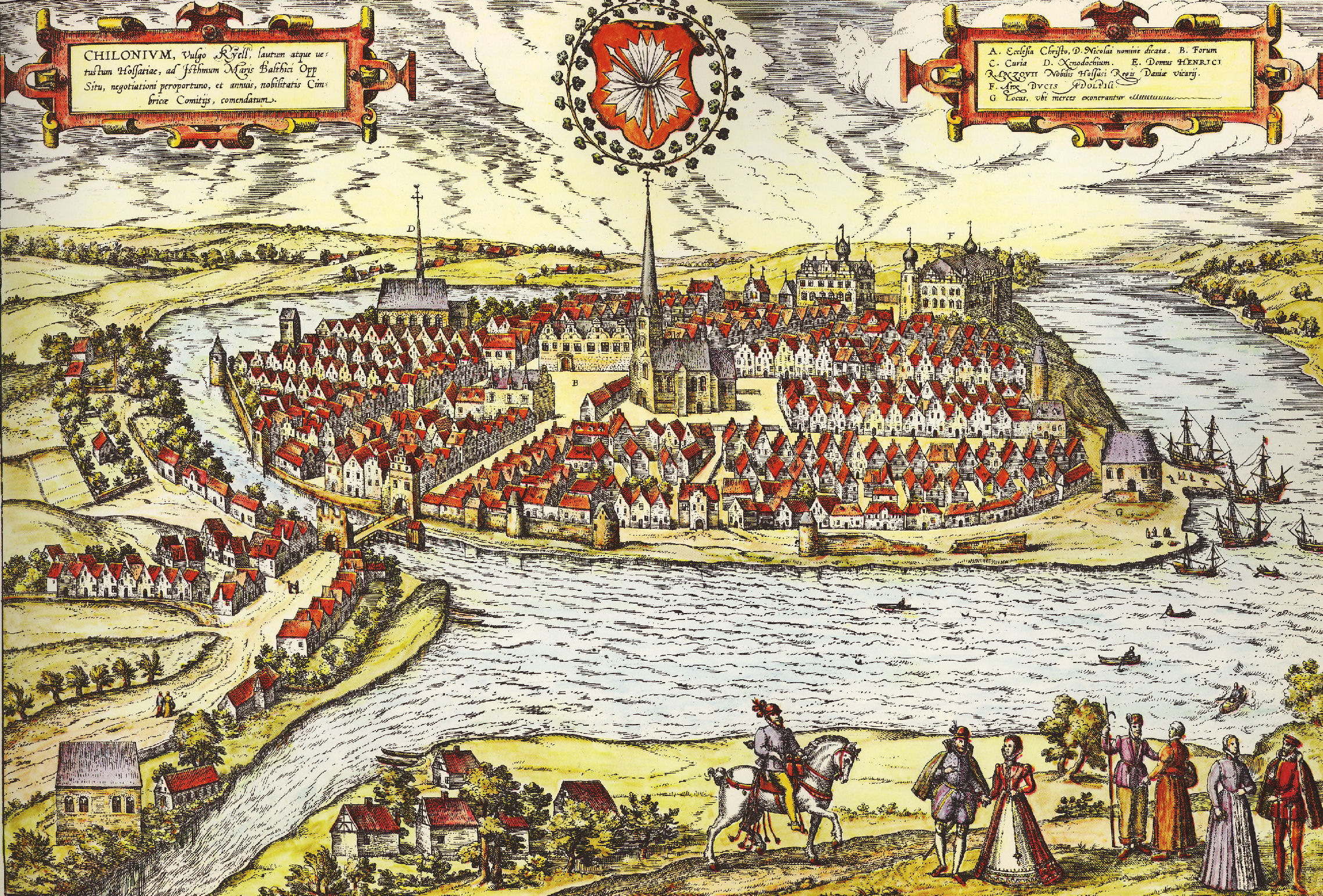
Historische Stadtansicht Kiels durch Georg Braun und Franz Hogenberg von 1588. Blickrichtung nach Norden zur Ostsee; links das Westufer, rechts das Ostufer der Kieler Förde.

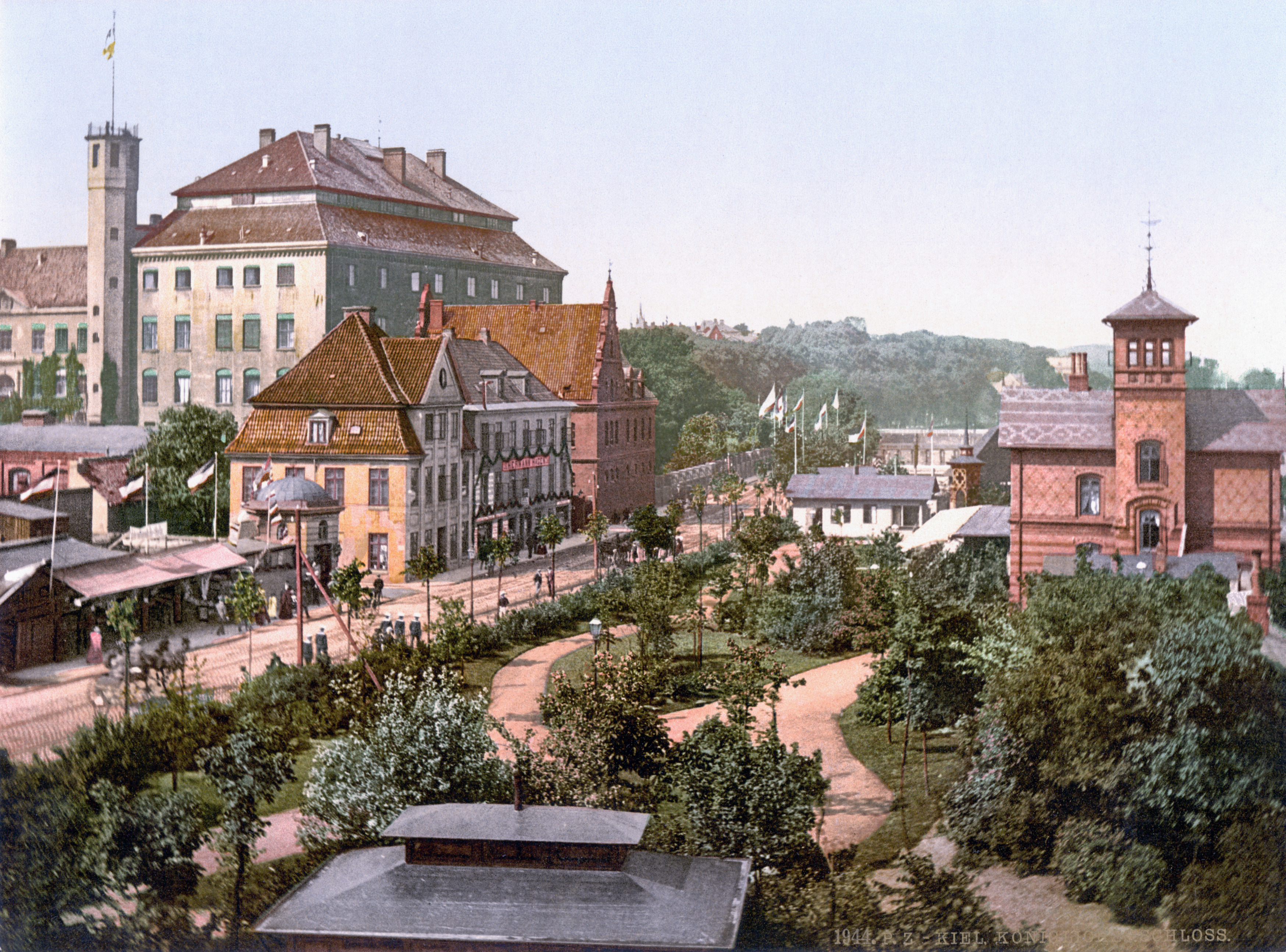
Kieler Schloss und Seegarten am Wall, Darstellung um 1900

Seit 1460 wurde Kiel vom dänischen König in seiner Eigenschaft als Herzog von Holstein regiert (siehe Personalunion), blieb also staatsrechtlich weiter ein Teil des Heiligen Römischen Reiches Deutscher Nation, nicht Dänemarks. Die Reformation begann in Kiel 1526, als der Kieler Bürgersohn Marquard Schuldorp, der bei Martin Luther in Wittenberg studiert hatte, seinen Dienst als Vikar antrat. 1527 lud Friedrich I. Melchior Hofmann als Laienprediger nach Kiel ein. Hofmanns Lehre vom Abendmahl, der zufolge Brot und Wein nur Christi Leib bedeuten, widersprach der lutherischen Position, nach der Christus im Sakrament anwesend ist. Hofmann und Schuldorp sollen sich deshalb sogar auf der Kanzel geprügelt haben. 1529 wurden Hofmann und seine Anhänger nach der Flensburger Disputation vor Kronprinz Christian III. im Flensburger St. Katharinenkloster des Landes verwiesen. Kiel erhielt eine neue Kirchenordnung. Das Franziskanerkloster wurde aufgelöst und das Gebäude der Stadt übereignet, die es als Schule und später als Hospital nutzte.
In den Hexenverfolgungen in der Stadt Kiel von 1530 bis 1676 waren 32 Menschen betroffen. Mindestens 25 Personen wurden in Hexenprozessen hingerichtet, darunter Trinke Preetzen und ihr Vater Hinrich Busch.
Seit der Aufteilung der Herzogtümer Schleswig und Holstein zwischen dem dänischen König Christian III. und seinen Brüdern, den Herzögen Adolf und Johann, im Jahr 1544 gehörte Kiel zum herzoglichen Anteil, dem Haus Schleswig-Holstein-Gottorf. Im Verlauf des 16. Jahrhunderts und frühen 17. Jahrhunderts gelang es den Herzögen, die älteren Privilegien einiger Städte schrittweise abzubauen; so wurde Kiel gezwungen, beim Herrschaftsantritt von Herzog Friedrich III. einen speziellen Huldigungseid zu leisten, der die vormals „privilegierte Stadt“ auf den Status einer erbuntertänigen Körperschaft reduzierte.

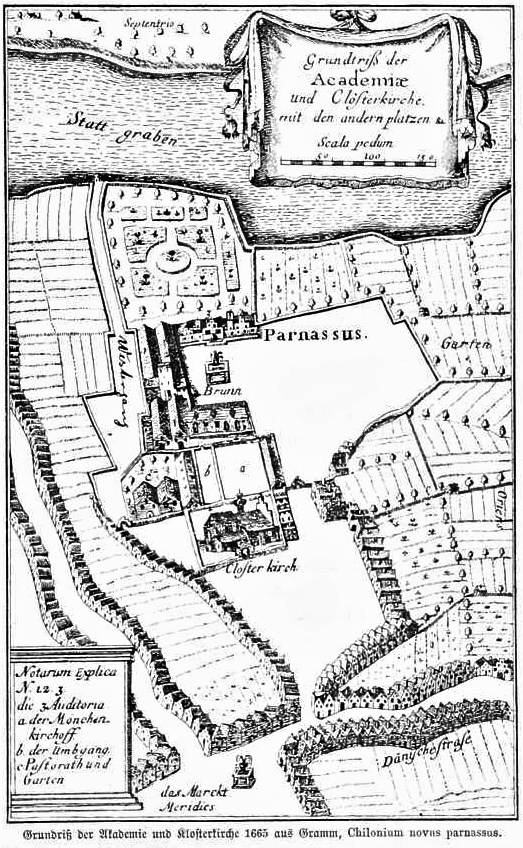
Grundriss des ersten Universitätsgebäudes im ehemaligen Kieler Kloster (1665).

1665 gründete Herzog Christian Albrecht von Gottorf die Christian-Albrechts-Universität, die nördlichste Universität im römisch-deutschen Reich, im Gebäude des ehemaligen Kieler Klosters. Die Universität hatte ursprünglich theologische, juristische, medizinische und philosophische Fakultäten und zog bald in eigene Gebäude um. Die Kieler Bürger waren anfänglich wenig begeistert, denn die Stadt hatte nicht nur die Gebäude zur Verfügung zu stellen, sondern die oft flegelhaften Studenten – schon 1700 waren es über 300 bei einer Einwohnerschaft von nur knapp 4000 Menschen – zu ertragen, die wie die übrigen Universitätsangehörigen nicht der städtischen Gerichtsbarkeit unterstanden. Zudem zahlten die Universitätsdozenten keine Steuern. Trotzdem profitierte Kiel wirtschaftlich von der Hochschule, an der schon bald bedeutende Gelehrte tätig waren.
Nachdem die Gottorfer Herzöge 1721 ihre Besitzungen in Schleswig verloren hatten, wurde Kiel für ein halbes Jahrhundert Hauptort und Residenz des verbliebenen Territoriums. 1728 wurde im Kieler Schloss der spätere russische Zar Peter III. als Sohn des Herzogs Karl Friedrich von Schleswig-Holstein-Gottorf geboren. Als Zar plante Peter einen Feldzug gegen Dänemark; nur sein früher Tod ersparte Kiel und den Elbherzogtümern einen erneuten Krieg.

### Kiel als Teil des dänischen Gesamtstaats

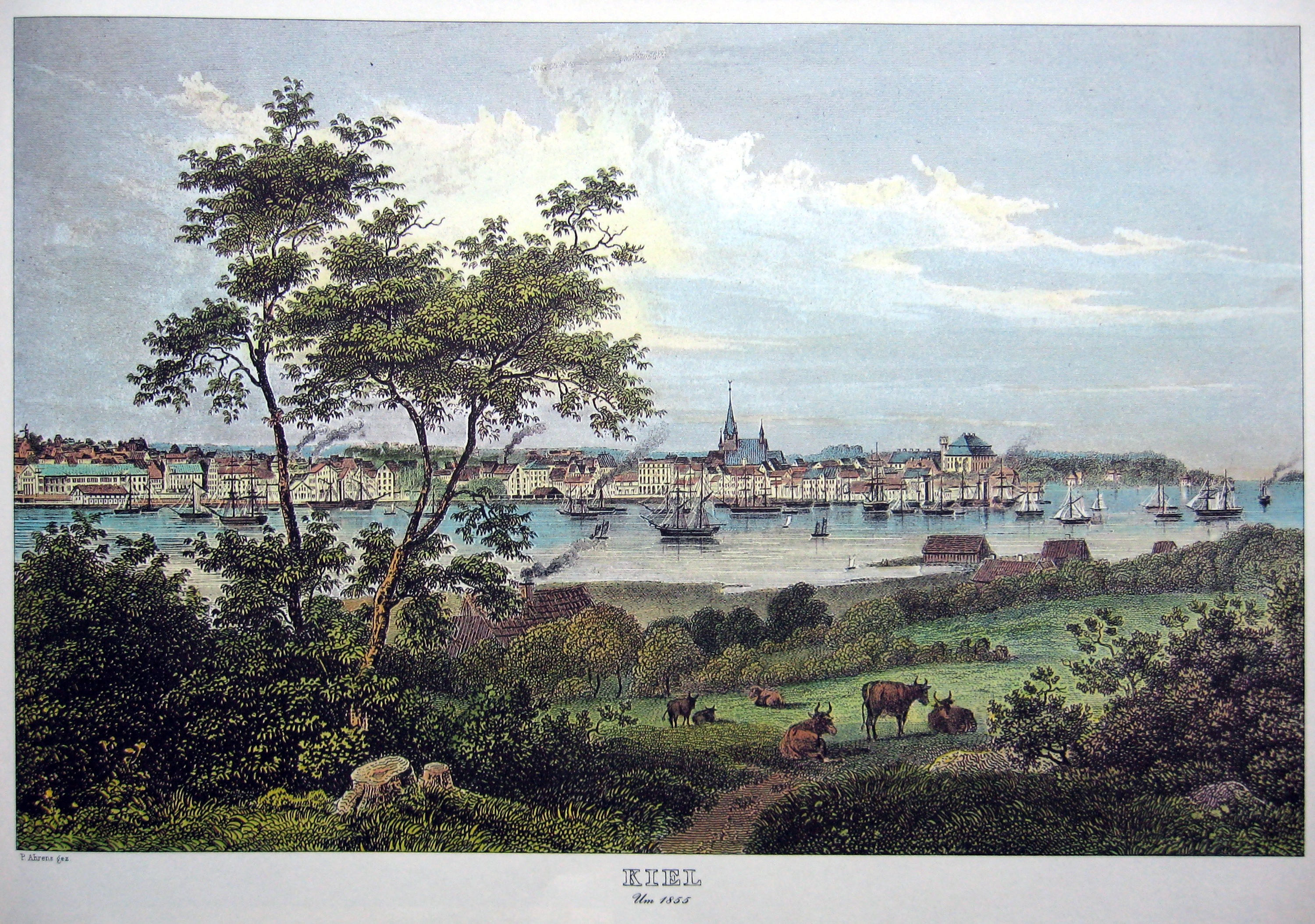
Kiel um 1855

Peters Witwe, die Zarin Katharina die Große, überließ 1773 die Reste der gottorfschen Anteile in Holstein und damit auch Kiel dem dänischen König. Dieser regierte die Stadt fortan wieder in seiner Eigenschaft als Herzog von Holstein; Kiel gehörte also staatsrechtlich weiterhin zu Deutschland, nicht zu Dänemark, war aber zugleich Bestandtteil des dänischen Gesamtstaats. Die Universität wurde gefördert und erlebte einen erheblichen Aufschwung; 1803 wurde der erste Botanische Garten Deutschlands in Kiel eröffnet.
Nach dem Ende des Heiligen Römischen Reiches 1806 wurden Kiel und Holstein für neun Jahre staatsrechtlich Teil Dänemarks. Während der Koalitionskriege wurde Kiel im „Kosakenwinter“ 1813 von den Schweden eingenommen; 1814 wurde der Kieler Frieden geschlossen: Das Herzogtum Holstein wurde weiter vom dänischen König regiert, 1815 wurde es Mitglied des Deutschen Bundes. Damit gehörte Kiel formal wieder zu Deutschland. 1817 nahmen so Kieler Studenten am Wartburgfest teil. Die Kieler Universität wurde in den folgenden Jahren zu einem Zentrum der Burschenschaftsbewegung. Nicht ohne Grund wählte der Urburschenschafter und Absolvent der Kieler Universität Uwe Jens Lornsen deshalb 1830 Kiel als den Ort, wo er Über das Verfassungswerk in Schleswigholstein veröffentlichte, eine der einflussreichsten Streitschriften des Vormärz. Er wurde von Franz Hermann Hegewisch unterstützt, der später einer der wichtigsten Propagatoren der Eisenbahnverbindung mit Altona war. 1838 erfolgte die Gründung der Maschinenbauanstalt Schweffel und Howaldt; dies war Kiels erster großer Industriebetrieb, aus dem später die Werft Howaldtswerke-Deutsche Werft hervorging. Mit dem Bau der Eisenbahnstrecke nach Altona (König-Christian-VIII.-Ostseebahn) wurde der Ostseehafen Kiel bereits 1844 mit Elbe und Nordsee verbunden. Mit dem Brandtaucher wurde 1850 in Kiel das erste deutsche und älteste heute noch erhaltene Unterseeboot gebaut.
In Kiel konstituierte sich 1848 eine provisorische schleswig-holsteinische Regierung. Der Versuch, sich vom Gesamtstaat zu lösen und souveränes Mitglied im Deutschen Bund zu werden, scheiterte.

### Marinehafen Kiel

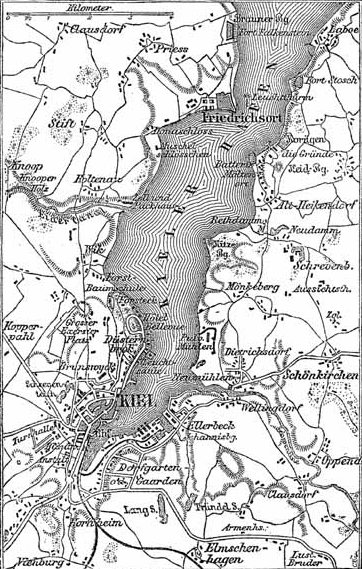
Historische Karte (um 1888)

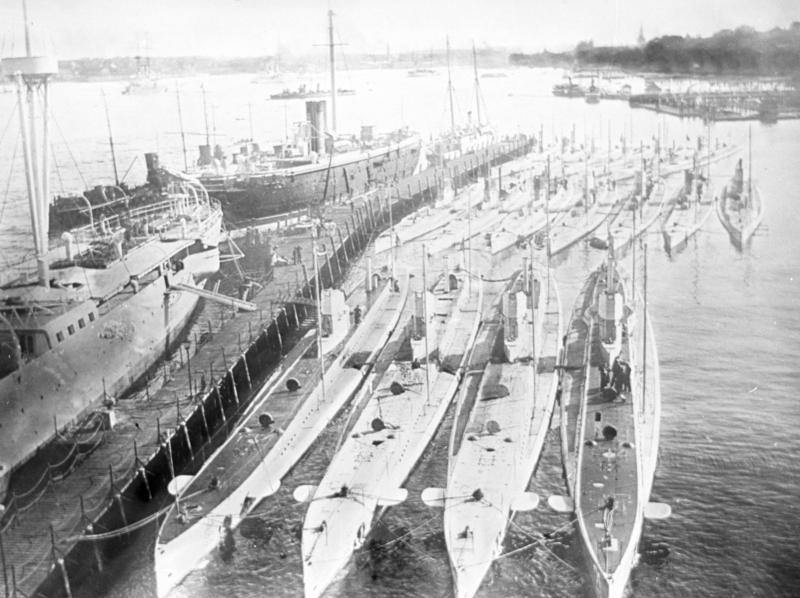
1910: U-Boot-Hafen Kiel mit Booten des Typs Zweihüllen-Hochsee-Boot

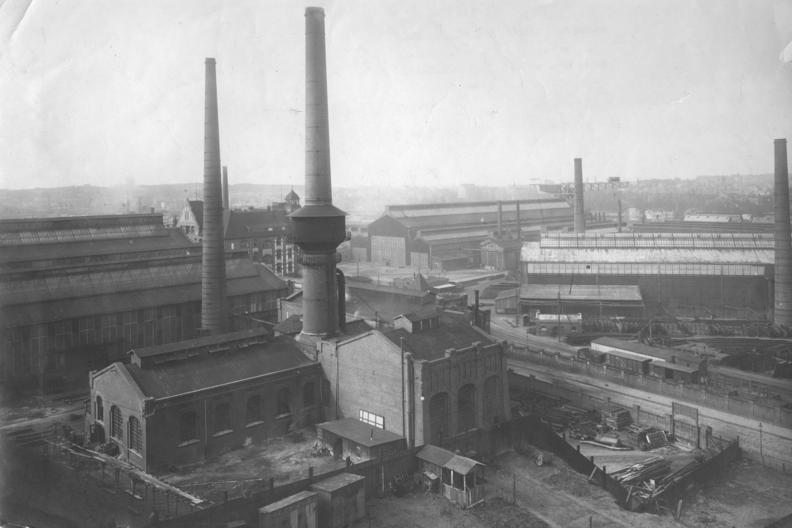
1921: Germaniawerft

Doch 1864 kam es zur Eroberung Schleswig-Holsteins durch Preußen und Österreich im Deutsch-Dänischen Krieg; Kiel wurde zunächst von Preußen und Österreich gemeinsam verwaltet. 1865 ordnete der preußische König die Verlegung der Marinestation der Ostsee der Marine Preußens von Danzig nach Kiel an. Österreich und Preußen vereinbarten am 14. August 1865 in der Gasteiner Konvention, eine Bundesflotte aufzubauen und Kiel zum Bundeshafen zu machen. Dieser Plan wurde wegen des Deutschen Krieges 1866 nicht realisiert; trotzdem entwickelte sich Kiel von diesem Zeitpunkt an rasch zur Großstadt.
Im Jahr 1867 wurde Kiel Teil der preußischen Provinz Schleswig-Holstein und Kriegshafen in der in die Marine des Norddeutschen Bundes umgewandelten preußischen Marine, der späteren Kaiserlichen Marine. Das Artilleriedepot (ab 1891 Kaiserliche Torpedowerkstatt) wurde in Friedrichsort eingerichtet; hier wurden unter anderem Über- und Unterseewaffen entwickelt. Im selben Jahr entstand mit der Norddeutschen Schiffbaugesellschaft (ab 1882 Germaniawerft) nach Schweffel & Howaldt der zweite große Schiffbaubetrieb in Kiel. Die Stadt wurde Sitz des aus den Ämtern Bordesholm, Kronshagen, Kiel und Neumünster gebildeten Kreises Kiel.
Mit der Deutschen Reichsgründung wurde Kiel wie Wilhelmshaven Reichskriegshafen. Das seit 1865 bestehende preußische Marinedepot wurde zur Königlichen Werft Kiel, die wiederum nach Gründung des Deutschen Kaiserreiches 1871 in Kaiserliche Werft umbenannt wurde. Die Kieler Werftarbeiter begannen sich 1873 zu organisieren; der Allgemeine Deutsche Schiffszimmerer-Verein wurde gegründet.
Die erste Kieler Woche fand 1882 statt; seit 1885 wurde sie als Kombination von Schiffsparade, Segelregatten und Volksfest veranstaltet. Sie wurde im Laufe der Zeit zu einem weltweit bekannten Segelsportereignis und neben dem Oktoberfest und dem Cannstatter Volksfest zu einem der größten Volksfeste Deutschlands. Kaiser Wilhelm II. besuchte sie regelmäßig.
1883 schied Kiel aus dem gleichnamigen Kreis aus und wurde kreisfreie Stadt; neuer Sitz des Kreises Kiel wurde Bordesholm. In den 1880er Jahren setzte durch den Anstieg des Schiffbaus ein schnelles Bevölkerungswachstum ein. Deren Beschäftigte organisierten sich rasch: Das Kieler Gewerkschaftskartell wurde 1893 gegründet und hatte zu Anfang 2900 Mitglieder.
Am 20. Juni 1895 wurde der Kaiser-Wilhelm-Kanal (heute Nord-Ostsee-Kanal) eröffnet; er wurde bald der meistbefahrene Kanal der Welt. In der Folge wurde Kiel zum Haupthafen der deutschen Kriegsflotte. Mitten im Ersten Weltkrieg wurde Kiel 1917 Amtssitz des Oberpräsidenten der Provinz Schleswig-Holstein und somit Provinzialhauptstadt. Vorher saß das Oberpräsidium in Schleswig.

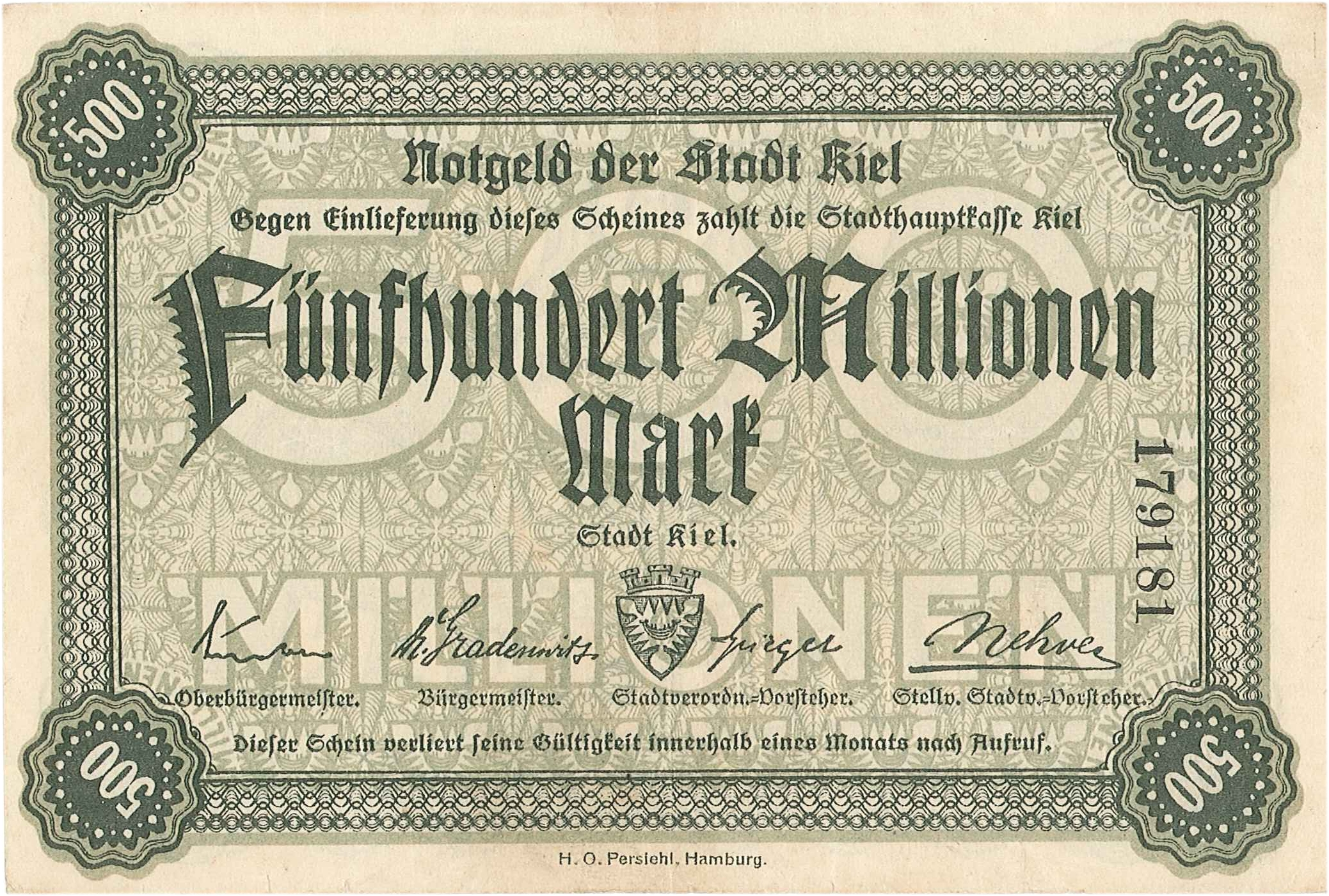
Notgeld der Stadthauptkasse Kiel aus den 1920er Jahren

Mit dem Kieler Matrosenaufstand begann am 3. November 1918 eine Revolution, die maßgeblich zum Ende des Ersten Weltkriegs beitrug. Am 3. November 1918 erhoben sich dort die Matrosen, gründeten nach einem spontanen Gefecht mit regierungstreuen Truppen am 4. November den ersten Arbeiter- und Soldatenrat Deutschlands und begannen somit die Novemberrevolution, die innerhalb weniger Tage ganz Deutschland erfasste und den Grundstein für die Weimarer Republik legte.
Der Zivilflugplatz Kiel-Holtenau wurde 1928 in Betrieb genommen.

### Kiel im Nationalsozialismus
In Kiel erstarkten (wie in der übrigen preußischen Provinz Schleswig-Holstein auch) gegen Ende der Weimarer Republik republikfeindliche Kräfte und hier vor allem die Nationalsozialisten. Kiel war Hauptort des NS-Gaus Schleswig-Holstein. Von den Übergriffen der Nationalsozialisten nach der Machtergreifung am 30. Januar 1933 waren deutsche Juden am meisten betroffen. Daneben wurden vor allem kommunistische und sozialdemokratische Arbeiterführer sowie Personen verfolgt, die als Demokraten die Existenz der Weimarer Republik öffentlich befürwortet hatten. Nachdem Nationalsozialisten das Kieler Rathaus am 11. März 1933 unrechtmäßig besetzt hatten, wurde in der folgenden Nacht der bekannte republiktreue Rechtsanwalt Wilhelm Spiegel von mehreren Männern in SA- und SS-Uniform in seinem Haus ermordet. Die anschließenden Ermittlungen dienten als Vorwand, um den mächtigen Kieler SPD-Ortsverein rasch zu zerschlagen und viele Sozialdemokraten und Kommunisten ins KZ zu schaffen.

#### Ermordung Friedrich Schumms
Bei dem Boykott jüdischer Geschäfte am 1. April wurde der Rechtsanwalt Friedrich Schumm am 1. April 1933 in einer Zelle des Polizeigefängnisses in der Gartenstraße in Kiel von einer Meute aus SA- und SS-Leuten ermordet. Schumm war am Vormittag des Tages gegen 11 Uhr während des Nazi-Boykotts gegen Geschäfte von Juden vor dem Möbelgeschäft seines Vaters Georg Schumm in der Kehdenstraße von mehreren dort stehenden SS- und SA-Leuten geschlagen worden, die ihn daran hindern wollten, das Geschäft seines Vaters zu betreten. Dagegen hatte er sich in Notwehr mit einer Pistole verteidigt. Es kam zu einem Schusswechsel mit den SS-Leuten. Dabei wurde ein SS-Mann mit Namen Asthalter, auch er ein Schütze bei dem Zwischenfall, verletzt und ins Krankenhaus gebracht. Asthalter wurde wegen eines Lebersteckschusses operiert und war bald außer Lebensgefahr. Nach dem Zwischenfall begab Schumm sich selbst zum Polizeirevier II und gab dort seine Waffe ab. Er wurde gegen 12:30 Uhr ins Polizeigefängnis gebracht. Zur gleichen Zeit hatte ein SS-Kommando das Möbelgeschäft seines Vaters Georg Schumm restlos verwüstet und hinterließ einen Sachschaden von 25.000 Reichsmark. Schumms Vater und seine Schwester wurden festgenommen. Danach begaben sich der SS-Trupp, weitere SA-Einheiten und Personen in Zivil zum Polizeigefängnis und verschafften sich dort mit Hilfe des NSDAP-Kreisleiters Behrens und unter Beteiligung des NSDAP-Gauleiters Hinrich Lohse bei dem antidemokratisch und antisemitisch gesinnten Polizeipräsidenten Otto zu Rantzau den Eintritt ins Gefängnis. SS-Leute erhielten den Zellenschlüssel, überfielen den wehrlosen Friedrich Schumm in seiner Zelle und töteten ihn mit etwa 30 Schüssen.
Einige Zeit später wurde Georg Schumm in einem Zivilprozess verurteilt, Asthalter die hohe Summe von 25.000 RM als Schmerzensgeld zu zahlen – sie entsprach dem sieben- bis zehnfachen des Jahreseinkommens von Asthalter. Bei dem Gerichtsverfahren am 5. Mai 1934 waren im Gerichtssaal zahlreiche SS-Leute anwesend, vor denen nicht nur Georg Schumm „berechtigte Angst zeigte“. Der Befehlshaber dieser Schlägertruppe hatte sich gegenüber dem Gericht verpflichtet, es zu „keinen Störungen“ der Verhandlung kommen zu lassen. Unter den SS-Leuten befanden sich „vielleicht“ auch die Mörder von Friedrich Schumm. Ein von einem Oberstaatsanwalt eröffnetes Ermittlungsverfahren wegen der Tötung Friedrich Schumms wurde auf Geheiß des preußischen Justizministeriums am 7. Juli 1933 eingestellt. Für die Mordtat gab es auch nach dem Ende des Nationalsozialismus weder eine gerichtliche Strafe noch eine Entschädigung, denn es gelang der Kieler Staatsanwaltschaft nach 1945 nicht, die „Kumpanei und das Schweigen der überlebenden Tatzeugen und Mörder zu durchbrechen.“ Nur drei untergeordneten SS-Männern konnte ein Fehlverhalten in einer Nebensache nachgewiesen werden: Sie hätten aus „rassischen Gründen einen Juden verfolgt und die Polizei gezwungen, ihn der SS herauszugeben.“ Zwei hatten zudem bei der Zerstörung des Geschäftes des Georg Schumm Geld gestohlen. Sie wurden zu Freiheitsstrafen von zwölf bzw. zweimal 20 Monaten verurteilt.

#### Universität
Die Christian-Albrechts-Universität zu Kiel, unter deren Studenten die NSDAP schon länger besonders populär war, wurde nach der Machtübernahme 1933 schnell gleichgeschaltet. Bei den Juristen entwickelte sich mit der Kieler Schule eine strikt regimetreue und antisemitische Rechtslehre, die die Stellen der zuvor rechtswidrig entlassenen bedeutenden jüdischen oder liberalen Kieler Professoren vereinnahmte. Im philosophischen Seminar wurden so die liberalen Dozenten Julius Stenzel und Richard Kroner rasch durch die aktiven Nationalsozialisten Kurt Hildebrandt und Ferdinand Weinhandl ersetzt. Weinhandl war im Mai 1933 Hauptredner bei der Kundgebung zur Bücherverbrennung auf dem Kieler Wilhelmplatz.

#### Repressionen gegen Juden
Als Kiel 1936 zum Austragungsort der olympischen Segelwettbewerbe wurde, bemühten sich die Behörden und das NS-Regime, ihre antisemitischen Maßnahmen wie auch im übrigen Reich im Verborgenen zu halten, um die Weltöffentlichkeit nicht zu schockieren. Danach gingen die antijüdischen Maßnahmen weiter. Jüdischen Unternehmern wurden auf diverse Weise ihre Geschäfte geraubt, ein Vorgang, den die Nazis Arisierung nannten. Juden wurden in jeder Weise im öffentlichen Leben benachteiligt. Bei der Reichspogromnacht am 9. November 1938 zerstörten Nazieinheiten aus SA und SS die große Kieler Synagoge am Schrevenpark. Zur Ausschaltung der Juden aus dem Wirtschaftsleben dienten mehrere Gesetze und Verordnungen, darunter die Verordnung über den Einsatz des jüdischen Vermögens. Die Verfolgung der Juden endete schließlich in ihrer Ermordung: Viele der über 600 im Jahr 1933 in Kiel ansässigen Juden wurden Opfer der Deportation von Juden aus Deutschland und später in den Vernichtungslagern ermordet. Nur wenigen gelang die Flucht ins Exil, nachdem sie ihre Geldmittel durch deutsche Zwangsmaßnahmen verloren hatten.

#### Zwangsarbeit
Im Juni 1944 wurde überwiegend zur Unterbringung sowjetischer und polnischer Zwangsarbeiter das Arbeitserziehungslager Nordmark errichtet, in dem bis Anfang 1945 über 600 Menschen umkamen.

#### Kriegsschäden
Zwischen dem 2. Juli 1940 und dem 3. Mai 1945 wurde die Stadt, wichtiger Stützpunkt der Kriegsmarine und Standort von drei Großwerften, durch westalliierte Luftangriffe auf Kiel zu weit über 80 Prozent zerstört. Mit 350 versenkten Schiffen war die Kieler Förde am Kriegsende der wohl größte Schiffsfriedhof.

#### Kriegsende

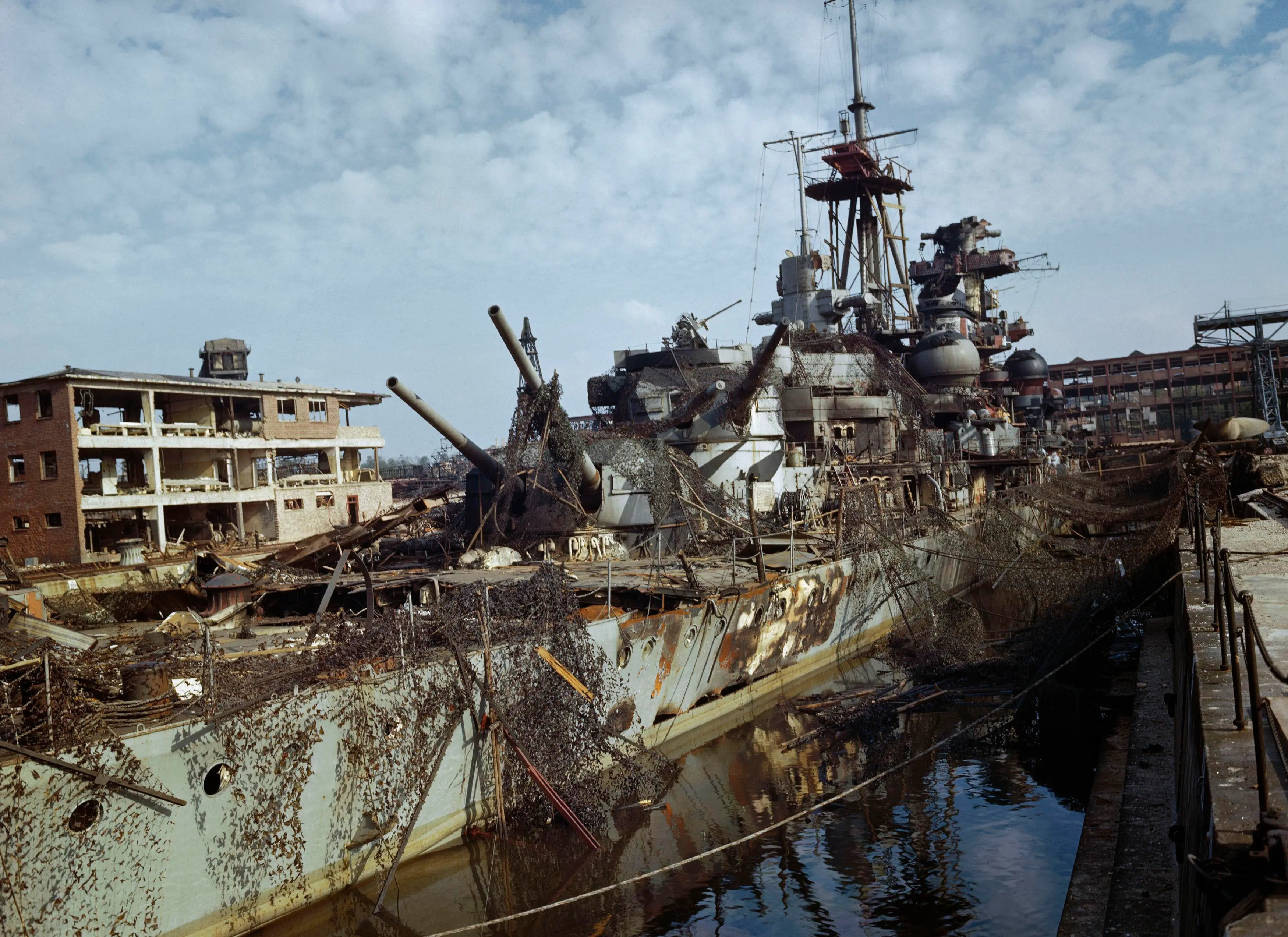
Zerstörter Kreuzer „Admiral Hipper“ im Trockendock, 1945

Am 2. Mai 1945 um 21:30 Uhr verkündete das Marineoberkommando Ostsee, dass Kiel nicht verteidigt werden sollte. Am nachfolgenden Tag wurden vorhandenes Kriegsmaterial und Munition vernichtet, was zu zahlreichen Detonationen und Schüssen führte, die überall in der Stadt zu hören waren. Noch am 3. Mai wurde die Stadt zur „Offenen Stadt“ erklärt. In der darauffolgenden Nacht vom 3. auf den 4. Mai erfolgte schließlich der letzte Luftangriff auf Kiel. Am 4. Mai unterschrieb Hans-Georg von Friedeburg im Auftrag des letzten Reichspräsidenten Karl Dönitz, der sich zuvor mit der letzten Reichsregierung nach Flensburg-Mürwik abgesetzt hatte, bei Lüneburg die Kapitulation aller deutschen Truppen in Nordwestdeutschland, den Niederlanden und Dänemark. Am selben Tag erreichte der erste britische Panzerwagen die Stadt. Am Nachmittag betrat eine kleine britische Abordnung das Kieler Rathaus und übergab dem Oberbürgermeister Behrens Anordnungen für das Verhalten der Bevölkerung. Die alliierte Kontrolle über Kiel hatte begonnen. In den folgenden Tagen wurde die Stadt schrittweise kampflos besetzt. Auch der Rest Schleswig-Holsteins wurde in den Folgetagen vollständig besetzt, mit Ausnahme des Sonderbereichs Mürwik, der erst am 23. Mai besetzt wurde. Mit anschließenden Verhaftungen endete die letzte Reichsregierung.

### Kiel als Landeshauptstadt Schleswig-Holsteins

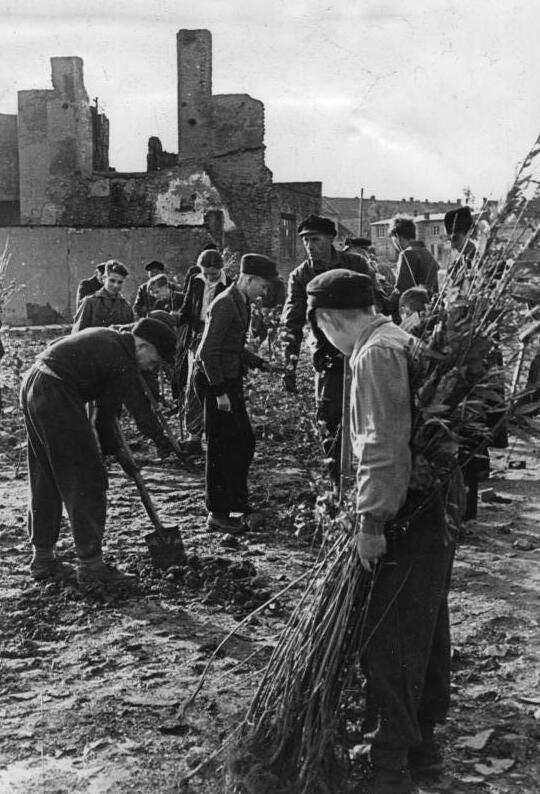
Schüler forsten Trümmerflächen mit Bäumen auf, Oktober 1948

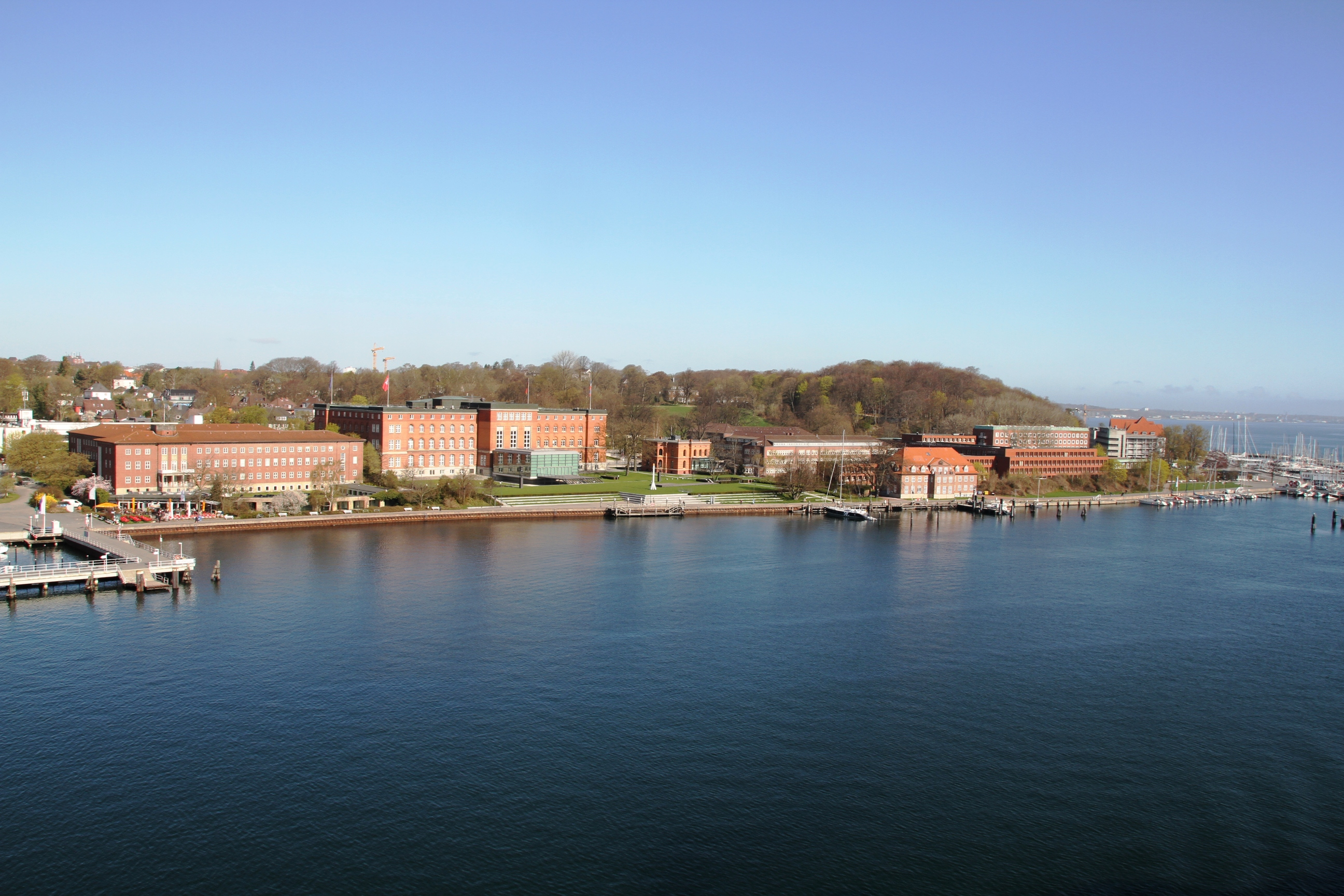
Landtag und Landesregierung Schleswig-Holsteins am Westufer der Kieler Förde

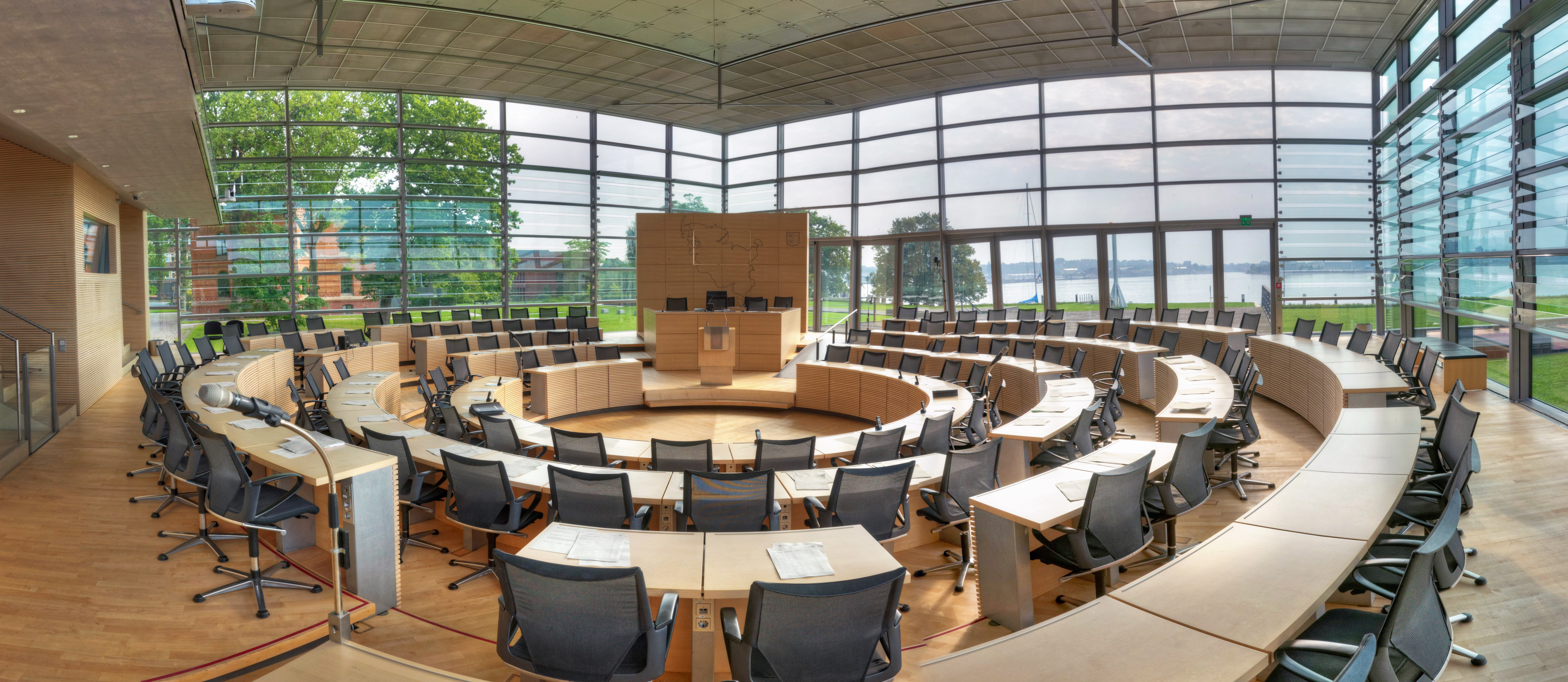
Der Plenarsaal des Schleswig-Holsteinischen Landtages unmittelbar an der Kieler Förde, die durch die rechts liegenden Türverglasungen zu erkennen ist

Nach Ende des Zweiten Weltkriegs gehörte Kiel ab 1945 zur Britischen Besatzungszone. Die britische Militärregierung richtete im Stadtgebiet ein DP-Lager zur Unterbringung von Displaced Persons ein. Die Mehrzahl von ihnen waren ehemalige NS-Zwangsarbeiter aus Polen und dem Baltikum.
Mit der Verordnung Nr. 46 der Britischen Militärregierung wurde am 23. August 1946 die Provinz Schleswig-Holstein aus dem Land Preußen herausgelöst und das neue Land Schleswig-Holstein gegründet; der Freistaat Preußen selbst wurde am 25. Februar 1947 durch das Kontrollratsgesetz Nr. 46 aufgelöst. Kiel war Hauptstadt Schleswig-Holsteins, das 1949 zum Bundesland der neu gegründeten Bundesrepublik Deutschland wurde.
Bereits ab Ende 1944 kamen viele Flüchtlinge aus Ostpreußen, Westpreußen und Pommern nach Schleswig-Holstein. Noch lange nach Kriegsende mussten in der stark zerstörten Stadt Vertriebene aus den Ostgebieten des Deutschen Reiches untergebracht werden. In den Nachkriegsjahren wurde Kiel unter „modernistischen“ Gesichtspunkten wieder aufgebaut. Es entwickelte sich bald wieder zum wirtschaftlichen, politischen und geistigen Zentrum Schleswig-Holsteins.
Der SPD-Oberbürgermeister Hans Müthling forderte (schon als Kandidat) 1954 eine Stationierung von Marineeinheiten in Kiel angesichts der zu erwartenden Wiederbewaffnung der Bundesrepublik. Im März 1956 wurden die ersten drei Schnellboote der Bundesmarine stationiert. Im Juli 1960 lief das erste Kriegsschiff, das nach 1945 in Kiel gebaut wurde, bei der Lindenau Werft vom Stapel. Wegen der Nähe zur innerdeutscher Grenze wurden andere Einheiten später in das nördliche Olpenitz verlegt. Noch 1960 übertraf kriegsbedingt die Zahl der Frauen in Kiel die der Männer um etwa 14 %.
Die 1960er Jahre waren durch Eingemeindungen, Hafenausbau, Ausbau der Fährverbindungen, Neuansiedlung von Unternehmen und das Wirtschaftswunder geprägt.
1965 feierte die auf einem neuen Campus stark expandierende Universität Kiel ihr 300-jähriges Bestehen. 1968 gab es Demonstrationen Kieler Schüler, Studenten und Lehrlinge gegen den Bildungsnotstand und Tariferhöhungen im Nahverkehr. Letztere blieben erfolglos.
1972 – also 36 Jahre nach den Olympischen Sommerspielen 1936 – war Kiel wieder Austragungsort der Segelwettbewerbe der Olympischen Sommerspiele, dieses Mal im neuen Olympiazentrum Schilksee. 1975 wurde der Kieler Umschlag als modernes Volksfest wiederbelebt. 1985 wurde der Betrieb der Straßenbahn Kiel eingestellt, eine Entscheidung, die später oft bedauert wurde. 1992 beging die Stadt ihre 750-Jahr-Feier und 1994 wurde die 100. Kieler Woche veranstaltet. Wegen der Weltkriege fanden von 1915 bis 1919 und von 1940 bis 1946 keine Kieler Wochen statt.
Am 23. September 2008 erhielt die Stadt den von der Bundesregierung verliehenen Titel Ort der Vielfalt.
Ein Tornado am 29. September 2021 verletzte mehrere Menschen.

### Eingemeindungen
1850 umfasste das Stadtgebiet von Kiel inklusive Hammer eine Fläche von insgesamt 1277 Hektar.
Ab 1869 wurden folgende Gemeinden und Gemarkungen in die Stadt Kiel eingegliedert.
| Jahr | Orte                    | Landesteil | Zuwachs in ha | Einwohner (2008)  |
| ---- | ----------------------- | ---------- | ------------- | ----------------- |
| 1869 | Brunswik                | Holstein   | 277           | 6.036             |
| 1893 | Wik                     | Holstein   | 560           | 17.715            |
| 1901 | Gaarden-Ost             | Holstein   | 311           | 16.287            |
| 1909 | Projensdorf             | Holstein   | 229           | siehe Wik         |
| 1910 | Gaarden-Süd             | Holstein   | 618           | 10.356            |
| 1910 | Hassee                  | Holstein   | 369           | 11.897            |
| 1910 | Ellerbek                | Holstein   | 89            | 5.780             |
| 1910 | Wellingdorf             | Holstein   | 420           | 7.877             |
| 1910 | Hasseldieksdamm         | Holstein   | 293           | 2.843             |
| 1922 | Holtenau                | Schleswig  | 512           | 5.239             |
| 1922 | Pries                   | Schleswig  | 336           | 7.278             |
| 1922 | Friedrichsort           | Schleswig  | 132           | 2.373             |
| 1923 | Kronsburg               | Holstein   | 69            | siehe Gaarden-Süd |
| 1924 | Neumühlen-Dietrichsdorf | Holstein   | 401           | 11.729            |
| 1939 | Elmschenhagen/Kroog     | Holstein   | 655           | 17.209            |
| 1958 | Suchsdorf               | Holstein   | 760           | 9.098             |
| 1959 | Schilksee               | Schleswig  | 608           | 5.158             |
| 1963 | Mettenhof               | Holstein   | 158           | 18.865            |
| 1970 | Russee                  | Holstein   | 398           | 7.342             |
| 1970 | Meimersdorf             | Holstein   | 766           | 2.252             |
| 1970 | Moorsee                 | Holstein   | 557           | 1.622             |
| 1970 | Wellsee                 | Holstein   | 501           | 5.059             |
| 1970 | Rönne                   | Holstein   | 479           | 422               |

## Bevölkerung

### Einwohnerentwicklung

Einwohnerentwicklung Kiels von 1300 bis 2018

1885 hatte Kiel mehr als 50.000 Einwohner. 1900 überschritt die Einwohnerzahl der Stadt die Grenze von 100.000, wodurch sie zur Großstadt wurde. Bis 1910 verdoppelte sich diese Zahl auf 211.000. Im Dezember 1942 erreichte die Bevölkerungszahl der Stadt wegen der Hochrüstung im Zweiten Weltkrieg (Kriegshafen, Werften) mit 306.000 ihren historischen Höchststand. Bis 2023 stieg die Einwohnerzahl wieder auf rund 250.000. Der Bevölkerungsanteil mit einem Migrationshintergrund lag Ende 2024 bei 30,7 % und der ohne deutsche Staatsangehörigkeit bei 15,3 %.

### Religion

#### Konfessionsstatistik

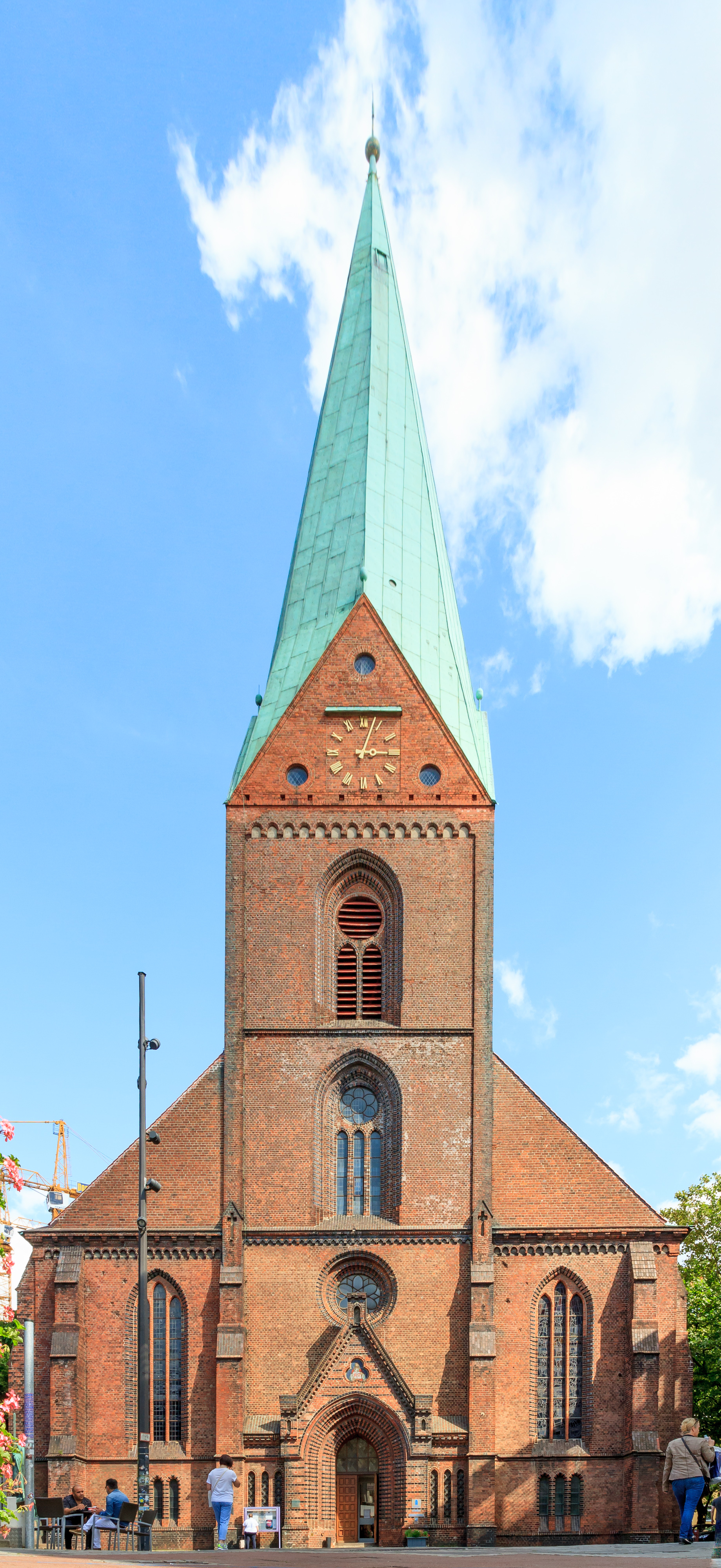
Die St.-Nikolai-Kirche am Alten Markt ist das älteste erhaltene Gebäude der Stadt.

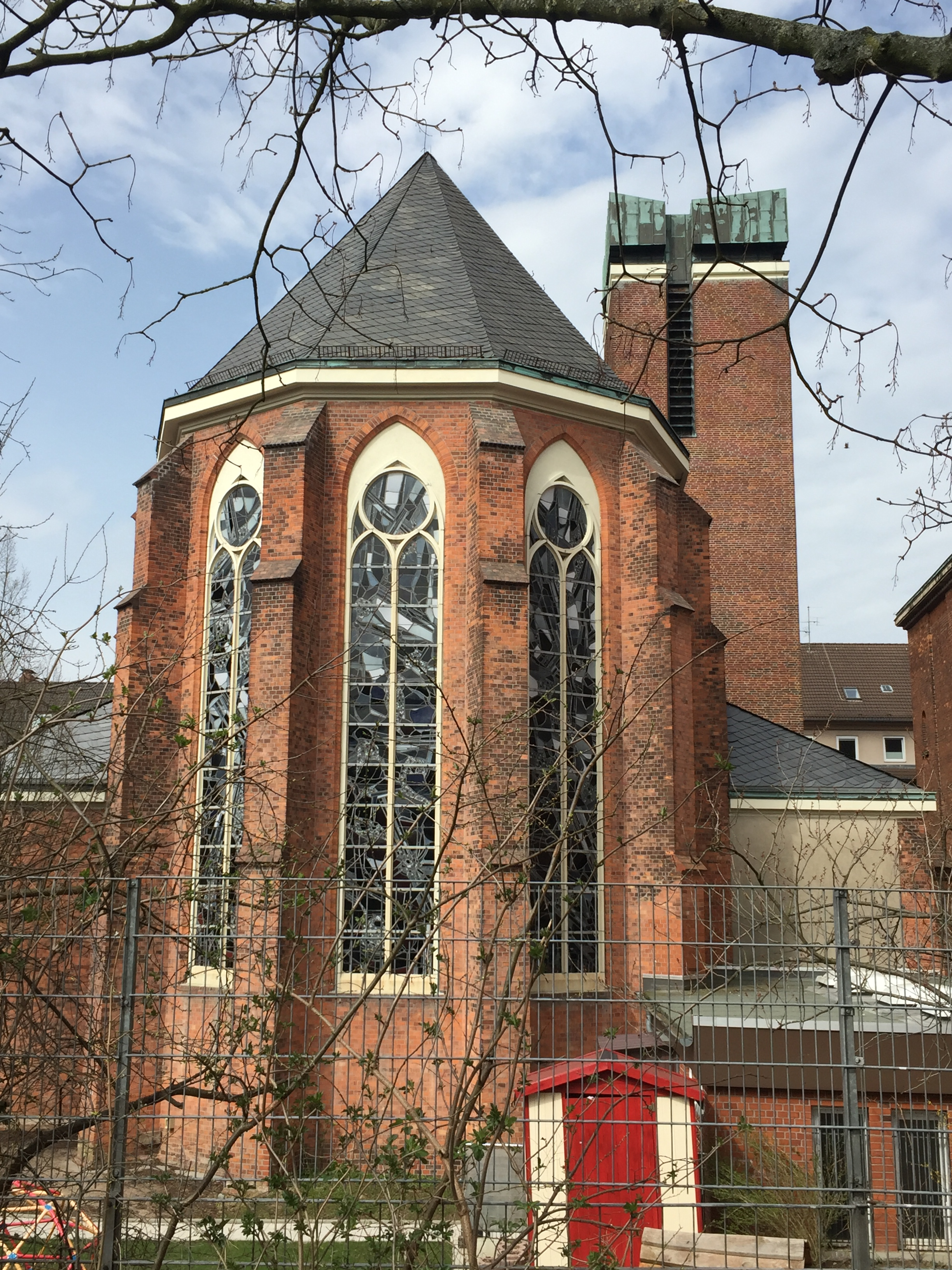
Die St.-Nikolaus-Kirche an der Rathausstraße

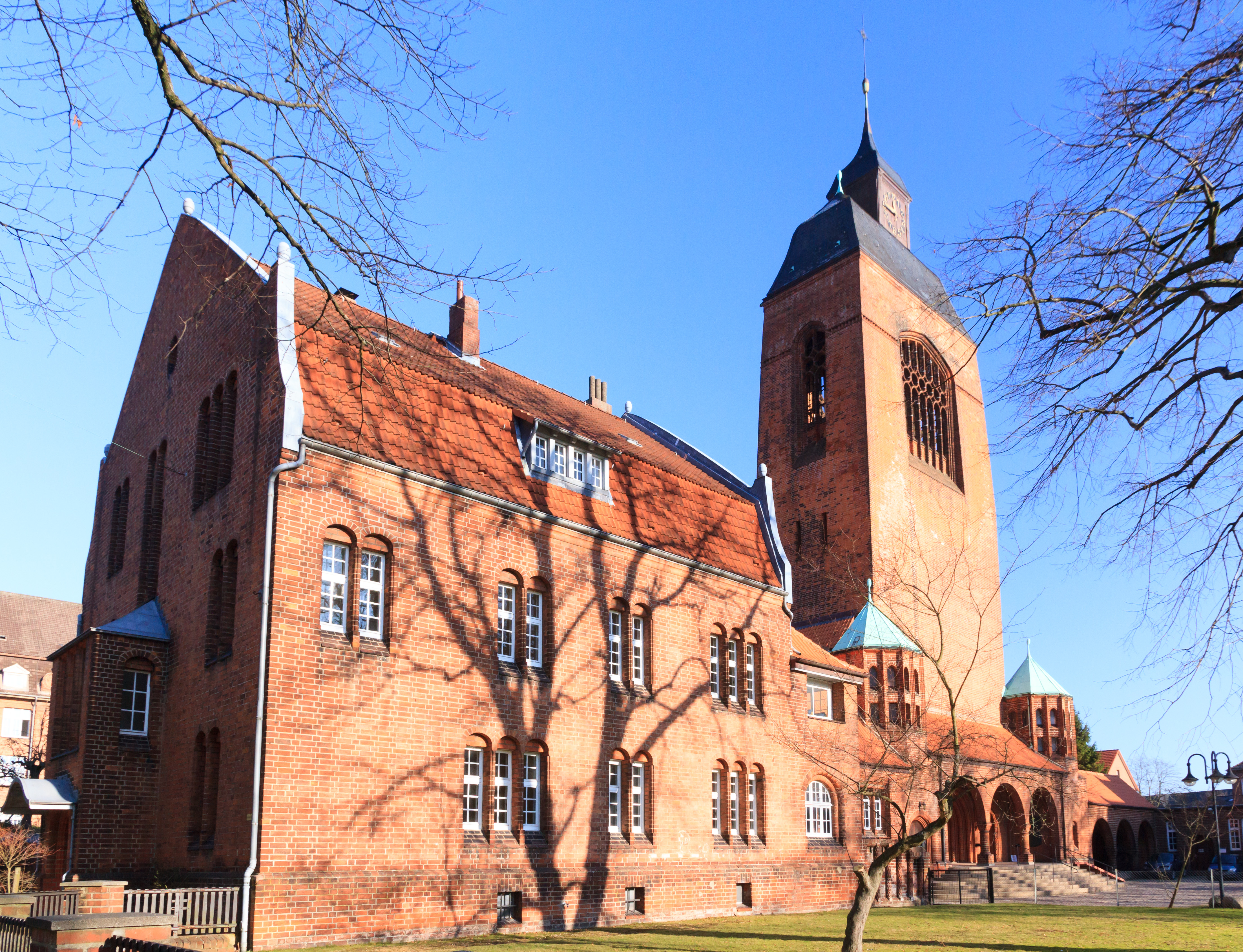
Die Petruskirche in Kiel-Wik

Gemäß dem Zensus 2011 waren 41,3 % der Einwohner evangelisch, 7,4 % römisch-katholisch und 51,3 % waren konfessionslos, gehörten einer anderen Glaubensgemeinschaft an oder machten keine Angabe. Die Zahl der Katholiken und vor allem die der Protestanten ist seit dem Zensus 2011 gesunken; die Zahl der Einwohner mit sonstiger Konfession oder ohne Konfession nimmt jährlich um etwa 1 Prozentpunkt zu. Am Stichtag 31. Dezember 2023 waren nach Recherchen der Forschungsgruppe Weltanschauungen in Deutschland 29,6 % der Einwohner der Stadt evangelisch, 5,8 % römisch-katholisch und 64,6 % waren konfessionsfrei oder gehörten einer sonstigen Religionsgemeinschaft an.
Nach einer Berechnung aus den Zensuszahlen für die Personen mit Migrationshintergrund lag der Bevölkerungsanteil der Muslime in Kiel 2011 bei 6,7 %.

#### Christentum
Geschichte
Die Bevölkerung der Stadt Kiel gehörte anfangs zum Erzbistum Bremen und dessen Suffraganbistum Schleswig. Ab 1526 wurde durch den Landesherrn die Reformation eingeführt. 1534 mussten die Katholiken auf die einzige Pfarrkirche der Stadt (daneben gab es noch eine weitere Kirche) verzichten. Bereits vier Jahre zuvor war das Franziskanerkloster in Kiel geschlossen worden. Danach war Kiel über eine lange Zeit eine überwiegend protestantische Stadt, die zur Evangelisch-Lutherischen Landeskirche Schleswig-Holsteins gehörte. Heute gehören die lutherischen Kirchengemeinden der Stadt – sofern sie nicht Mitglied der Selbstständigen Evangelisch-Lutherischen Kirche oder der Dänischen Kirche in Südschleswig (in Kiel-Holtenau) sind – zum Kirchenkreis Altholstein innerhalb des Sprengels Schleswig und Holstein in der Evangelisch-Lutherischen Kirche Norddeutschlands.
Im Jahre 1891 wurde mit St. Nikolaus die erste katholische Pfarrkirche seit der Reformation erbaut. Die Gemeindeglieder Kiels gehörten zum damals bestehenden „Apostolischen Vikariat der Nordischen Missionen“. Die katholischen Gemeinden in Kiel und Umgebung gehören heute zur Pfarrei Franz von Assisi im Erzbistum Hamburg.
Von den evangelischen Freikirchen sind in Kiel die Baptisten (seit 1872), die Evangelisch-methodistische Kirche, die Freie evangelische Gemeinde, die Siebenten-Tags-Adventisten und mehrere Pfingstgemeinden vertreten.
Sonstige in Kiel vertretene christliche Gemeinden und Kirchengemeinschaften sind die Apostolische Gemeinschaft, Zeugen Jehovas, die Neuapostolische Kirche, die Kirche Jesu Christi der Heiligen der Letzten Tage (Mormonen) und die von der Anthroposophie inspirierte Christengemeinschaft. Seit dem Jahr 2004 gibt es auch eine Russisch-orthodoxe Gemeinde.
Insgesamt gibt es 23 evangelische Gemeinden und vier katholische Pfarreien.

#### Judentum
Die Existenz einer jüdischen Gemeinde in Mittelalter und früher Neuzeit ist nicht belegt. Die Geschichte der Juden in Kiel beginnt daher vermutlich erst relativ spät, Ende des 17. Jahrhunderts. Es ist der Politik König Christians VII. zu verdanken, dass sich der Kieler Magistrat mit seiner zunächst judenfeindlichen Haltung nicht durchsetzte und Juden sich in Kiel ansiedeln konnten. 1782 wurde das ehemalige Kaffeehaus der Universität in der Kehdenstraße 12 in das erste jüdische Bethaus der Stadt umgewandelt (das Gebäude existiert nicht mehr), bis die Gemeinde 1869 in die größere, dreistöckige Synagoge in der Haßstraße umzog (ein Teil des Erdgeschosses ist als Ruine bis heute erhalten). Diese Synagoge wurde bald zu klein, so dass die Gemeinde 1910 in einen großen Neubau beim Schrevenpark, an der Ecke Humboldtstraße/Goethestraße, umzog.
1933 hatte die Gemeinde etwa 600 Mitglieder. Diese letzte Synagoge wurde in der Pogromnacht vom 9./10. November 1938 zerstört. Wegen des Nationalsozialismus verließ der größte Teil der Kieler Juden die Stadt und ging ins Exil oder wurde in Vernichtungslager deportiert und ermordet. Aufgrund der geringen Anzahl der Juden nach Ende der NS-Herrschaft wurde die Verwaltung der jüdischen Belange für Schleswig-Holstein 1968 an die Jüdische Gemeinde in Hamburg übertragen.
Mit dem Zusammenbruch des Ostblocks und der darauffolgenden Einwanderung osteuropäischer Juden nach Deutschland änderte sich die Situation der jüdischen Gemeinden deutschlandweit grundlegend. 1995 wurde in Kiel das „Jüdische Bildungs-, Kultur- und Sozialwerk“ gegründet, und 1997 lud der von Hamburg neu berufene Kantor Daniel Katz die etwa 250 Juden in Kiel zum ersten jüdischen Gottesdienst nach der Zerstörung des letzten Betsaals der Jüdischen Gemeinde (bis 1941 im Feuergang, heute Europaplatz).
Die gegenwärtig etwa 550 Juden in der Stadt sowie die regelmäßig stattfindenden Gottesdienste führten Anfang 2004 zur Neugründung einer eigenständigen Jüdischen Gemeinde Kiel, die dem Landesverband der Jüdischen Gemeinden von Schleswig-Holstein angehört. Im Oktober 2004 gründeten Mitglieder des bisherigen Hamburger Gemeindezentrums in Kiel eine zweite Gemeinde und – zusammen mit dem ehemaligen Hamburger Gemeindezentrum Flensburg und der Jüdischen Gemeinde Lübeck – einen zweiten, separaten Dachverband (Jüdische Gemeinschaft Schleswig-Holstein). Beide Kieler Gemeinden sind seit 2005 Mitglieder im Zentralrat der Juden in Deutschland. Das Gemeindezentrum und der Sitz der Jüdischen Gemeinschaft befinden sich in der Wikingerstraße. Die Synagoge der Jüdischen Gemeinde Kiel steht in der Waitzstraße in Brunswik. Der alte jüdische Friedhof befindet sich in der Michelsenstraße. Zwei neue jüdische Friedhöfe wurden auf städtischem Gelände am Eichhof eingerichtet.

#### Islam
Die Zahl der muslimischen Gemeinden ist seit Gründung der ersten Gemeinde 1978 auf 14 angestiegen. Im Sommer 2004 wurde mit der Habib-Moschee (Moschee des Freundes) in der Flintbeker Straße die erste Moschee, die nach außen als Sakralbau zu erkennen ist, fertiggestellt. Die Moschee gehört zur Ahmadiyya Muslim Jamaat. Der Großteil der Moscheen befindet sich in Gaarden, wo der Anteil der Einwohner mit Migrationshintergrund mit 43,6 % (insbesondere aus der Türkei und arabisch geprägten Staaten) überdurchschnittlich hoch ist. Weitere Moscheen gibt es in Friedrichsort, Dietrichsdorf und am Königsweg im Innenstadtbereich.

## Politik

### Kommunalpolitik

#### Ratsversammlung
- Linke: 2
- PARTEI: 1
- SPD: 11
- Grüne: 14
- SSW: 4
- FDP: 2
- CDU: 11
- Basis: 1
- AfD: 3

Die Ratsversammlung ist die kommunale Volksvertretung der Stadt Kiel. Über die Zusammensetzung entscheiden die Bürger alle fünf Jahre.
Seit der letzten Wahl in Kiel am 14. Mai 2023, aus der Bündnis 90/Die Grünen erstmals als stärkste Kraft in Kiel hervorging, regiert in der Stadt eine grün-rote Koalition, die 25 der 49 Sitze in der Kieler Ratsversammlung auf sich vereinigt.

#### Stadtoberhaupt
An der Spitze der Stadt Kiel stand ursprünglich ein Vogt, der vom Landesherrn eingesetzt wurde. Neben dem Vogt gab es schon sehr früh einen Rat, der nach 1315 immer mehr die tatsächliche Macht in der Stadt ausübte. Der Gemeinderat in Kiel wird heute als Ratsversammlung bezeichnet. Vorsitzender des Rates war der Bürgermeister. Später gab es mehrere Bürgermeister. Nach dem Übergang an Preußen wurde in ganz Schleswig-Holstein 1867 die preußische Städteordnung eingeführt. An der Spitze der Stadt stand ein Oberbürgermeister.
Nach dem Zweiten Weltkrieg wurde Schleswig-Holstein Teil der Britischen Besatzungszone. Die Militärregierung führte 1946 eine zweigleisige Verwaltungsspitze ein. Danach gab es zunächst einen Oberbürgermeister als Vorsitzenden des Rates und daneben einen Oberstadtdirektor als Leiter der Verwaltung. Die schleswig-holsteinische Gemeindeordnung von 1950 übertrug dem Leiter der Verwaltung jedoch wieder den traditionellen Titel Bürgermeister oder Oberbürgermeister und führte für den Vorsitzenden des Rates bei größeren Städten – so in Kiel – die neue Bezeichnung Stadtpräsident ein.
Erstmals nach dem Zweiten Weltkrieg wurde 1997 der Oberbürgermeister (Norbert Gansel, SPD) direkt gewählt; 2003 folgte ihm Angelika Volquartz (CDU) als Kiels erste Oberbürgermeisterin. Torsten Albig (SPD) wurde 2009 für eine Amtszeit von sechs Jahren direkt gewählt, schied aber 2012 nach seiner Wahl in den schleswig-holsteinischen Landtag aus. Bis zur Neuwahl eines Oberbürgermeisters nahm Bürgermeister Peter Todeskino von den Grünen stellvertretend die Aufgaben des Oberbürgermeisters wahr, und am 11. November 2012 wurde die SPD-Kandidatin Susanne Gaschke zur neuen Kieler Oberbürgermeisterin gewählt. Am 28. Oktober 2013 trat Susanne Gaschke wegen des sogenannten Kieler Steuer-Deals mit sofortiger Wirkung zurück, und Todeskino übernahm bis zur fälligen Neuwahl wieder die Amtsgeschäfte. Bei der Neuwahl des Oberbürgermeisters am 23. März 2014 gewann Ulf Kämpfer (SPD) mit 63,1 % die Wahl zum Amt des Stadtoberhauptes. Am 27. Oktober 2019 wurde Kämpfer im ersten Wahlgang für eine weitere Amtszeit gewählt. Seine Stellvertreterin ist seit 2018 Bürgermeisterin Renate Treutel.
Die nächste Wahl zum Kieler Oberbürgermeister ist für den 16. November 2025 angesetzt. Im August 2024 kündigte Ulf Kämpfer an, nicht erneut für das Amt des Oberbürgermeisters zu kandidieren.

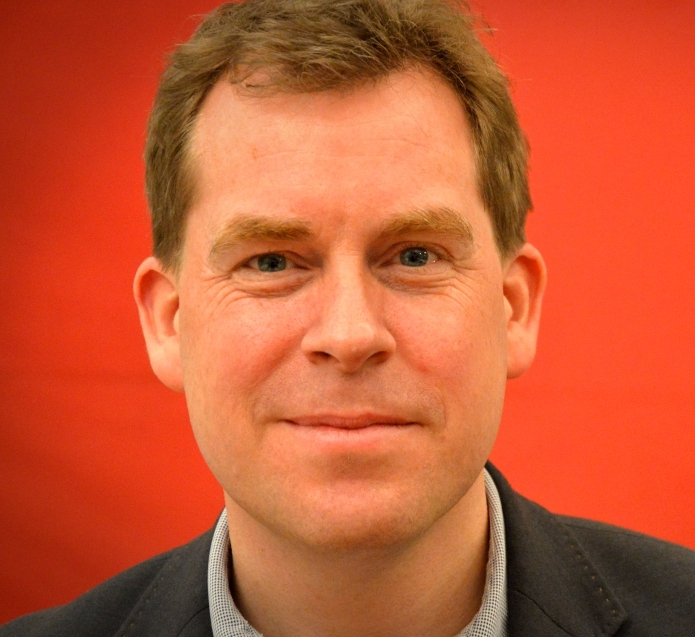
Ulf Kämpfer (SPD), Oberbürgermeister Kiels seit 2014

Stadtoberhäupter 1800–1946

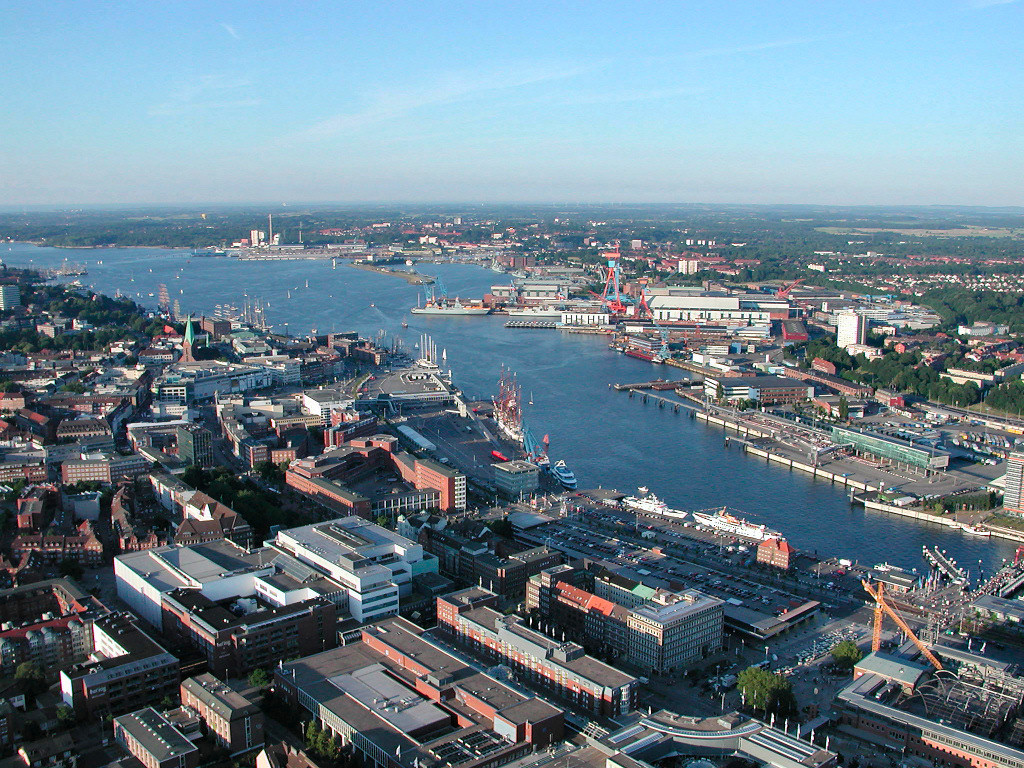
Kieler Innenförde, Blickrichtung Nordosten; links Westufer mit Stadtkern, rechts Ostufer mit HDW (Werft); Luftaufnahme 2003
----
Bild-Ecke rechts unten: Hauptbahnhof mit Bahnhofsvorplatz, links gegenüber der ZOB mit aufgesatteltem Parkdeck; auf der linken Bildhälfte das grüne Kupferdach der Nikolaikirche – Zentrum des Stadtkernes am Alten Markt

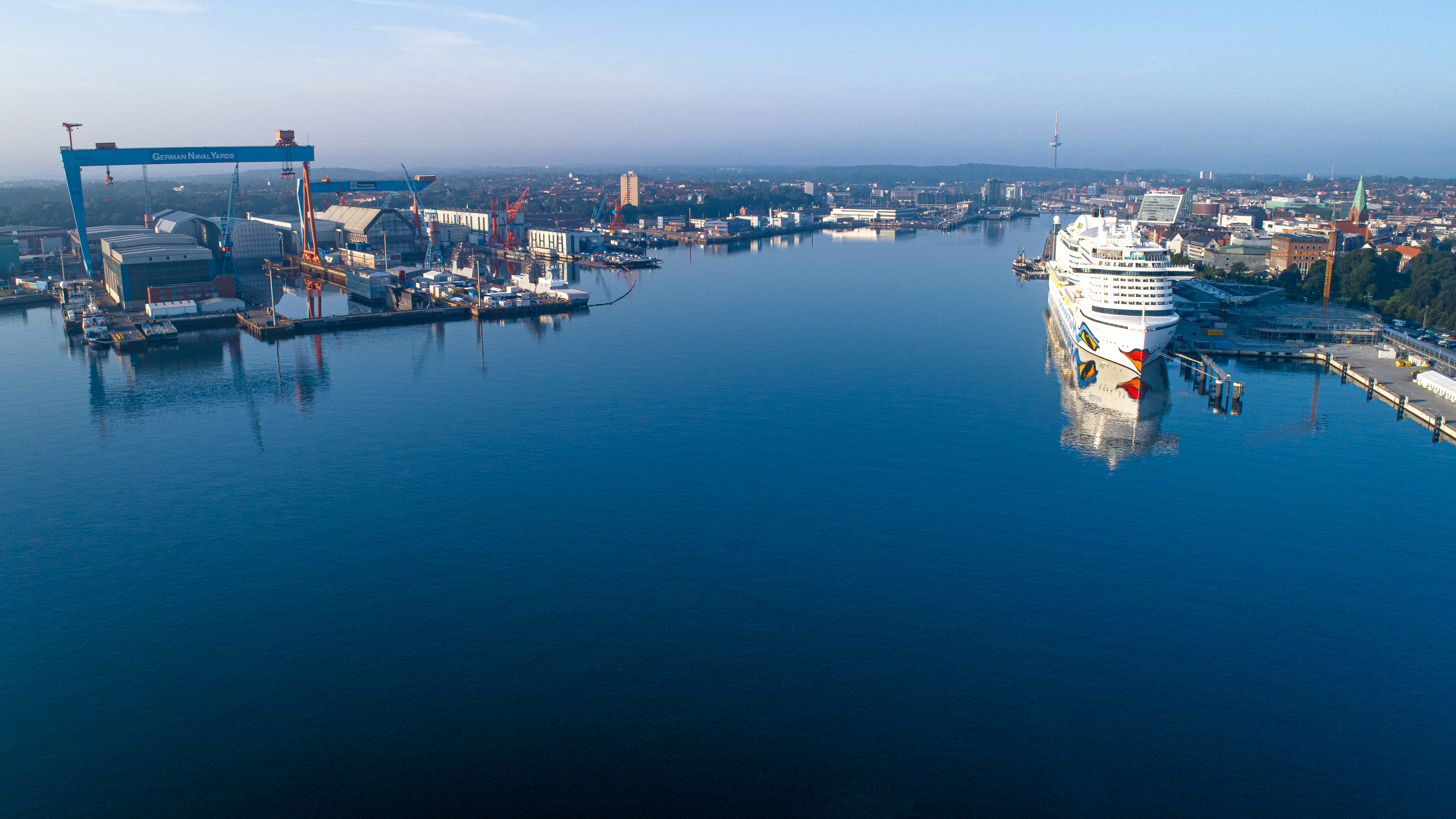
Die Kieler Förde mit Blickrichtung nach Süden; links das Ostufer mit der größten deutschen Werft HDW, Ende 2012 umbenannt in ThyssenKrupp Marine Systems (TKMS). Am rechten Bildrand ist ein Schiff der AIDA Cruises zu sehen.

- 1800–1816: Hartwig Jeß, Bürgermeister
- 1816–1834: Friedrich Theodor Wiese, Bürgermeister
- 1834–1844: Schwen Hans Jensen, Bürgermeister
- 1844–1853: Georg Ludwig Balemann, Bürgermeister
- 1853–1862: Johann Nikolaus Anton Kirchhoff, Bürgermeister
- 1862–1864: Konrad Bargum, Bürgermeister
- 1864–1867: Gustav Konstantin Thomsen, Bürgermeister[69]
- 1867–1888: Heinrich Mölling, Oberbürgermeister
- 1888–1912: Paul Fuß, Oberbürgermeister
- 1912–1919: Paul Lindemann, Oberbürgermeister
- 1920–1933: Emil Lueken (ab 1925 DVP), Oberbürgermeister
- 1933–1945: Walter Behrens (NSDAP), Oberbürgermeister
- 1945–1946: Max Emcke (CDU), Oberbürgermeister

Vorsitzende des Rates seit 1946
- 1946: Otto Tschadek (SPD), kommissarischer Oberbürgermeister
- 1946: Willi Koch (CDU), Oberbürgermeister
- 1946–1950: Andreas Gayk, (SPD), Oberbürgermeister
- 1950–1951: Peter Jeschke, Stadtpräsident
- 1951–1955: Max Schmidt (SPD), Stadtpräsident
- 1955–1959: Wilhelm Sievers (CDU), Stadtpräsident
- 1959: Hans-Carl Rüdel (CDU), Stadtpräsident
- 1959–1970: Hermann Köster (SPD), Stadtpräsident
- 1970–1974: Ida Hinz (SPD), Stadtpräsidentin
- 1974–1978: Eckhard Sauerbaum (CDU), Stadtpräsident
- 1978–1982: Rolf Johanning (SPD), Stadtpräsident
- 1982–1985: Eckhard Sauerbaum (CDU), Stadtpräsident
- 1985–1986: Günter Schmidt-Brodersen, Stadtpräsident
- 1986–1998: Silke Reyer (SPD), Stadtpräsidentin
- 1998–2003: Cathy Kietzer (SPD), Stadtpräsidentin
- 2003–2005: Arne Wulff (CDU), Stadtpräsident
- 2005–2008: Rainer Tschorn (CDU), Stadtpräsident
- 2008–2013: Cathy Kietzer (SPD), Stadtpräsidentin
- 2013–2023: Hans-Werner Tovar (SPD), Stadtpräsident
- seit 2023: Bettina Aust (Bündnis 90/Die Grünen), Stadtpräsidentin[70]

Leiter der Verwaltung seit 1946
- 1946–1950: Walther Lehmkuhl (SPD), Oberstadtdirektor
- 1950–1954: Andreas Gayk (SPD), Oberbürgermeister
- 1955–1965: Hans Müthling (SPD), Oberbürgermeister
- 1965–1980: Günther Bantzer (SPD), Oberbürgermeister
- 1980–1992: Karl Heinz Luckhardt (SPD), Oberbürgermeister
- 1992–1996: Otto Kelling (SPD), Oberbürgermeister
- 1996–1997: Karl-Heinz Zimmer (CDU), Bürgermeister als Stellvertreter des Oberbürgermeisters
- 1997–2003: Norbert Gansel (SPD), Oberbürgermeister
- 2003–2009: Angelika Volquartz (CDU), Oberbürgermeisterin
- 2009–2012: Torsten Albig (SPD), Oberbürgermeister
- 2012: Peter Todeskino (Bündnis 90/Die Grünen), Bürgermeister als Stellvertreter des Oberbürgermeisters
- 2012–2013: Susanne Gaschke (SPD), Oberbürgermeisterin
- 2013–2014: Peter Todeskino (Bündnis 90/Die Grünen), Bürgermeister als Stellvertreter der Oberbürgermeisterin
- seit 2014: Ulf Kämpfer (SPD), Oberbürgermeister

### Vertretung Kiels im Landtag von Schleswig-Holstein
Die Stadt Kiel ist landespolitisch in drei Wahlkreise aufgeteilt. Es gibt den Landtagswahlkreis Kiel-Nord (12), den Landtagswahlkreis Kiel-West (13) und den Landtagswahlkreis Kiel-Ost (14). Bei der Landtagswahl in Schleswig-Holstein 2022 wurden für den Wahlkreis 12 Lasse Petersdotter (Bündnis 90/Die Grünen), für den Wahlkreis 13 Anna Langsch (Bündnis 90/Die Grünen) und für den Wahlkreis 14 Seyran Papo (CDU) direkt gewählt.
Erstmals gelang es dabei der CDU mit Seyran Papo den Wahlkreis 14 Kiel-Ost direkt zu gewinnen, welchen zuvor immer die SPD gewinnen konnte, und Bündnis 90/Die Grünen erlangten erstmals Direktmandate.

### Vertretung Kiels im Bundestag
Der Bundestagswahlkreis Kiel (5) umfasst auch Kronshagen und Altenholz im Kreis Rendsburg-Eckernförde. Die Bürger dieses Wahlkreises wählten bei der Bundestagswahl 2017 mit 31 % der Erststimmen Mathias Stein (SPD) direkt in den Bundestag.

### Wappen und Flagge
Blasonierung: In Rot das silberne holsteinische Nesselblatt, belegt mit einem gemauerten schwarzen Boot. Das silberne Nesselblatt auf rotem Grund ist das Wappen der Schauenburger. Das gemauerte Boot symbolisiert die Stadtrechte (durch die Stadtmauer) sowie die Lage als Hafenstadt.

### Städtepartnerschaften
Die Landeshauptstadt Kiel unterhält folgende Städtepartnerschaften:
- Brest (Frankreich), seit 26. Juni 1964[75]
- Coventry (Vereinigtes Königreich), seit 1967
- Vaasa (Finnland), seit 1967
- Gdynia (Polen), seit 1985
- Tallinn (Estland), seit 1986
- Stralsund (Deutschland), seit 1987
- Kaliningrad (Russland), seit 1992
- Sowjetsk (Russland), seit 1953/1992
- Samsun (Türkei), seit 2012
- Antakya (Türkei), Schwesterstadt-Vertrag seit 2012
- Moshi Rural (Tansania), seit 2013
- San Francisco (Vereinigte Staaten), seit 2017[76]
- Aarhus (Dänemark), seit 2019[77]
- Cherson (Ukraine), seit 2024[78]

## Wirtschaft und Infrastruktur

### Wirtschaft

#### Wirtschaftszahlen
Kiel ist ein Dienstleistungsstandort. In diesem Sektor sind 78,5 % aller Bediensteten in Kiel beschäftigt, 21,4 % sind im produzierenden Gewerbe (sekundärer Sektor) beschäftigt und 0,2 % in der Landwirtschaft (primärer Sektor). Kiel ist ein Standort wichtiger Werften. Ansonsten befinden sich in Kiel Maschinenfabriken und weitere Industrie, wie EDV-/Büromaschinenfertigung. Eine wirtschaftlich bedeutende Rolle spielt der Hafen, insbesondere die Fähr- und Kreuzfahrtschifffahrt.
Die Arbeitslosenquote lag im Dezember 2018 bei 7,4 %. Im Jahr 2016 erbrachte Kiel ein Bruttoinlandsprodukt (BIP) von 11,312 Milliarden € und belegte damit Platz 34 innerhalb der Rangliste der deutschen Städte nach Wirtschaftsleistung. Das BIP pro Kopf lag im selben Jahr bei 45.821 € (Schleswig-Holstein: 31.294 €, Deutschland 38.180 €) und damit über dem regionalen und dem nationalen Durchschnitt. In der Stadt gab es 2016 ca. 170.400 erwerbstätige Personen. Die integrierte Gesamtverschuldung der Stadt betrug Ende 2023 rund 1,1 Mrd. Euro (4430 € pro Kopf). In jüngster Zeit hat sich die wirtschaftliche Situation der Stadt entspannt. Überdies war auch ein Bevölkerungszuwachs zu verzeichnen, so dass Kiel nun wieder fast 250.000 Einwohner zählt.
Im Zukunftsatlas 2016 belegte die kreisfreie Stadt Kiel Platz 174 von 402 Landkreisen, Kommunalverbänden und kreisfreien Städten in Deutschland und zählt damit zu den Regionen mit „ausgeglichenem Chancen-Risiko Mix“ für die Zukunft.

#### Wichtige Unternehmen und Institutionen in Kiel
- Autokraft (ÖPNV / größtes Omnibus-Verkehrsunternehmen in Schleswig-Holstein)

- Kieler Nachrichten (Tageszeitung)

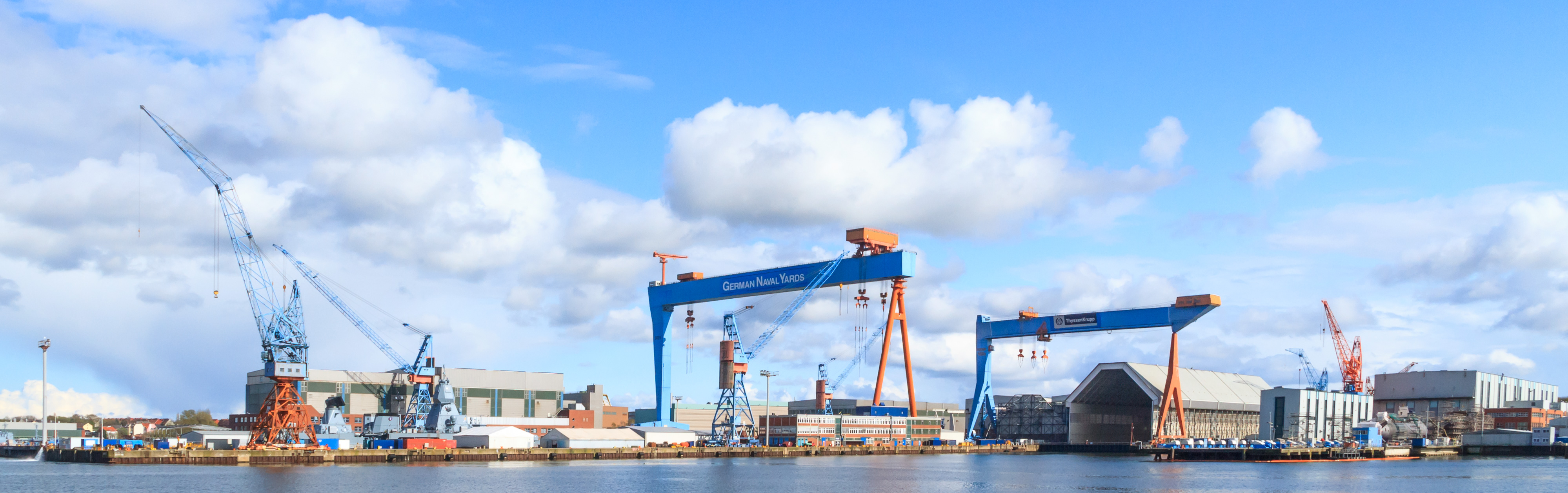
Früheres HDW-Gelände, heute TKMS

- Kieler Verkehrsgesellschaft (KVG, ÖPNV-Unternehmen)
- ThyssenKrupp Marine Systems (TKMS, bis Ende 2012 HDW), größte deutsche Werft
- Lindenau-Werft
- coop eG

Kiel ist mit der Förde Sparkasse, Kieler Volksbank eG, der Hamburg Commercial Bank, der Evangelischen Bank eG mit einem Vorstandssitz, der Provinzial NordWest Versicherungsgruppe und der Investitionsbank Schleswig-Holstein Banken- und Versicherungsstandort.
Die noch immer bekannten Betriebe MaK (Maschinenbau) und Hagenuk (Telekommunikation) existieren nicht mehr.
Es gibt auch eine aktive Startup-Kultur in Kiel, vertreten durch das Gründerzentrum StarterKitchen und Startups wie die SciEngines GmbH, Real-Eyes, myBoo, SealMedia, Cliplister, Druckpreis.DE, promotionbasis.de, Yoosello, GetAnEdge, Flowy Apps, fraguru, Schnexagon, lokalportal, Piano Motion and ubique art.

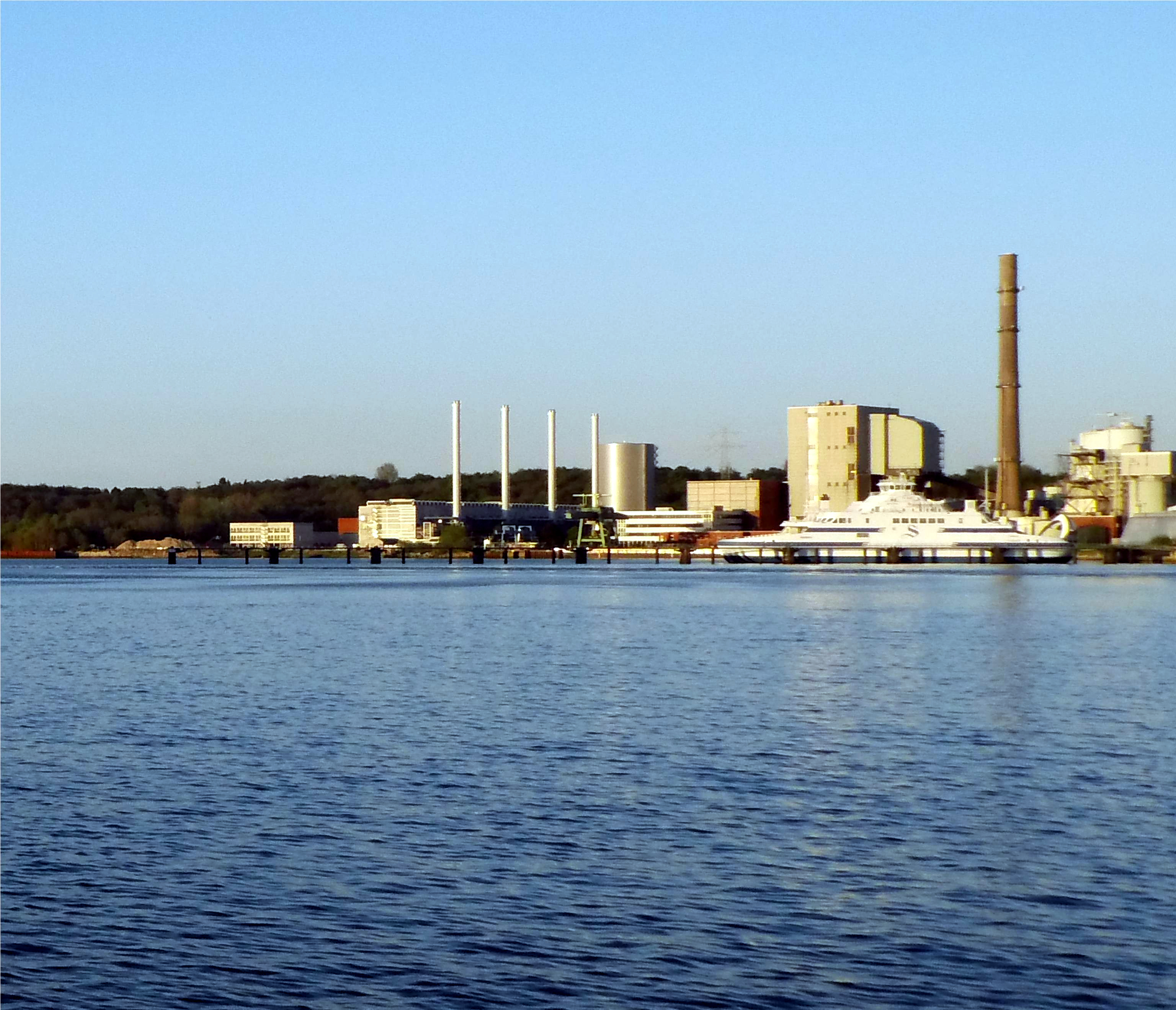
Küstenkraftwerk links, rechts das Gemeinschaftskraftwerk Kiel

#### Energiewirtschaft
Kiel ist zudem Kraftwerksstandort. Zwischen 1970 und 2019 lieferte das mit Steinkohle betriebene Gemeinschaftskraftwerk Kiel elektrische Energie und versorgte zudem die Stadt mit Fernwärme. Im November 2019 wurde es durch das mit Erdgas befeuerte Küstenkraftwerk ersetzt. Insgesamt sind ca. 70.000 Kunden an das Fernwärmenetz angeschlossen.

#### Medien

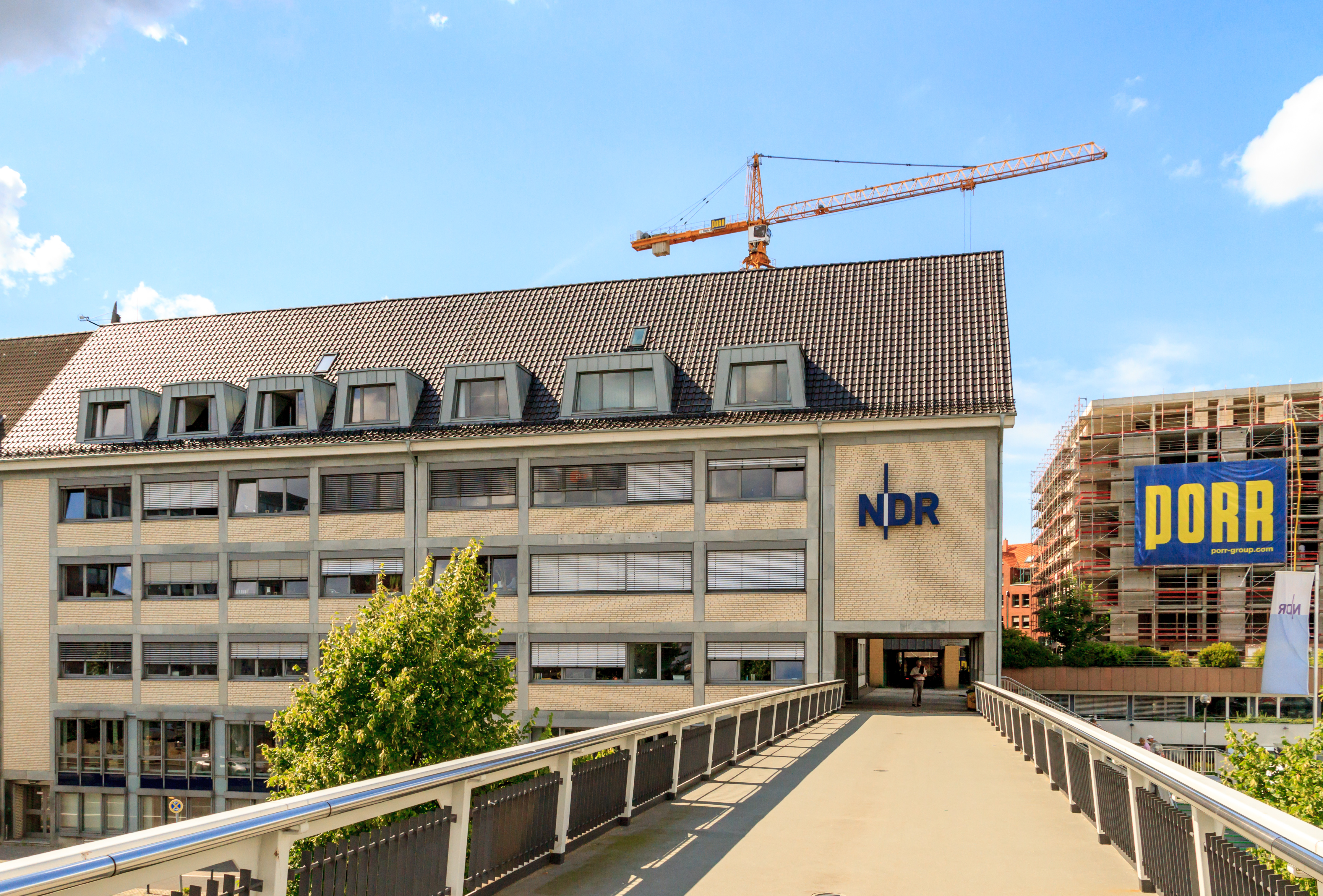
Das Landesfunkhaus Schleswig-Holstein des NDR

- In Kiel befinden sich das Landesfunkhaus Schleswig-Holstein des Norddeutschen Rundfunks mit der Produktion des Schleswig-Holstein Magazins und des Hörfunkprogramms NDR 1 Welle Nord und das Landesstudio und Auslandstudio Nordeuropa des ZDF.
- Die landesweiten privaten Radiosender R.SH (Radio Schleswig-Holstein, der erste sendende Privatsender Deutschlands), Delta radio und Radio BOB! (auf den Frequenzen des ehemaligen Radio NORA – Nord-Ostsee-Radio) sind alle in Kiel im Funkhaus Wittland oder auch Radiozentrum Kiel ansässig.
- Der Bürgerfunk ist durch den Offenen Kanal Kiel mit dem Fernsehsender Kiel TV und dem Radiosender KielFM vertreten. Gesendet wird aus dem Hause des Offenen Kanals Schleswig-Holstein in der Hamburger Chaussee.
- In Kiel-Holtenau strahlte die britische Armee den Armeesender BFBS mit sehr geringer Reichweite bis Oktober 2016 über UKW aus.
- RTL und Sat.1 haben je ein Regionalstudio in Kiel.
- Als Tageszeitung erscheinen die Kieler Nachrichten, die von der Kieler Zeitung Verlags- und Druckerei KG GmbH & Co herausgegeben werden, die wiederum eng mit der SPD-nahen[93] Verlagsgesellschaft Madsack verbunden ist.
- In Kiel gibt es weitere kostenlose Stadtmagazine, die alle eine Mischung aus den Themen Musik, Kultur, Kino, Veranstaltungen, Terminen, lokalen Werbeanzeigen, Kleinanzeigen, Sport und Partyleben zum Inhalt haben: Kiel Magazin, KIELerleben und Ultimo.
- Das größte Online-Magazin über Kiel ist der Fördeflüsterer. Daneben gibt es den redaktionellen Online-Gastronomieführer kielometer.
- In Kiel spielen seit 2003 die Folgen der ARD-Krimireihe Tatort mit dem von Axel Milberg gespielten Kommissar Klaus Borowski. Sie werden für den NDR produziert.

#### Trinkwasserversorgung
Die Gewinnung, Aufbereitung und Verteilung des Trinkwassers wird von den Stadtwerken Kiel übernommen. In vier Wasserwerken wird das Rohwasser aus dem Hauptgrundwasserleiter Kiel-Bramstedt-Trog aufbereitet.
| Wasserwerk     | Aufbereitungsmenge | Versorgungsgebiet | Gesamthärte       |
| -------------- | ------------------ | --- | ----------------- |
| Schulensee     | 30.000 m³/d        | Altstadt, Vorstadt, Exerzierplatz, Damperhof, Brunswik, Düsternbrook, Blücherplatz, Ravensberg, Schreventeich, Südfriedhof, Gaarden-Süd, Kronsburg, Hassee, Hasseldieksdamm, Suchsdorf, Mettenhof, Russee, Meimersdorf, Moorsee, Wellsee, Rönne, Flintbek und die Gemeinden Molfsee, Melsdorf, Ottendorf, Preetz und Schellhorn | 15,5 °dH (hart)   |
| Schwentinental | 16.000 m³/d        | Gaarden-Ost, Gaarden-Süd, Kronsburg, Ellerbek, Wellingdorf, Neumühlen-Dietrichsdorf und Elmschenhagen, der Schwentinentaler Ortsteil Klausdorf sowie die Gemeinden Mönkeberg und Schönkirchen | 18,1 °dH (hart)   |
| Pries          | 7.000 m³/d         | Holtenau, Pries, Friedrichsort und Schilksee sowie die Gemeinde Altenholz | 12,1 °dH (mittel) |
| Wik            | 2.000 m³/d         | Wik | 19,9 °dH (hart)   |

Die Brunnen haben eine Tiefe von bis zu 240 Metern. In den Wasserwerken wird dem Rohwasser Eisen, Mangan und Kohlensäure entzogen, anschließend gelangt es in das 950 km lange Leitungsnetz.
Der Brutto-Verbrauchspreis liegt bei 1,90 Euro je Kubikmeter.

#### Abwasserentsorgung
Die Ableitung und Reinigung des anfallenden Abwassers fällt in den Zuständigkeitsbereich der Stadt Kiel. Im Klärwerk Bülk  wird das Abwasser der Stadt und von 20 Umlandsgemeinden gereinigt. 364.000 Einwohnerwerte sind an die Anlage angeschlossen. Die jährliche Abwassermenge liegt bei 19 Mio. m³. Das gereinigte Abwasser wird einen Kilometer vor der Küste in die Ostsee geleitet.
Seit 1925 werden die Abwässer aus Kiel und den angeschlossenen Umlandgemeinden über lange Schmutzwasser-Transportkanäle bis zum Bülker Leuchtturm in der Gemeinde Strande gepumpt und wurden dort in die Ostsee geleitet („Bülker System“). Im Jahr 1972 wurde aus Anlass der Olympischen Spiele das Klärwerk in Betrieb genommen. Zunächst gab es nur eine mechanische Reinigung. Später kamen auch eine chemische und biologische Reinigung hinzu. Einbezogen sind die Gemeinden Noer, Schwedeneck, Strande, Dänischenhagen, Felm, Altenholz, Ottendorf, Kronshagen, Melsdorf, Milkendorf, Molfsee, Schwentinental, Schönkirchen, Mönkeberg, Heikendorf, Laboe, Brodersdorf, Stein, Lutterbek, und Wendtorf.
Inzwischen werden 80 % der benötigten Energie (8,75 von 11 GWh/a) selbst erzeugt. Dies geschieht in einem Blockheizkraftwerk, in dem das anfallende Klärgas verstromt wird. Für Anfang 2022 ist außerdem die Inbetriebnahme einer Photovoltaikanlage auf dem Dach eines Lagergebäudes geplant.

### Staatliche Einrichtungen

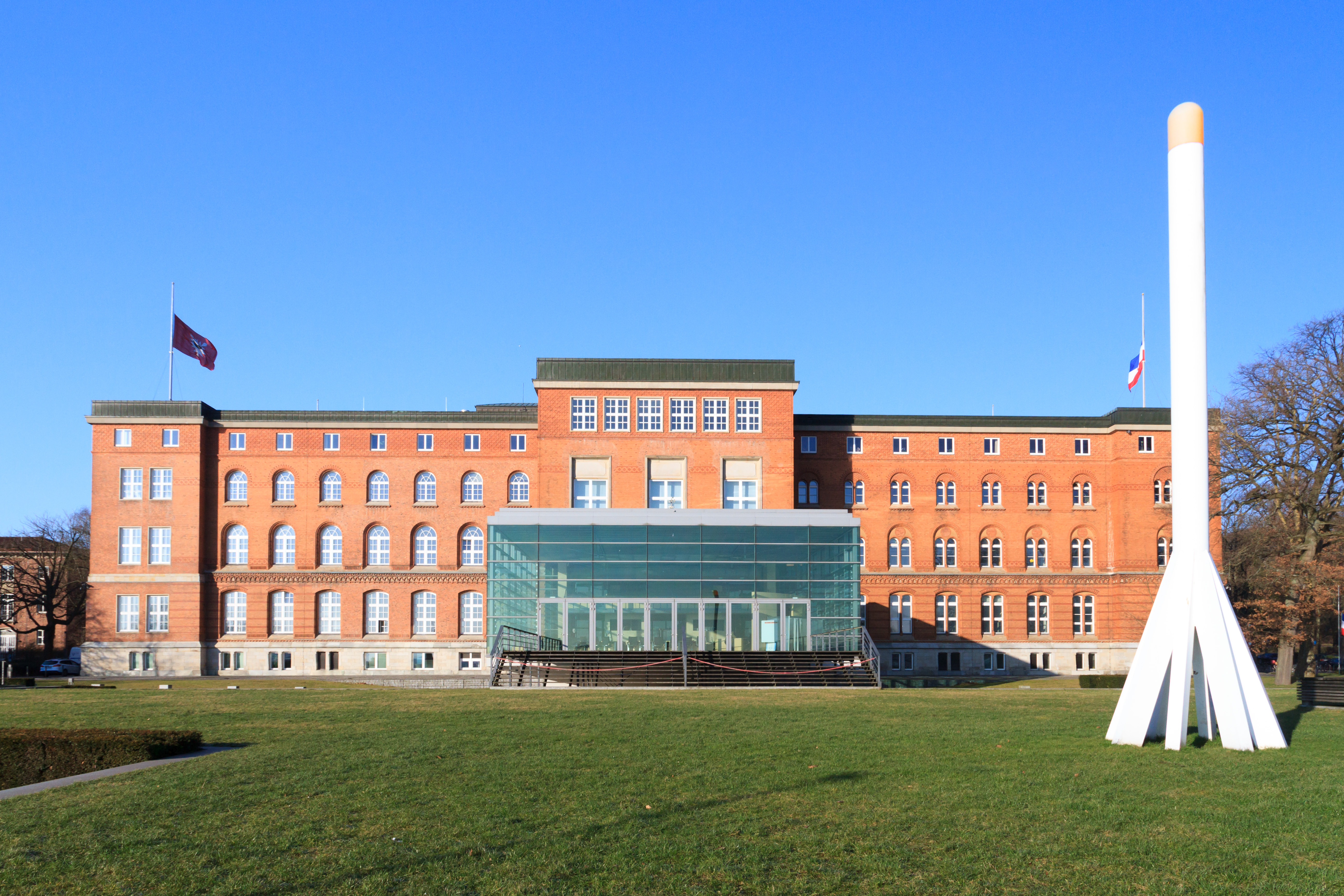
Landeshaus in Kiel (2017)

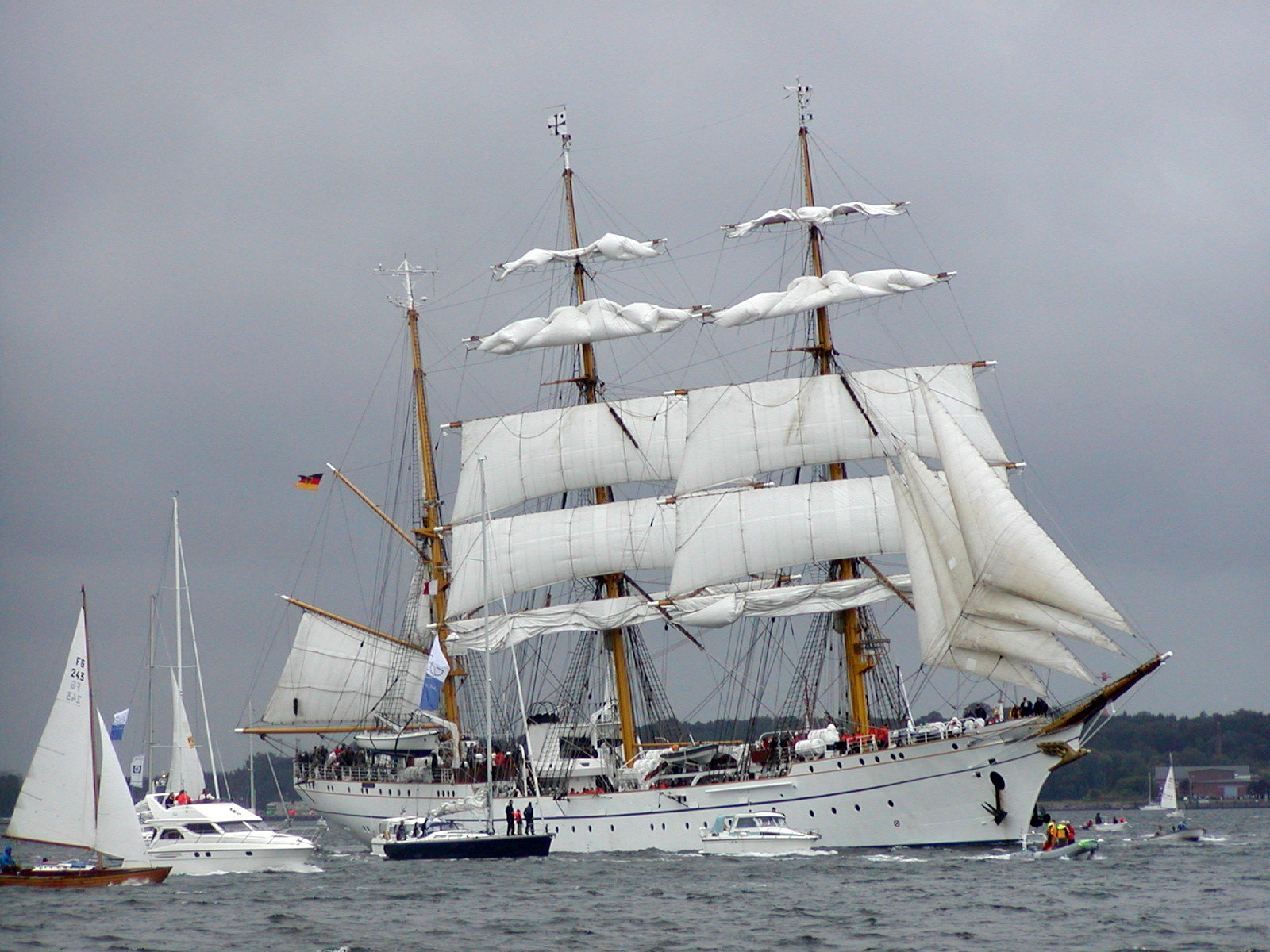
Die Gorch Fock in ihrem Heimathafen Kiel während der Kieler Woche 2004

Kiel ist Sitz folgender Einrichtungen und Institutionen, GmbHs und Körperschaften des öffentlichen Rechts in vorwiegender Zuordnung/Zuständigkeit:

#### Stadt
- Stadtverwaltung
- Städtisches Krankenhaus Kiel GmbH
- Feuerwehr Kiel

#### Land
- Landesregierung des Landes Schleswig-Holstein
- Landtag Schleswig-Holstein
- Industrie- und Handelskammer
- Evangelisch-Lutherische Kirche in Norddeutschland (Landeskirchenamt)
- Schleswig-Holsteinische Landesbibliothek
- Versorgungsausgleichskasse der Kommunalverbände in Schleswig-Holstein
- Landesamt für Vermessung und Geoinformation Schleswig-Holstein (Hauptsitz in Kiel)
- Statistisches Amt für Hamburg und Schleswig-Holstein, Standort Kiel (Sitz in Hamburg)
- Universitätsklinikum Schleswig-Holstein (UKSH), Campus Kiel

#### Bund
- Hauptzollamt
- Oberfinanzdirektion des Bundes
- Außenstelle Nord der Generaldirektion Wasserstraßen und Schifffahrt (ehemalige Wasser- und Schifffahrtsdirektion Nord)
- Außenstelle mit Schwerpunktaufgaben des Bundesamtes für Güterverkehr
- Regionaldirektion Nord der Bundesagentur für Arbeit (ehemaliges Landesarbeitsamt Nord)
- Sozialversicherung für Landwirtschaft, Forsten und Gartenbau (SVLFG), Geschäftsstelle Kiel.
- Segelschulschiff Gorch Fock der Deutschen Marine mit dem Heimathafen Kiel; untersteht der Marineschule Mürwik in Flensburg-Mürwik.
- THW Landesverband Hamburg, Mecklenburg-Vorpommern, Schleswig-Holstein sowie THW-Ortsverband Kiel

#### Gerichte
Kiel ist Sitz mehrerer Gerichte:
- Ordentliche Gerichtsbarkeit: Landgericht Kiel, Amtsgericht Kiel
- Finanzgerichtsbarkeit: Schleswig-Holsteinisches Finanzgericht
- Arbeitsgerichtsbarkeit: Landesarbeitsgericht Schleswig-Holstein, Arbeitsgericht Kiel
- Sozialgerichtsbarkeit: Sozialgericht Kiel

Das Landesverfassungsgericht sowie drei weitere Obergerichte und die Generalstaatsanwaltschaft befinden sich in Schleswig.

#### Militär
- Amphibische Gruppe (1978–1993)

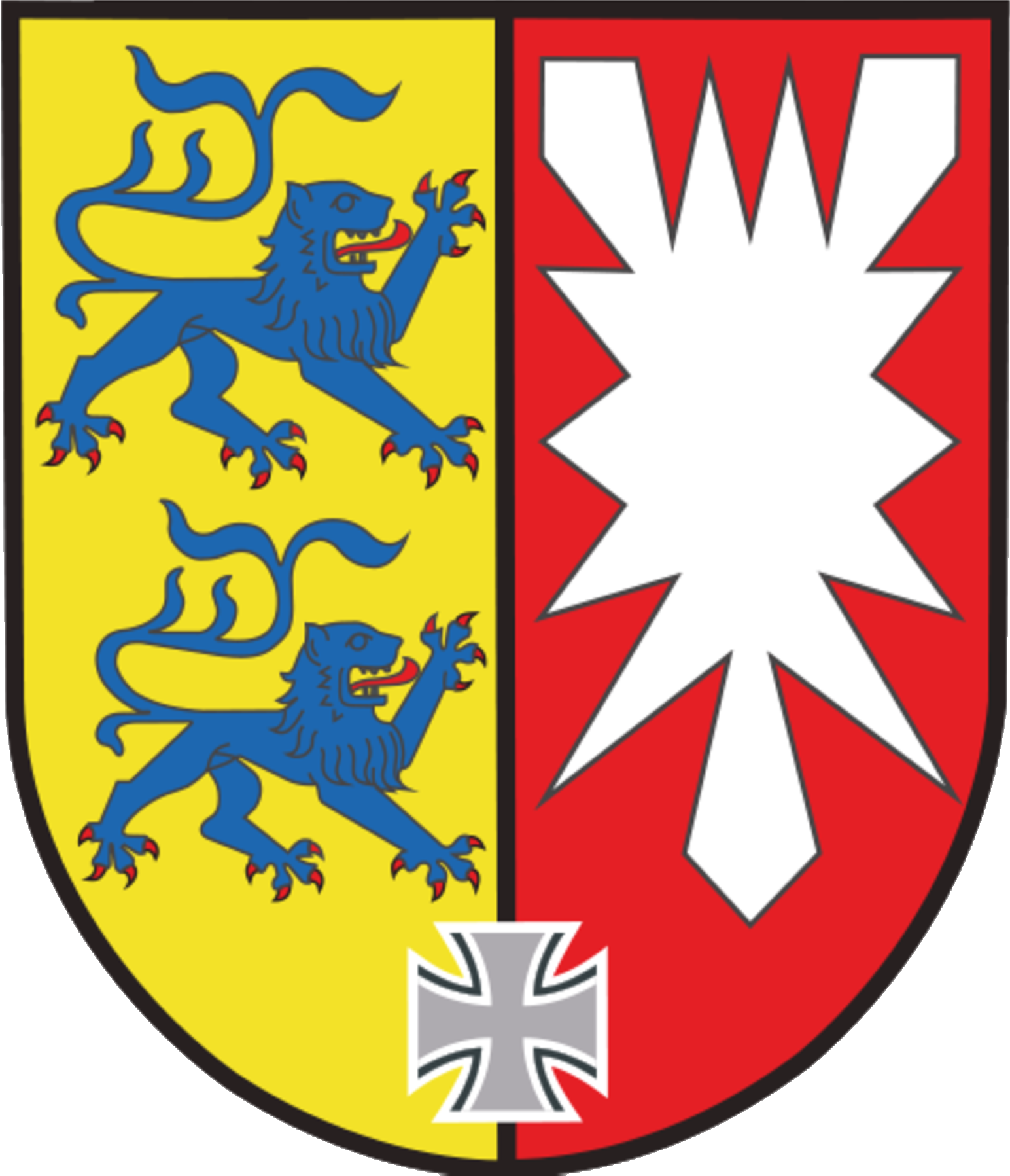
Landeskommando Schleswig-Holstein

- Bundeswehr-Dienstleistungszentrum Kiel (seit 1955)[101]
- Bundeswehrkrankenhaus in Kronshagen (1961–1996)
- Centre of Excellence for Operations in Confined and Shallow Waters (seit 2009)
- Einsatzflottille 1 (seit 2006)
- Garnisonfriedhof, siehe Nordfriedhof (Kiel)
- Garnisonkirche, siehe Petruskirche (Kiel)
- Kaiserliche Werft Kiel (1867–1920)
- Katholische Garnisonkirche St. Heinrich
- Landeskommando Schleswig-Holstein
- MAD-Stelle 1 (seit 2010/2011)
- Marineabschnittskommando Ostsee (1956–1967) überführt in Marinedivision Ostsee (1967–1975) überführt in Marineabschnittskommando Nord (1975–2001)
- Marineakademie und -schule (Kiel) (1866–1993), Vorgänger der Marineschule Mürwik in Flensburg
- Marinefliegergeschwader 4 (1963–1968)
- Marinefliegergeschwader 5 (1958–2012)
- Marinesignalstelle (bis in die 1990er)
- Marinestützpunkt Kiel (seit dem 19. Jahrhundert)
- Marinestützpunktkommando Kiel (seit 2001)
- Technische Marineschule (Kiel) (1911–2002)
- Territorialkommando Schleswig-Holstein (1969–1994)
- 1. Versorgungsgeschwader (1967–1997)
- Wehrbereichskommando I – Küste (mittlerweile aufgelöst)
- 1. Zerstörergeschwader (1958–2003)

### Bildung

#### Hochschulen

Siegel der Christian-Albrechts-Universität zu Kiel

Die 1665 von Herzog Christian Albrecht gegründete Christian-Albrechts-Universität ist mit über 27.000 Studenten die einzige Volluniversität des Landes Schleswig-Holstein. Angeschlossen ist der Campus des Universitätsklinikums UKSH mit rund 1330 Betten in der Innenstadt.
Daneben gibt es mit der Fachhochschule Kiel (gegründet 1969) und der Muthesius Kunsthochschule Kiel (gegründet 1907) weitere tertiäre Bildungseinrichtungen in der Stadt. Die Projekte Murmann School of Global Management and Economics und Multimedia Campus Kiel waren letztendlich nicht erfolgreich. Die Wirtschaftsakademie Schleswig-Holstein bietet neben Weiterbildungen an der Berufsakademie ein duales Studium zum Betriebswirt, Wirtschaftsingenieur und Wirtschaftsinformatiker an.

#### Forschungseinrichtungen
Unabhängig, jedoch teilweise mit der Universität Kiel verbunden sind weitere Forschungseinrichtungen wie die Deutsche Zentralbibliothek für Wirtschaftswissenschaften – Leibniz-Informationszentrum Wirtschaft (ZBW), das Kieler Institut für Weltwirtschaft (IfW), das Helmholtz-Zentrum für Ozeanforschung (GEOMAR) und die Forschungsanstalt der Bundeswehr für Wasserschall und Geophysik.
Erwähnenswert als Ressortforschungseinrichtung ist die Bundesanstalt für Milchforschung, die jedoch 2004 mit anderen Einrichtungen zum Max Rubner-Institut zusammengeschlossen wurde. Die Landeshauptstadt Kiel ist „Korporativ Förderndes Mitglied“ der Max-Planck-Gesellschaft.
Die Arbeitsgemeinschaft für zeitgemäßes Bauen e. V. hat als dienstälteste Bauforschungseinrichtung der Bundesrepublik Deutschland ihren Sitz in Kiel.

#### Schulen
In Kiel gibt es zwölf Gymnasien, von denen die bereits 1320 gegründete Kieler Gelehrtenschule als humanistisches Gymnasium die älteste Schule der Stadt ist. Weitere Gymnasien sind unter anderem das Gymnasium Elmschenhagen und die Max-Planck-Schule mit dem Schwerpunkt Naturwissenschaften und die Ricarda-Huch-Schule mit dem Schwerpunkt Sprachen. Zudem gibt es zahlreiche über das Stadtgebiet verteilte Gemeinschaftsschulen – teilweise mit gymnasialer Oberstufe – sowie Schulen in privater Trägerschaft.

### Verkehr

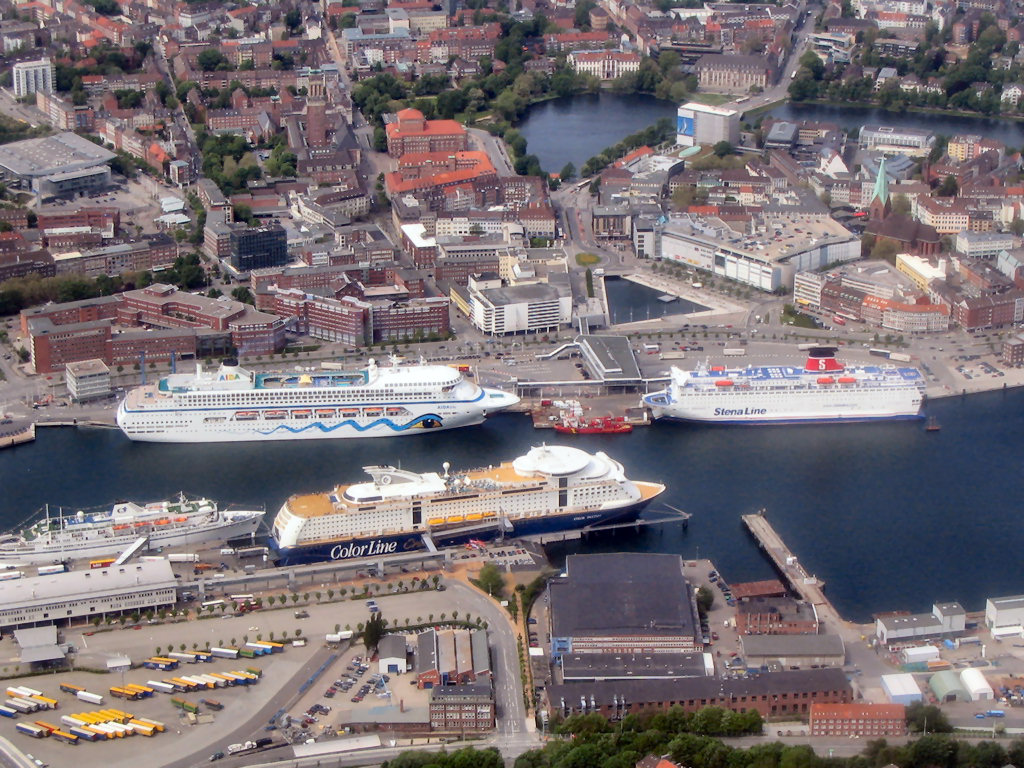
Der Schwedenkai und der Sartorikai fußläufig zum Kieler Stadtzentrum; der Norwegenkai auf der unteren Bildhälfte; Blickrichtung Westen; Aufnahme 2005

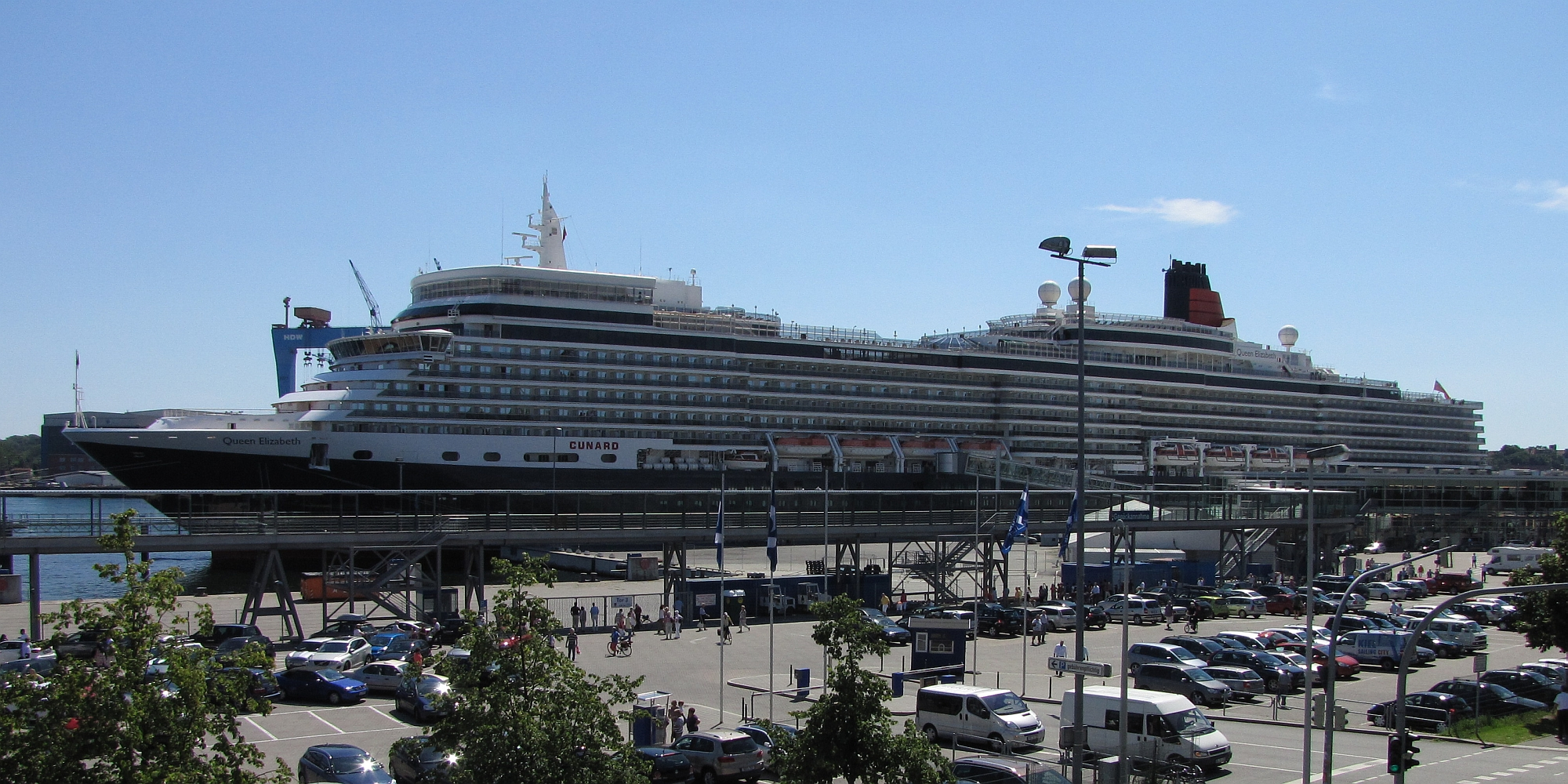
Die Queen Elizabeth machte 2012 erstmals am Ostseekai fest.

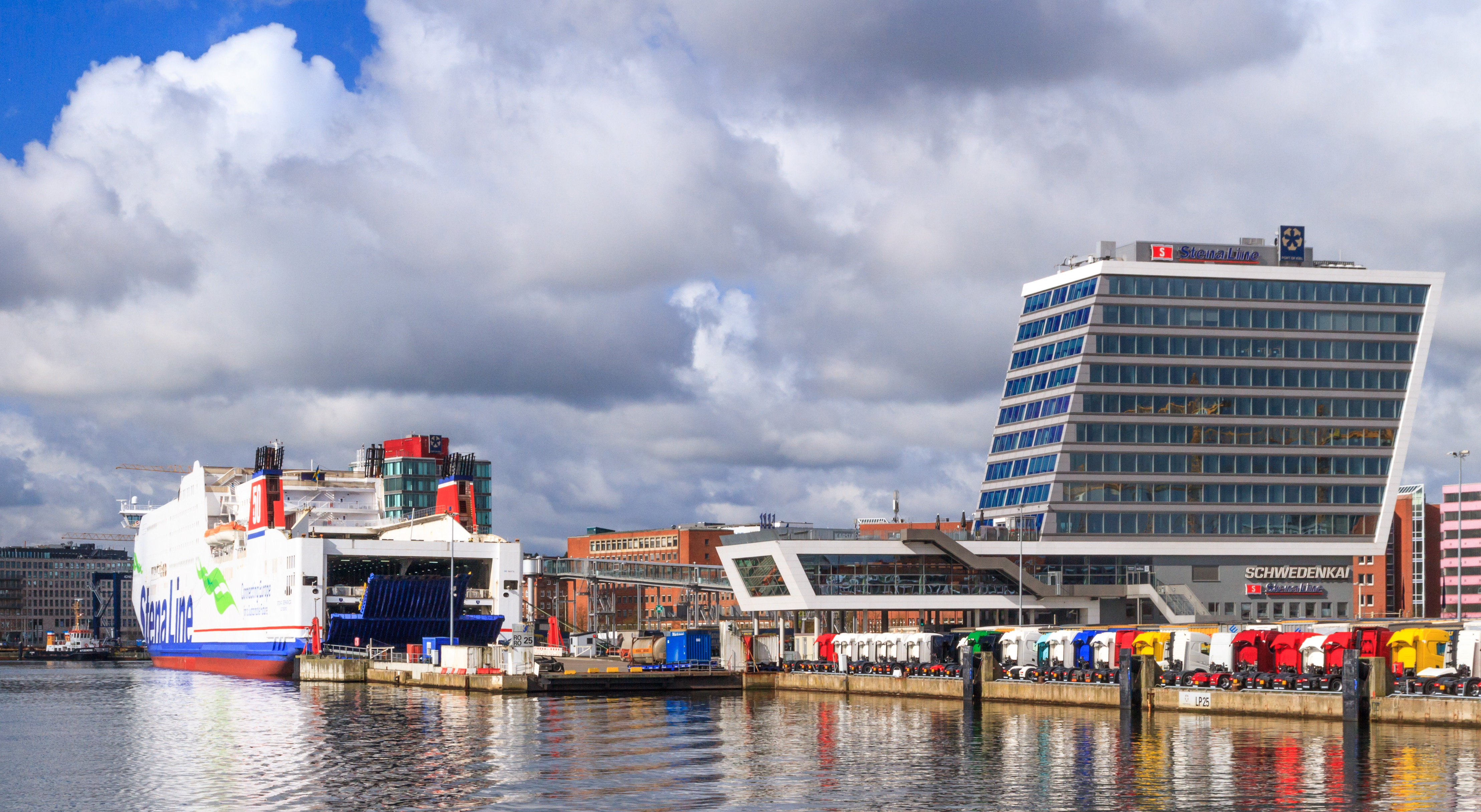
Die natürlichen Gegebenheiten der Kieler Förde gestatten auch Kreuzfahrtschiffen und (Auto)-Fähren die Zufahrt bis an den südlichen Abschluss der Förde unweit des Kieler Hauptbahnhofes.

#### Straßenverkehr

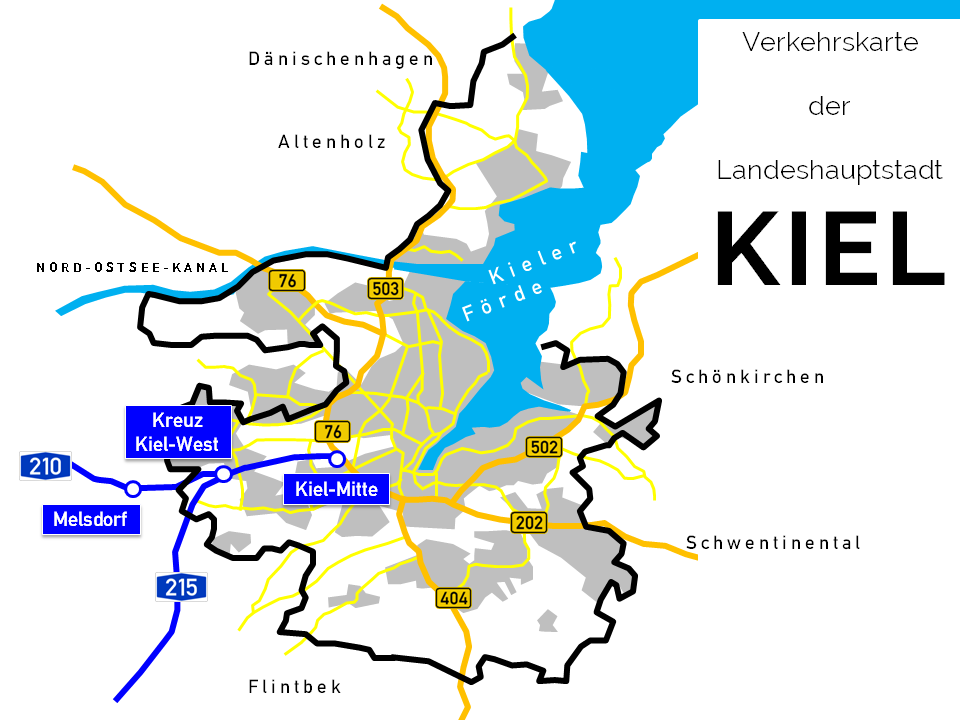
Verkehrskarte Kiel

Von Kiel führen die beiden Bundesautobahnen 210 und 215 auf die A 7 Hamburg–Flensburg zum Autobahnkreuz Rendsburg und zum Autobahndreieck Bordesholm. Ferner führen die Bundesstraßen B 76 und B 202 durch das Stadtgebiet und bilden so eine wichtige und vielbefahrene Stadtautobahn. Ab dem Kreuz Kiel-Mitte ist die B 76 als autobahnähnliche Straße ausgebaut. Weiterhin beginnen/enden die Bundesstraßen B 404 (wird zur A 21 ausgebaut), B 502 und B 503 auf dem Kieler Stadtgebiet. Kiel war einer der beiden Endpunkte der B 4 (der andere ist Nürnberg), bis der Abschnitt Kiel–Bad Bramstedt wegen der parallel verlaufenden A 7 zur Landesstraße herabgestuft wurde.
Kiel ist Ausgangs- und Endpunkt einer im Mai 2004 eröffneten touristischen Ferienstraße: Die Deutsche Fährstraße von Kiel bis Bremervörde verbindet rund 50 verschiedene Fähren, Brücken, Schleusen, Sperrwerke und maritime Museen; Wahrzeichen sind die Schwebefähren in Rendsburg und an der Oste.

#### Radverkehr
Die Kieler legen 17 Prozent aller Wege mit dem Fahrrad zurück. Mit Projekten zum Ausbau der Infrastruktur für Radfahrer wie dem Bau von Radschnellwegen und Velorouten versucht die Stadt diesen Anforderungen gerecht zu werden.
Kiel ist auch an zahlreiche nationale und internationale Radwanderwege angeschlossen: unter anderem an den Ostseeküsten-Radweg (verläuft innerhalb des europäischen EuroVelo-Netzes als EV 10 um die ganze Ostsee und verbindet Kiel so mit Städten wie Stralsund, Kopenhagen, Stockholm, Sankt Petersburg, Danzig und Riga).

#### Öffentlicher Nahverkehr

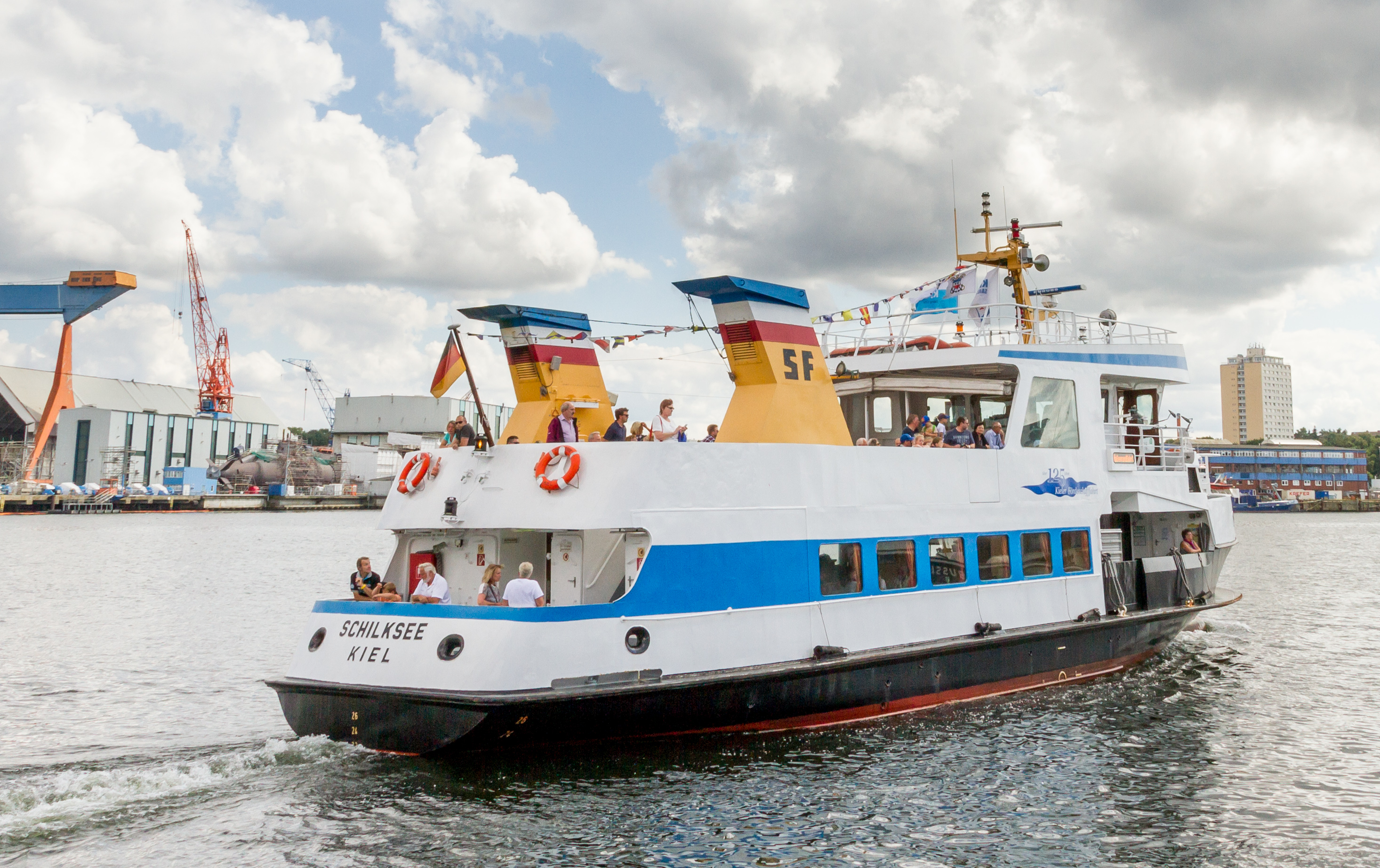
Fähre Schilksee auf der Förde

Den städtischen öffentlichen Personennahverkehr (ÖPNV) bedienen Stadtbusse der Kieler Verkehrsgesellschaft (KVG) und die Fähren der SFK, die die Kieler Förde vom Westufer (Strande) über die Innenstadt bis Laboe befahren. Den Regionalbusverkehr betreiben die Autokraft und die Verkehrsbetriebe Kreis Plön (VKP).

#### Wiedereinführung einer Stadtbahn
Nach dem Ende der Kieler Straßenbahn gab es mehrere Anläufe, eine StadtRegionalBahn nach dem Karlsruher Modell in Kiel einzuführen. Der im Januar 2008 veröffentlichte Entwurf des neuen Verkehrsentwicklungsplanes (VEP) der Stadt Kiel enthielt ein solches Projekt als Maßnahmenvorschlag. Nach längerer Planungsdauer wurde im Mai 2015 das Aus für das Projekt vom Kieler Oberbürgermeister Ulf Kämpfer (SPD) bekanntgegeben. Da sich die umliegenden Kreise – außer dem Kreis Plön – nicht mit der Idee der StadtRegionalBahn anfreunden konnten, wird sich Kiel auf eine Stadtbahn innerhalb des Stadtgebietes konzentrieren, die zu einem späteren Zeitpunkt über die Stadtgrenzen hinaus erweitert werden könnte.
Im September 2019 wurde eine Grundlagenstudie vorgestellt, die zu dem Ergebnis kam, dass in Kiel ein trassengebundenes System mit drei Linien auf definierten Korridoren (von der Innenstadt in die Wik, nach Suchsdorf, Mettenhof, Elmschenhagen und Neumühlen-Dietrichsdorf) sinnvoll ist. Als mögliche Transportsysteme wurden sowohl eine Stadtbahn als auch ein qualifiziertes Bussystem berücksichtigt. Das Ergebnis der Trassenplanung wurde im Oktober 2022 vorgestellt mit eindeutiger Präferenz für ein Stadtbahn-System. Die Kieler Ratsversammlung wird voraussichtlich im November 2022 zwischen den einzelnen System- und Netzvarianten entscheiden. Das gewählte System soll unmittelbar danach in die Vorplanung überführt werden, die Entwurfs- und Genehmigungsplanung sollen 2025 aufgenommen werden. Im Falle einer zügigen Durchführung der Planungs- und Genehmigungsverfahren und der Umsetzung könnte die erste Ausbaustufe mit einer Strecke vom Hauptcampus der Christian-Albrechts-Universität über die Innenstadt und den Hauptbahnhof nach Wellingdorf in Betrieb genommen werden.

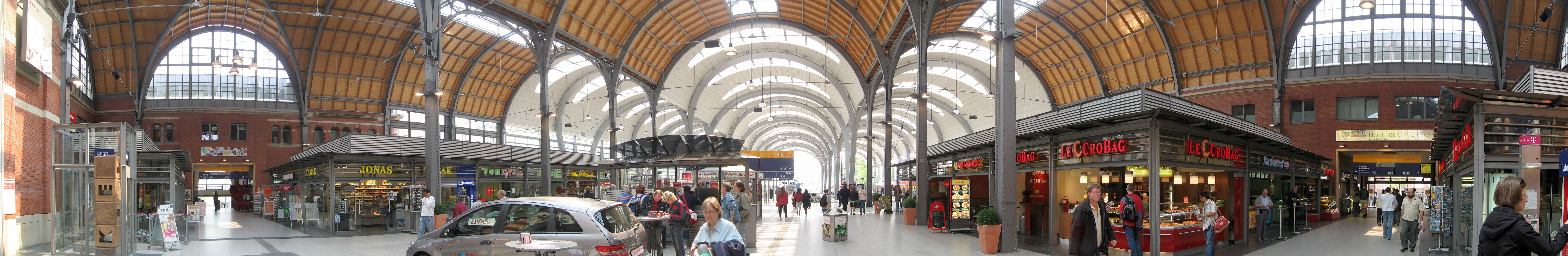
Kieler Hauptbahnhof (Innenansicht als Panoramabild)

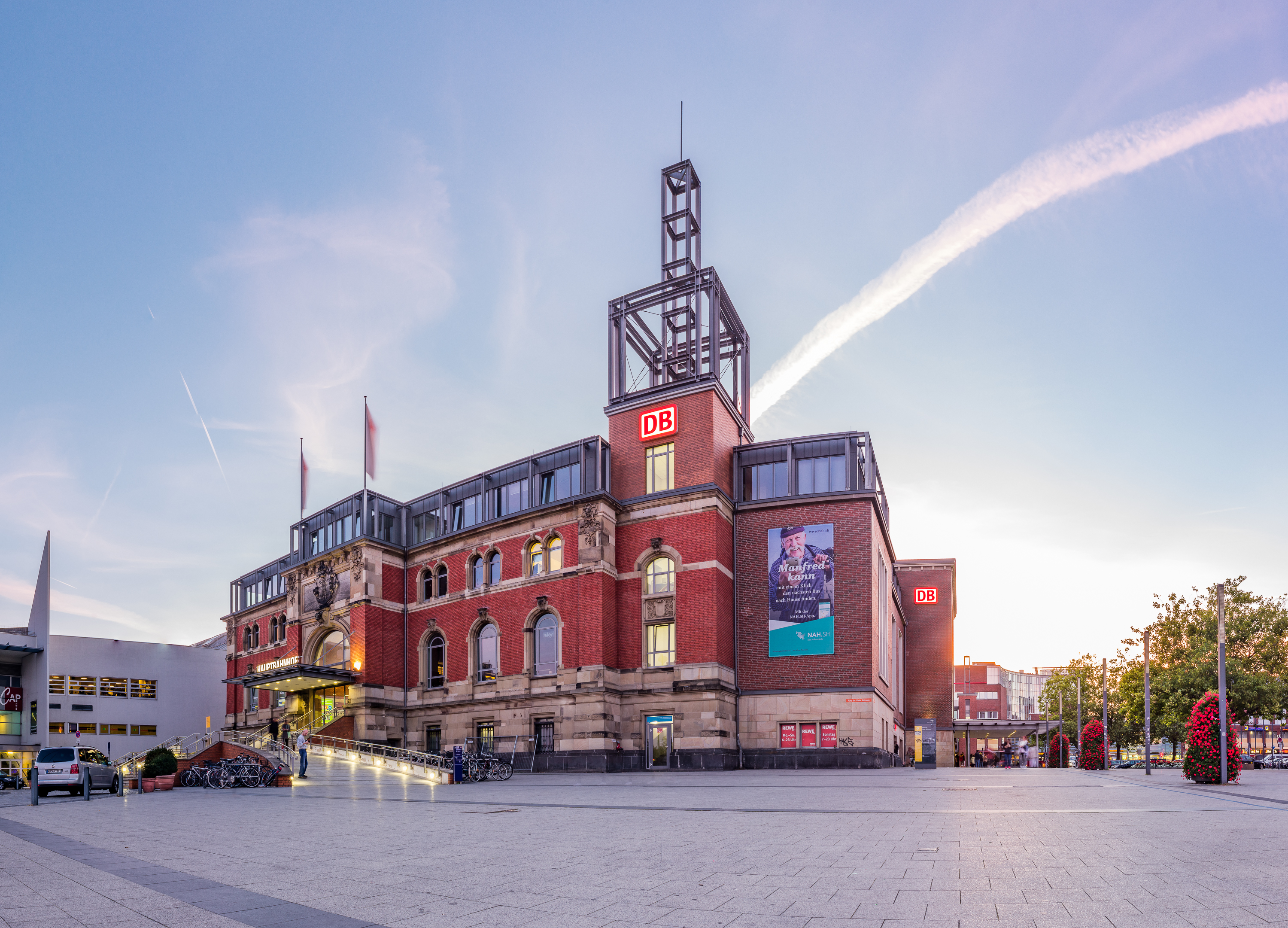
Kieler Hauptbahnhof; Ostausgang mit der Kaisertreppe

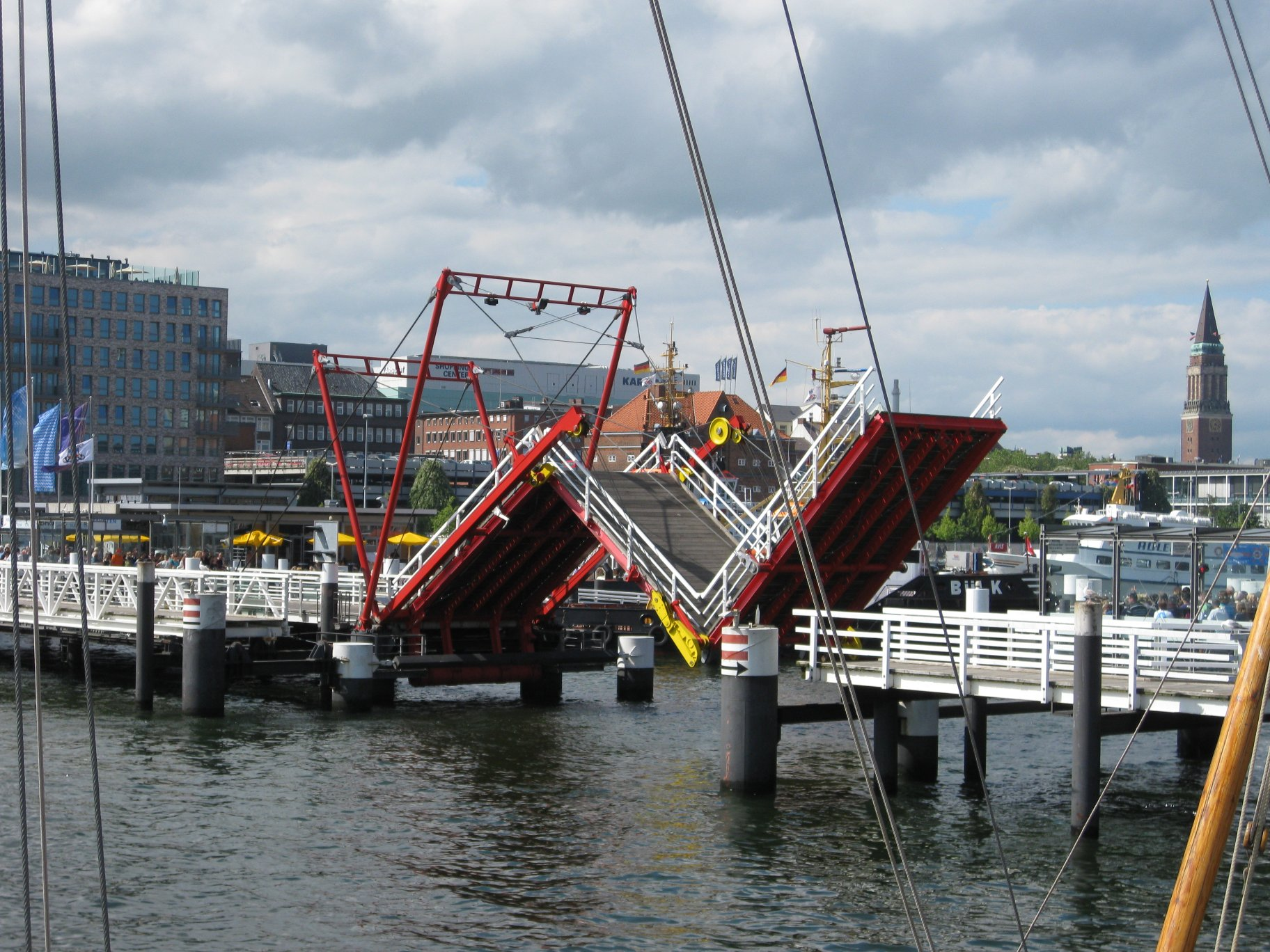
Die Hörnbrücke „in Aktion“; unmittelbar neben der Ostseite des Hauptbahnhofes gestattet diese Fußgängerbrücke über das südliche Hafenbecken (= Hörn = Spitze) den Zugang zum Ostufer der Kieler Förde mit dem Norwegenkai und dem Stadtteil Gaarden

#### Schienenverkehr
Seit 1844 hat Kiel eine Eisenbahn. Der Kieler Hauptbahnhof ist zusammen mit Lübeck Hauptbahnhof einer der beiden größten Bahnhöfe in Schleswig-Holstein und ein Kopfbahnhof. Die sieben kleinen Bahnstationen Kiel-Russee, Kiel-Schulen am Langsee, Kiel-Ellerbek, Kiel-Oppendorf, Kiel-Suchsdorf, Kiel-Hassee CITTI-PARK und Kiel-Elmschenhagen werden vom Regionalverkehr bedient. Durchgehend elektrifiziert ist seit 1995 die von Kiel in Richtung Neumünster–Hamburg führende Strecke. Seitdem ist Kiel ein Endpunkt des ICE-Netzes der Deutschen Bahn. Es bestehen insgesamt acht tägliche Verbindungen in Richtung Köln, Frankfurt und Berlin, die zudem nach München oder in die Schweiz durchgebunden werden.
Zweimal pro Stunde besteht Regionalverkehr über Neumünster nach Hamburg, von wo aus stündlich direkte Anschlüsse nach Berlin, München und Köln bestehen. Außerdem gibt es Regionalverkehr über Plön nach Lübeck, über Eckernförde nach Flensburg, über Rendsburg nach Husum und auf dem ersten reaktivierten Teilstück der Bahnstrecke Kiel Süd–Schönberger Strand bis Kiel-Oppendorf. In der Region um Kiel wird auf diesen Regionalstrecken durch zusätzliche Fahrten nach Rendsburg, Eckernförde und Lübeck das Angebot zu einem Halbstundentakt verdichtet. Alle Strecken werden von der DB betrieben. Ein weiterer Ausbau des Angebotes zu einer S-Bahn ist für die Zeit nach 2030 projektiert. Von der Bahnstrecke Kiel–Flensburg zweigt in Suchsdorf ein Gleis für den Güterverkehr zum Kieler Hafen im Stadtteil Wik ab.

#### Wasserverkehr
Mit 1,6 Millionen Passagieren war der Kieler Hafen nach dem Puttgardener und dem Rostocker Hafen bereits 2007 der drittgrößte Passagierhafen Deutschlands. Seitdem ist das Passagieraufkommen weiter gestiegen. Es wird insbesondere aus den Fährlinien nach Göteborg und Oslo, aber auch aus dem Kreuzfahrtgeschäft generiert. 2019 wurden im Passagierverkehr von und nach Kiel insgesamt knapp 2,4 Mio. Reisende (2018: über 2,2 Mio.; 2017: 2,117 Mio., 2015: 2,1 Mio., 2014: 1,98 Mio., 2013: 1,94 Mio.) auf Fähr- und Kreuzfahrtschiffen gezählt. Im ersten Jahr der COVID-19-Pandemie 2020 gingen nur 517.500 Passagiere an oder von Bord, im zweiten Jahr 2021 waren es 921.800 Passagiere.
Im Kreuzfahrtbereich gab es 2021 wieder 134 Schiffsanläufe, im ersten COVID-19-Jahr 2020 waren es nur 29 Anläufe von ursprünglich 198 vorgesehenen Anläufen. 2019 waren es noch 175 (2018: 169; 2017: 143; 2016: 147; 2015: 133; 2014: 127; 2013: 128) von 32 verschiedenen Kreuzfahrtschiffen (2018: 34; 2017: 29; 2016: 26; 2015+2014: je 25; 2013: 22). Parallel dazu stiegen auch die Passagierzahlen mit 803.000 Passagiere im Jahr 2019 (2018: knapp 600.000; 2017: 513.500; 2016: 485.500, 2015: 458.771). Um diesen Zahlen gerecht zu werden, wurde für gut 10 Millionen Euro am Liegeplatz 28, dem Ostseekai, ein neues Terminalgebäude für Kreuzfahrtschiffe gebaut, das im März 2020 in Betrieb genommen wurde und bis zu zwei große Kreuzfahrtschiffe zeitgleich abfertigen kann, wie z. B. die AIDAnova, die Kiel ab der Sommersaison 2021 als Heimathafen wöchentlich ansteuerte. In den Jahren zuvor war bereits zusätzlich am Ostufer das Kreuzfahrtterminal „Ostuferkai“ in Betrieb genommen worden, wodurch Kiel zusammen mit dem Santorikai und dem Norwegenkai mitsamt Terminalgebäude, welche nur kleinere Kreuzfahrtschiffe beherbergen können, theoretisch über fünf Liegeplätze verfügt, wobei die beiden letzteren nur selten angefahren werden.
Erstes Kreuzfahrstchiff war im Juni 1974 die Europa, der 4.000 Anlauf erfolgte im Juni 2025.
Der reine Güterumschlag, der zum großen Teil im Kieler Ostuferhafen stattfindet, spielt dagegen deutschlandweit eine eher untergeordnete Rolle.
| Jahr | Umschlag (in Mio. Tonnen) |
| ---- | ------------------------- |
| 2010 | 5,8                       |
| 2011 | 6,29                      |
| 2012 | 6,3                       |
| 2013 | 6,32                      |
| 2014 | 6,43                      |
| 2015 | 6,2                       |
| 2016 | 6,5                       |
| 2017 | 7,4                       |
| 2018 | 7,15                      |
| 2020 | 6,29                      |
| 2021 | 7,33                      |

Zuständig für den Hafen in Kiel ist die Seehafen Kiel GmbH & Co. KG.
Es bestehen spezielle Güterzugverbindungen zwischen dem Seehafen Kiel und dem adriatischen Logistikknotenpunkt Triest als Endpunkt der maritimen Seidenstraße. Damit ist Kiel an die Transportlinien angebunden, die ausgehend vom Shanghaier Tiefwasserhafen Yangshan, über Hongkong, Singapur, Port Klang (Malaysia), Laem Chabang (Thailand), durch den Suezkanal, über den griechischen Hafen Piräus bis in die Nordadria führen. Im Kieler Hafen betrug der Hafen-Umschlag im Kombinierten Ladungsverkehr (KLV) 2018 knapp 29.000 Trailer und Container, die im Hafenhinterlandverkehr mit der Eisenbahn transportiert wurden.
Kombinierte Passagier-/Frachtfähren verkehren nach
- Göteborg (Stena Line: Stena Germanica und Stena Scandinavica, Abfahrt täglich 18:45 Uhr, Fahrzeit etwa 14 Stunden)
- Oslo (Color Line: Color Fantasy und Color Magic, Abfahrt täglich 14 Uhr, Fahrzeit etwa 20 Stunden)
- Klaipėda (Memel) (DFDS Seaways: Victoria Seaways und Regina Seaways, sechsmal wöchentlich, Fahrzeit etwa 21 Stunden)

Frachtfähren verkehren nach
- Oslo (Color Line)
- Sankt Petersburg (DFDS Seaways: Tor Botnia, einmal wöchentlich)

Ein Container-/Stückgutschiff verkehrt nach
- Kaliningrad (Transmarine Line: TBN, einmal wöchentlich)

In Kiel-Holtenau befindet sich das östliche Ende des Nord-Ostsee-Kanals, der weltweit als Kiel Canal bekannt ist. Durch die Kieler Förde sind Ost- und Westteil der Stadt zum größten Teil (keilförmig) getrennt. Die Fördeschiffe der Schlepp- und Fährgesellschaft Kiel (SFK) als Teil des öffentlichen Personennahverkehrs ermöglichen das Überqueren der Förde.

#### Luftverkehr
Nördlich des Nord-Ostsee-Kanals befindet sich der Verkehrslandeplatz Kiel-Holtenau, dessen Erweiterung lange diskutiert und mittlerweile verworfen wurde. Seit November 2006 findet aufgrund mangelnder Auslastung bis auf weiteres kein Linienflugverkehr ab Kiel mehr statt. Weitere Flughäfen, die in etwas über einer Stunde erreicht werden können, sind der internationale Flughafen Hamburg sowie der Flughafen Lübeck-Blankensee.

#### Sonstige Verkehre
- In Kiel gab es von 1974 bis 1989 eine Seilbahn, die über den Alten Bootshafen hinweg die beiden Teile des ehemaligen Weipert-Kaufhauses miteinander verband. Die Seilbahn wurde automatisch führerlos betrieben und konnte kostenlos benutzt werden.
- Die Postkutsche als wichtiges Reise- und Transportmittel wurde erst im Jahr 1957 endgültig von der Post außer Dienst gestellt. Bis dahin war Kiel neben Wuppertal die letzte deutsche Stadt, in der noch Pferdegespanne für die Postzustellung eingesetzt wurden.

### Naturschutzgebiete
Im Stadtgebiet befinden sich drei ausgewiesene Naturschutzgebiete (Stand Februar 2017).

## Kultur

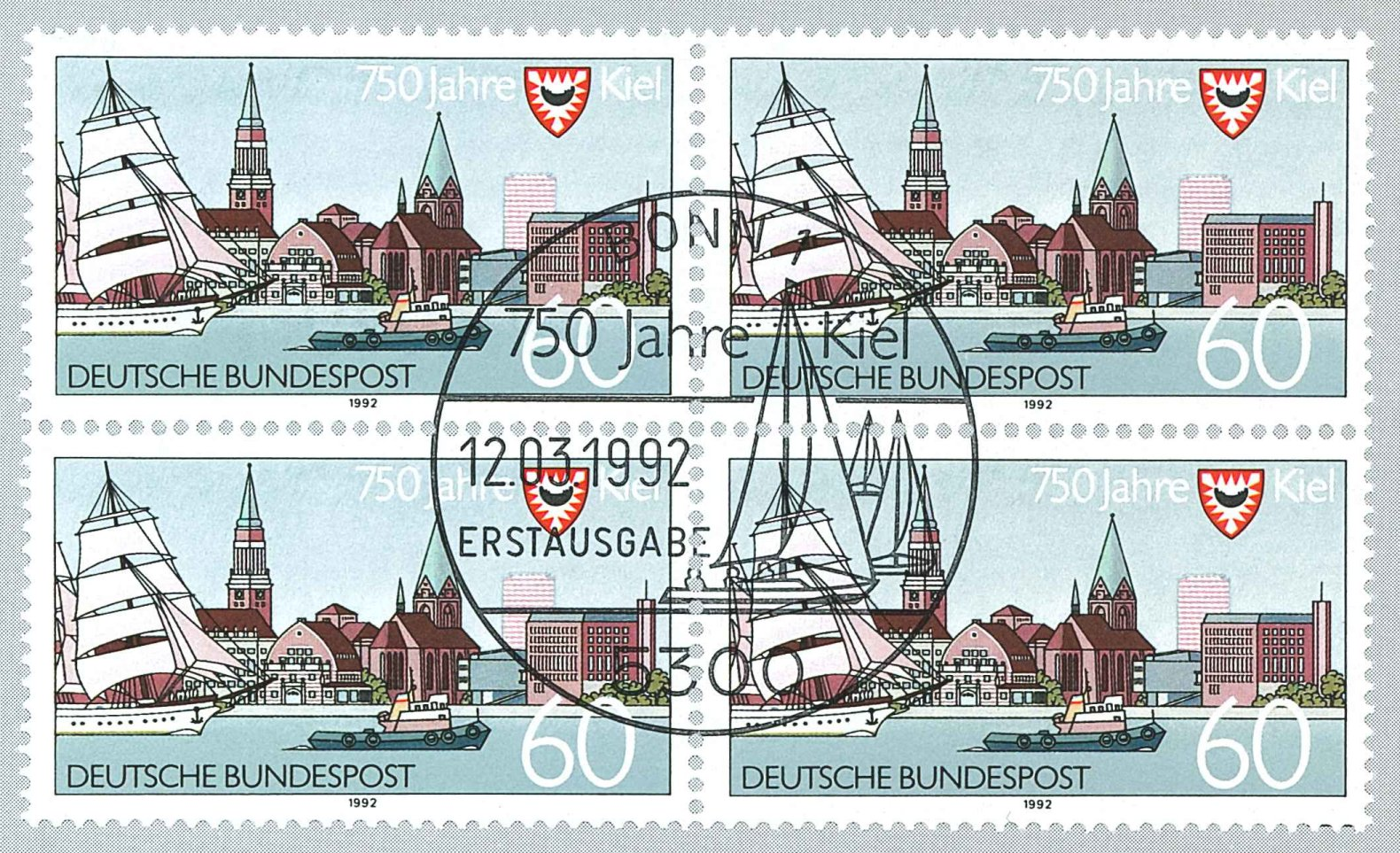
Stadtjubiläum 750 Jahre Kiel (Ersttagsblatt 1992),
Ost-Ansicht des Stadtzentrums vom Hafen aus:
v. l. n. r.: Segelschulschiff Gorch Fock im Heimathafen Kiel, Rathaus mit Rathausturm, Schifffahrtsmuseum, dahinter Dach des Opernhauses, rechts davon die Nikolaikirche, Konzertsaal und Kieler Schloss;
Deutsche Bundespost 1992

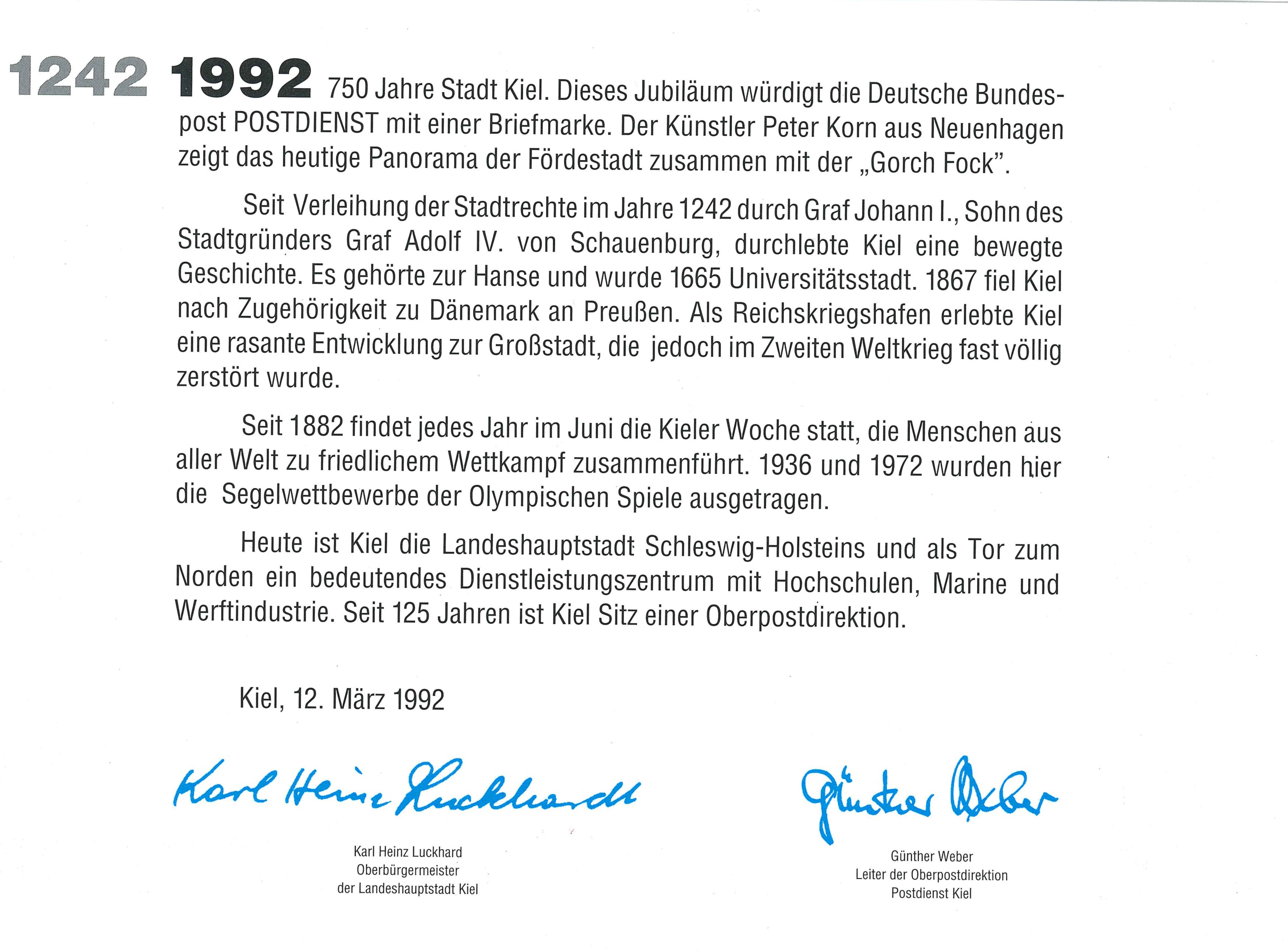
Stadtjubiläum 750 Jahre Kiel, Widmung Ersttagsblatt zu obiger Marke

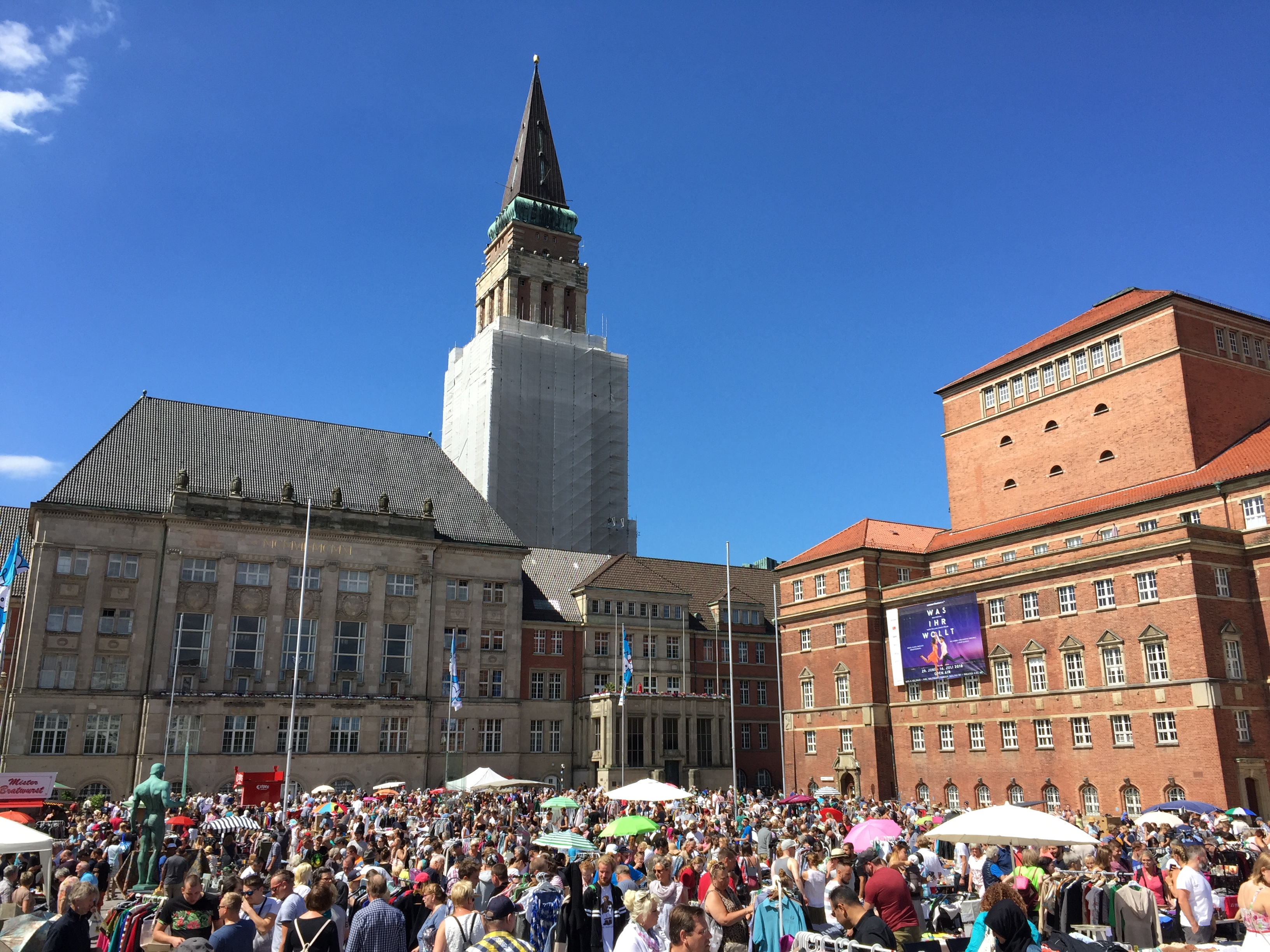
Flohmarkt auf dem Rathausplatz, links Rathaus, rechts Opernhaus

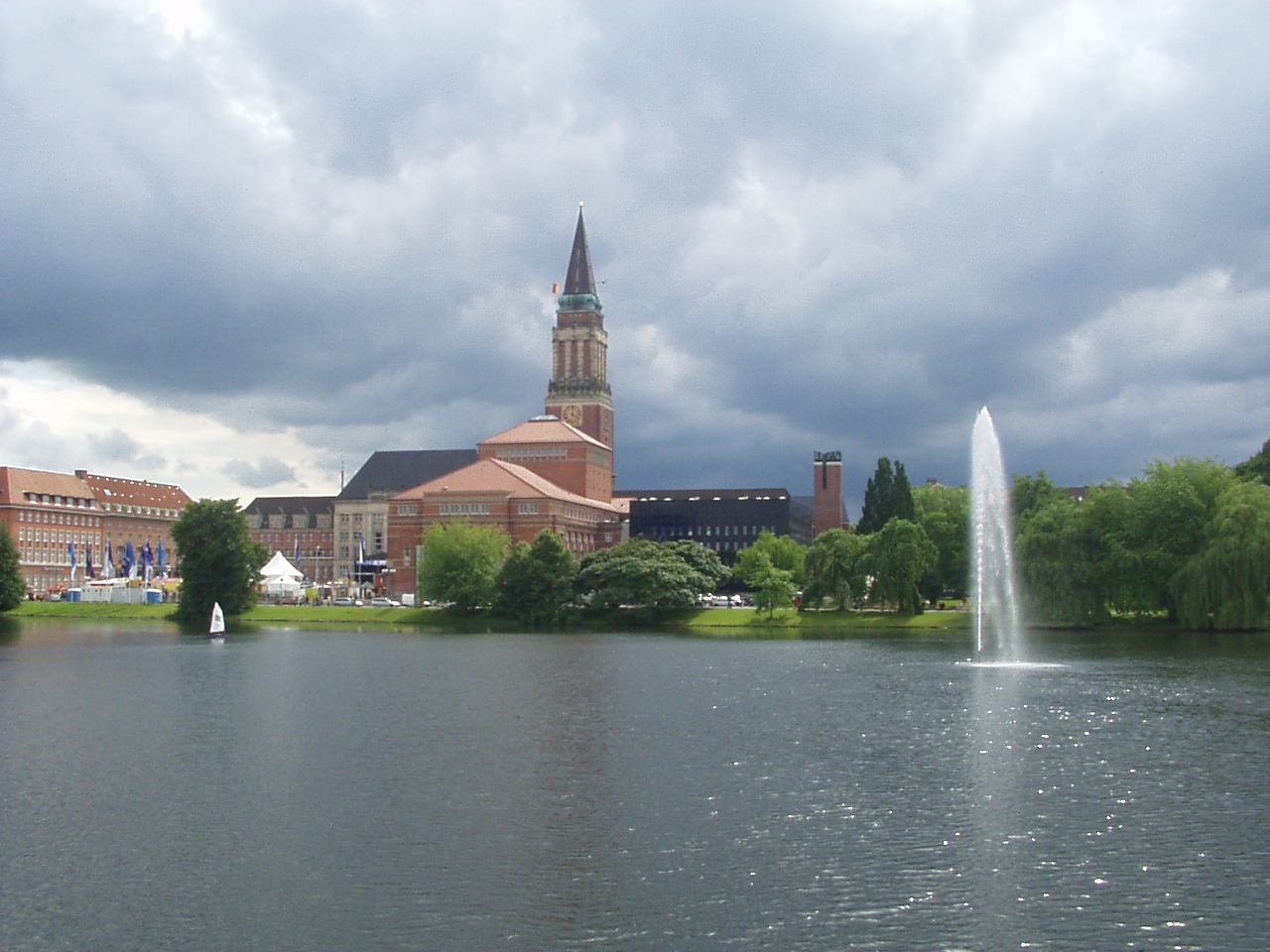
„Kleiner Kiel“ – im Hintergrund das Opernhaus und der Rathausturm

### Kulinarische Spezialitäten

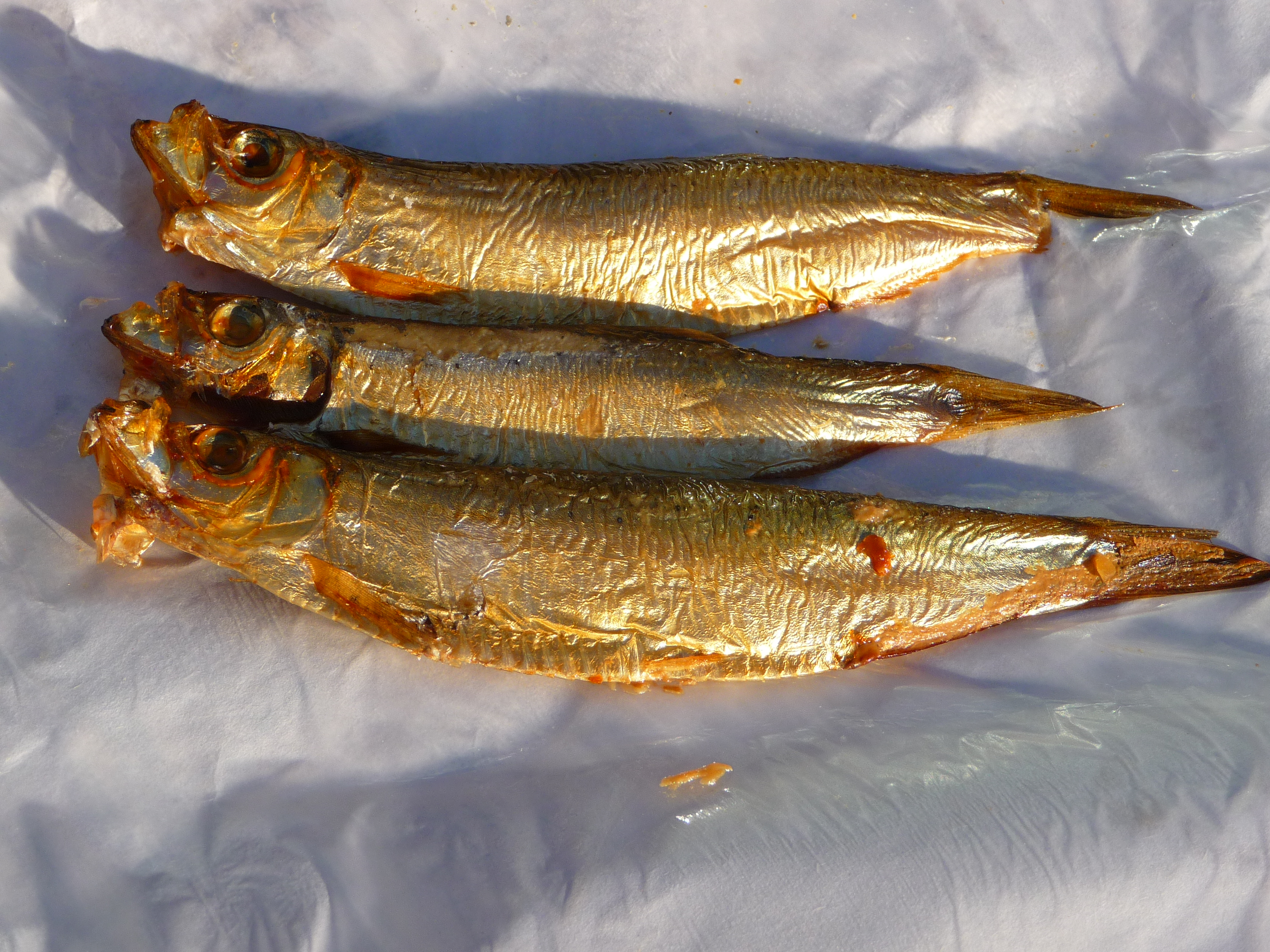
Kieler Sprotten

- Kieler Sprotten: Heringsart, gold geräuchert (wird oft in der Eckernförder Bucht gefangen und in Eckernförde für Verkauf und Versand in kleinen Holzschachteln verpackt.)
- Fliederbeersuppe Kieler Art

### Darstellende Kunst

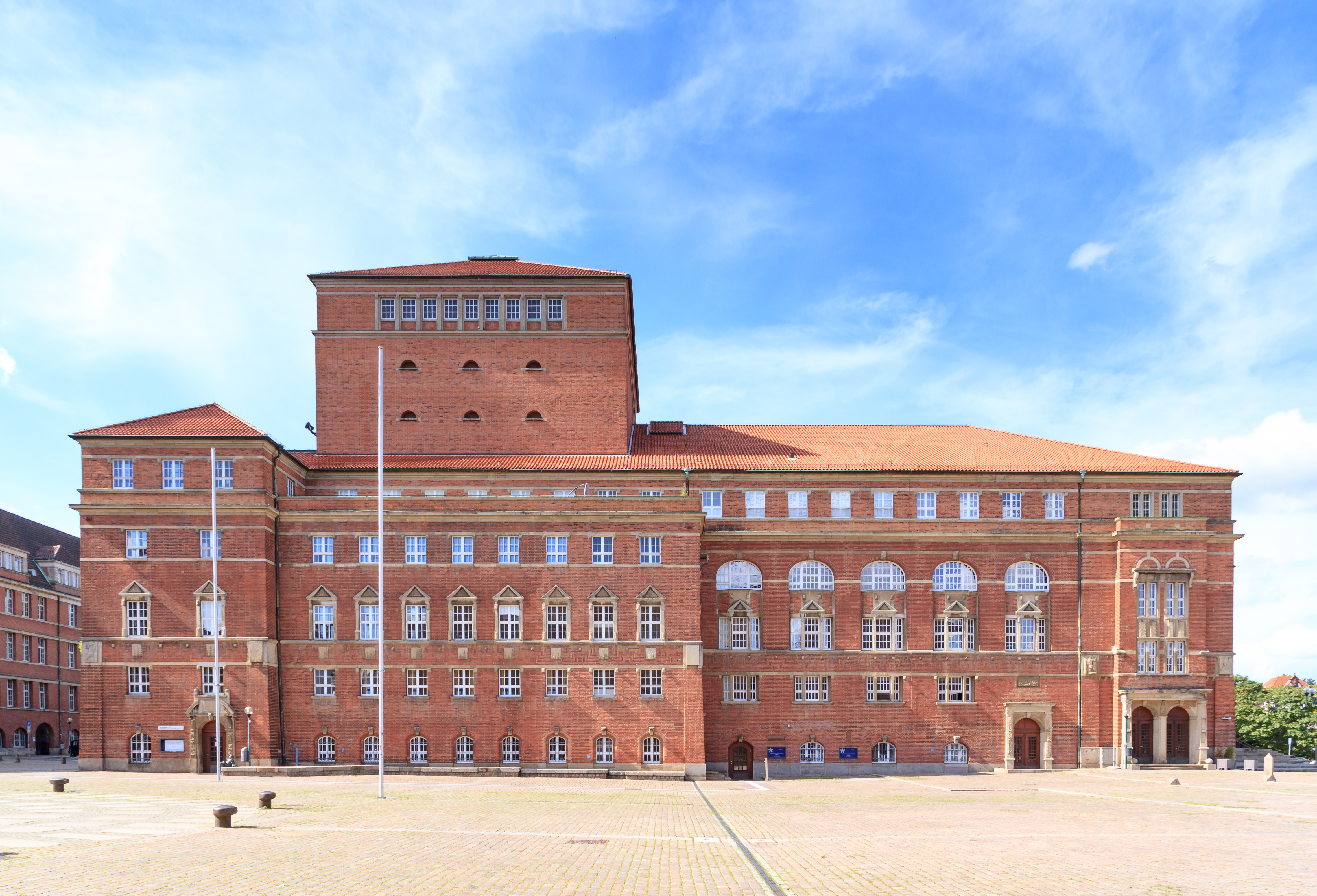
Opernhaus

#### Theater
Das Theater Kiel mit Schauspielhaus, Opernhaus und Theater am Werftpark ist die größte Kultureinrichtung der Stadt. Daneben gibt es zahlreiche weitere Initiativen wie die Niederdeutsche Bühne Kiel, das Polnische Theater und studentisches Theater.

#### Musik
Klassische Konzerte des Philharmonischen Orchesters Kiel, die zahlreichen Konzerte des alljährlichen Schleswig-Holstein Musik Festivals und die besonders während der Kieler Woche stattfindenden Konzerte internationaler Popstars in der Wunderino Arena (frühere und auch heute gebräuchliche Bezeichnung: Ostseehalle; zwischenzeitlich auch Sparkassen-Arena), in der Halle400 oder im Kieler Schloss sorgen für ein abwechslungsreiches Angebot. Es gibt einen Kieler Knabenchor.
Im Januar 1975 gründete sich in der Stadt ein Amateurchor, der mit Kampf- und Arbeiterliedern auftritt. Er gab sich den Namen des Sängers und Schauspielers Ernst Busch, der hier in der Stadt geboren war: Ernst Busch-Chor Kiel. Nach der deutschen Wiedervereinigung entstanden Kontakte mit dem in Ost-Berlin 1973 gegründeten Ernst-Busch-Chor Berlin.

#### Kinos
In Kiel gibt es mehrere Kinos, unter anderem ein Cinemaxx-Multiplexkino am Hauptbahnhof, ein Kommunales Kino in der Pumpe, das „Traum-Kino“, das „STUDIO – Filmtheater am Dreiecksplatz“, den „Hansa-Filmpalast“, das Metro-Kino und den Mediendom der Fachhochschule Kiel. Die Kinos „Neues Studio“ und „Die Brücke“ wurden wegen Insolvenz der Betreibergesellschaft am 31. August 2009 vorübergehend geschlossen. Das „Neue Studio“ wurde am 23. Dezember 2009 unter dem Namen Studio Filmtheater wiedereröffnet, die Räume der „Brücke“ blieben dagegen dauerhaft geschlossen.

### Museen und Ausstellungsorte
In alphabetischer Reihenfolge:

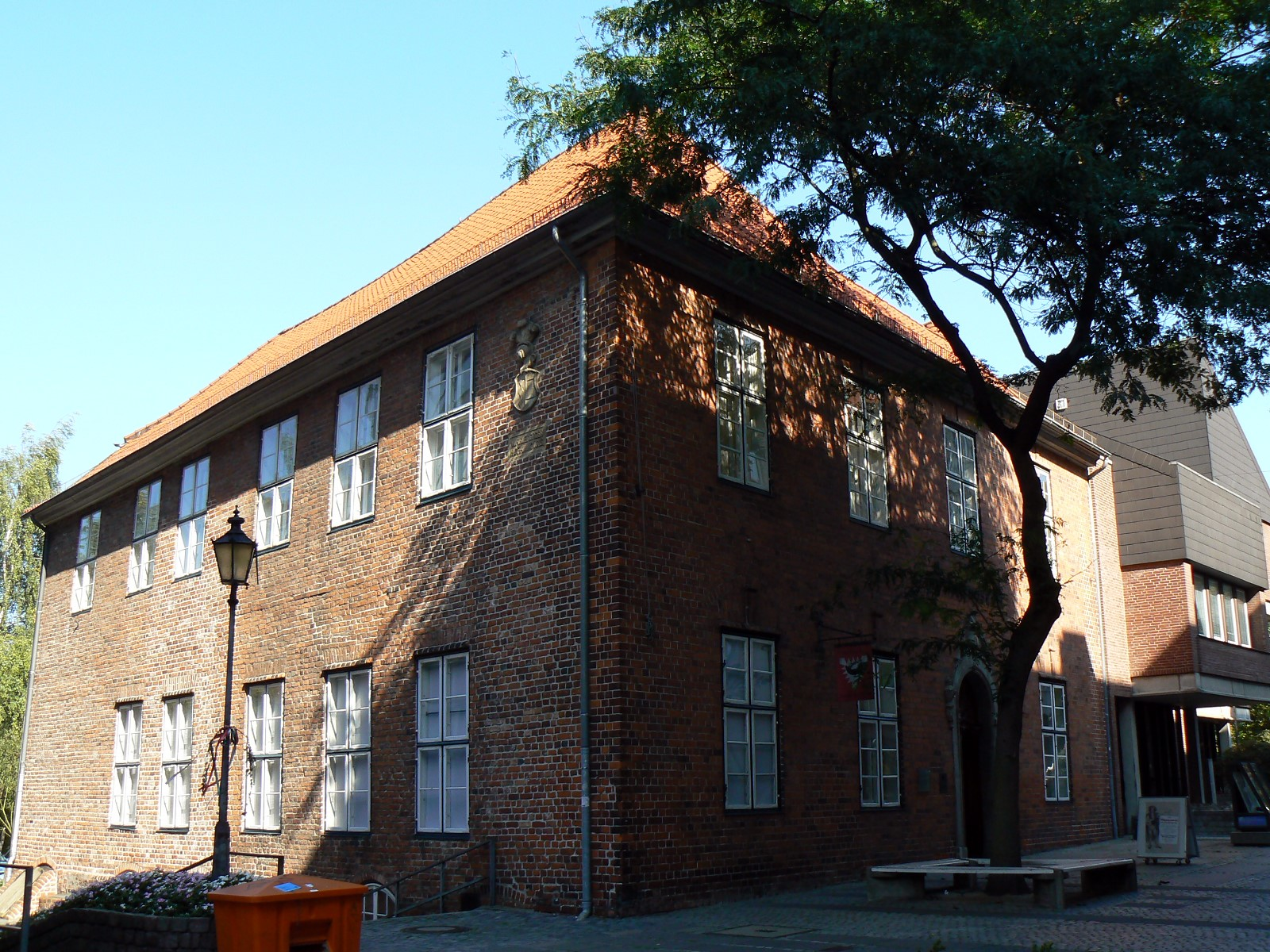
Stadtmuseum im Warleberger Hof

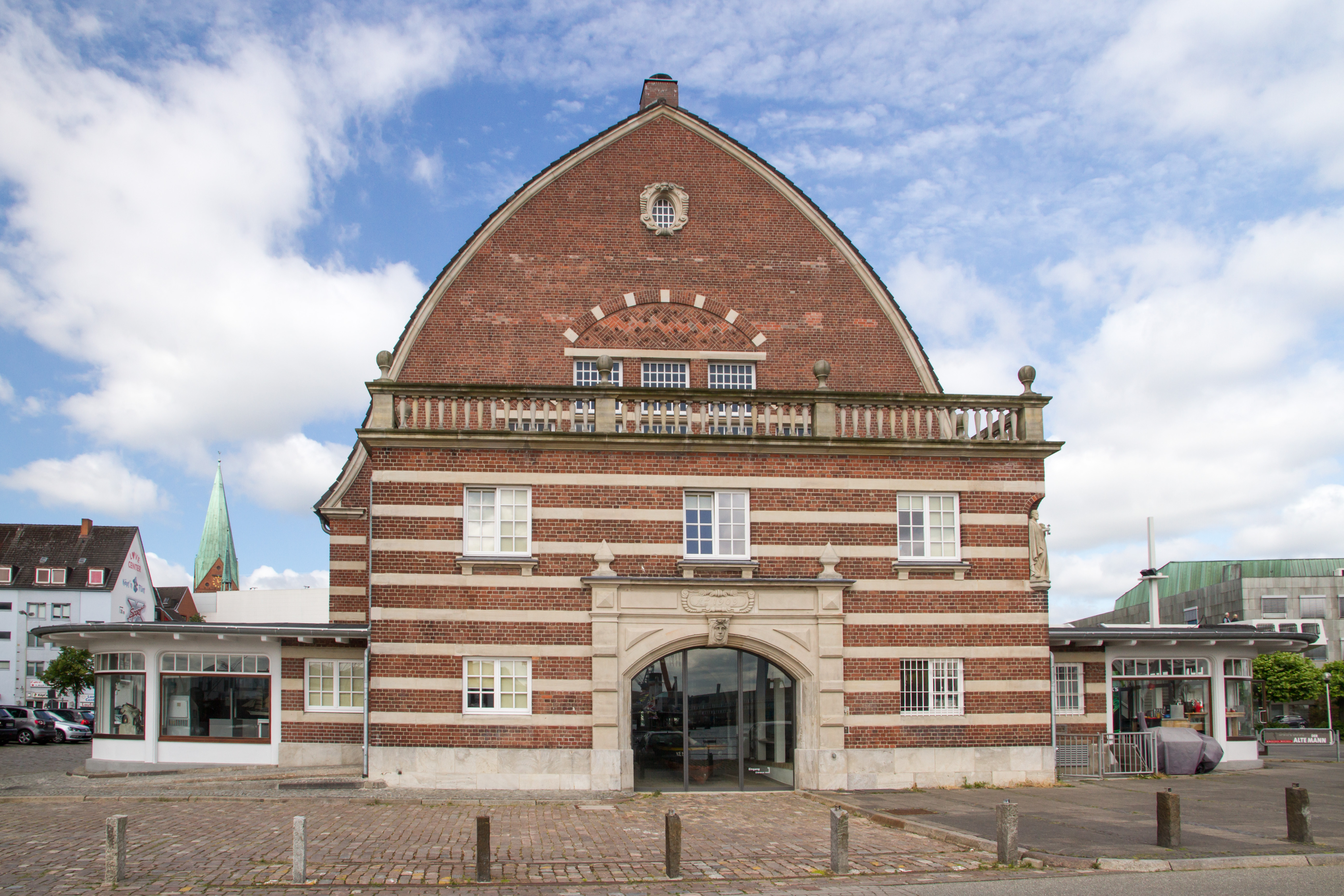
Schifffahrtsmuseum

- Alter Botanischer Garten mit altem Baumbestand
- Aquarium GEOMAR mit musealen Anteilen
- Atelierhaus im Anscharpark
- Botanischer Garten mit Gewächshäusern verschiedener Klimazonen, Arboreten und Alpinum
- Brunswiker Pavillon
- Bunker-D (Kultur- und Kommunikationszentrum)
- Computermuseum der Fachhochschule Kiel
- Erlebnisraum SEALEVEL
- Flandernbunker Mahnmal Kilian
- Geologisches und Mineralogisches Museum der CAU zu Kiel
- Hans Kock Stiftung (Skulpturenpark)
- Industriemuseum Howaldtsche Metallgießerei
- Kunsthalle zu Kiel (mit Antikensammlung)
- Landesgeschichtliche Sammlung der Schleswig-Holsteinischen Landesbibliothek
- Maschinenmuseum Kiel-Wik
- Max-Planck-Ausstellung (im Physikzentrum Kiel)
- Medizin- und Pharmaziehistorisches Museum
- Militärhistorische Ausstellung Flugabwehr im Marinearsenal Kiel
- Museum für Völkerkunde der Universität zu Kiel
- Museumsbrücke Zoogarten
- Nord-Ostsee-Kanal-Ausstellung
- Ofenmuseum Kiel
- Schifffahrtsmuseum Kiel mit Museumshafen
- Schleusenmuseum Kiel
- spce der Muthesius Kunsthochschule
- Stadtgalerie Kiel
- Stadtmuseum Warleberger Hof
- Theatergeschichtliche Sammlung der Universität und Hebbel-Sammlung
- Waterkant Ausstellung
- Zoologisches Museum Kiel
- 50er Jahre Museum Kiel
- Außerhalb Kiels in Molfsee liegt das Schleswig-Holsteinische Freilichtmuseum, das das größte seiner Art in Norddeutschland ist.
- Außerhalb Kiels in Heikendorf liegt das Künstlermuseum Heikendorf der Heinrich-Blunck-Stiftung.
- Außerhalb Kiels in Laboe liegen das Technische Museum U 995 (U-Boot-Museum) sowie das Marine-Ehrenmal.

Ehemalige Museen der Stadt:
- Museum vaterländischer Alterthümer (Erstes öffentliches Museum Kiels aus dem Jahr 1835 mit regionalhistorischen Artefakten. Zerstörung  1944 innerhalb des Zweiten Weltkriegs)
- Thaulow-Museum (Kunstsammlung des Professors Thaulow, abgerissen am 27. Mai 1948)
Anmerkungen: Nicht aufgelistet sind in der Regel die Galerien und Ausstellungen in Kiel, bei denen der Verkauf im Vordergrund steht. Auch sind Wanderausstellungen nicht aufgelistet, die sich nur temporär in der Stadt befinden.

### Stadtbild

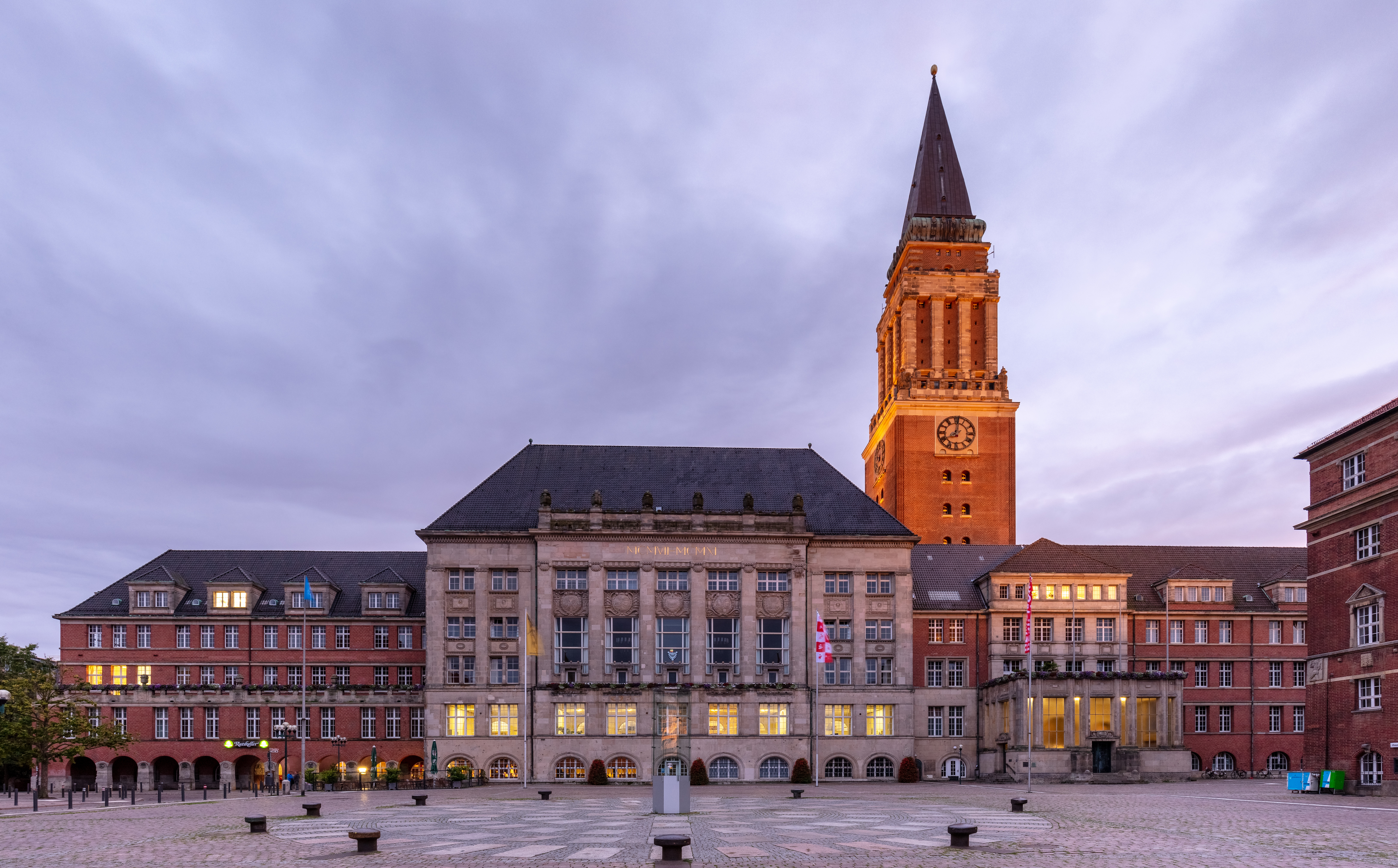
Das Kieler Rathaus, Wahrzeichen der Stadt.

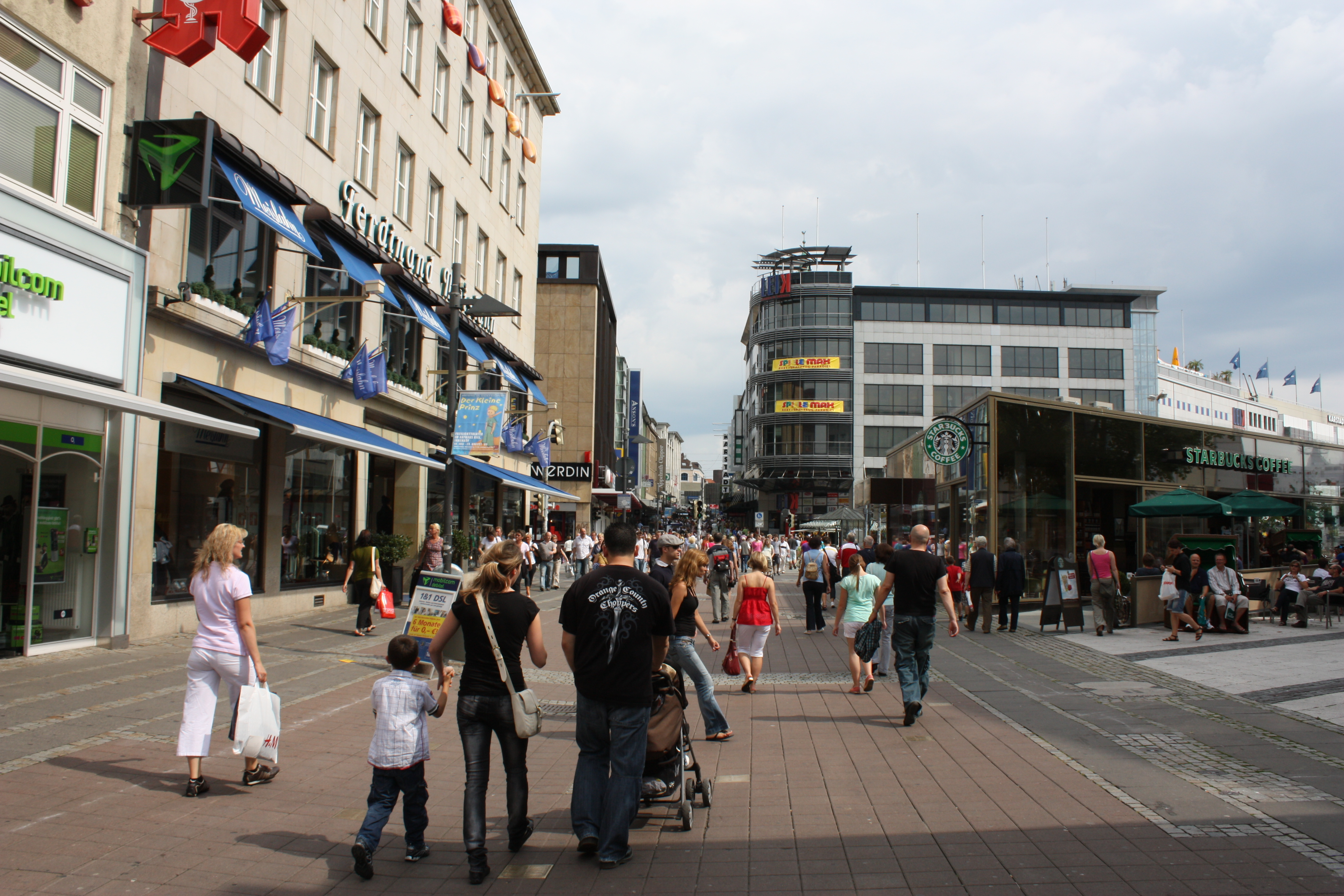
Die Holstenstraße, Haupteinkaufsstraße und Fußgängerzone im Bereich Berliner Platz in der Innenstadt. Blick nach Norden Richtung 'Nikolaikirche' am 'Alten Markt'. Aufnahme 2009.

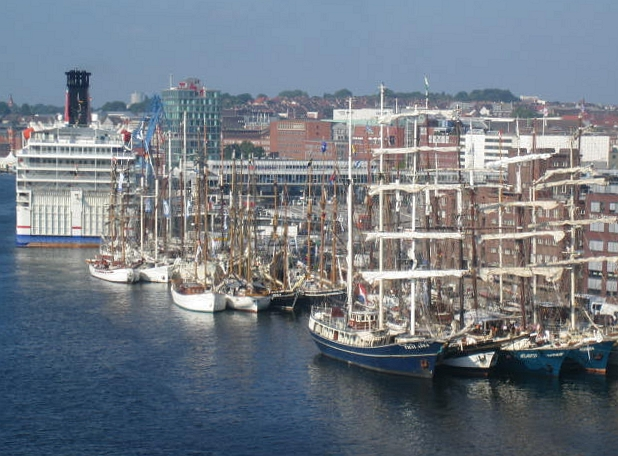
Segelschiffe im Hafen während der Kieler Woche.

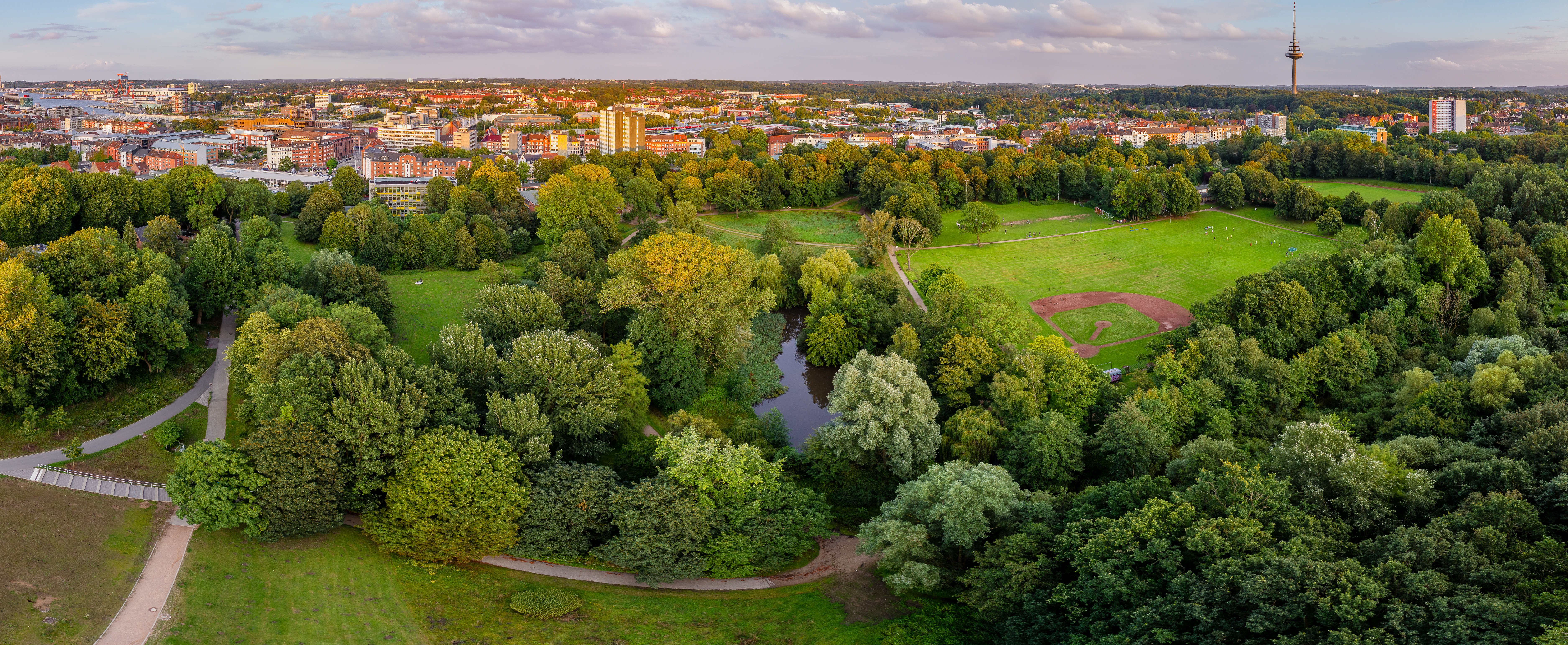
Übersichtspanorama der Moorteichwiese.

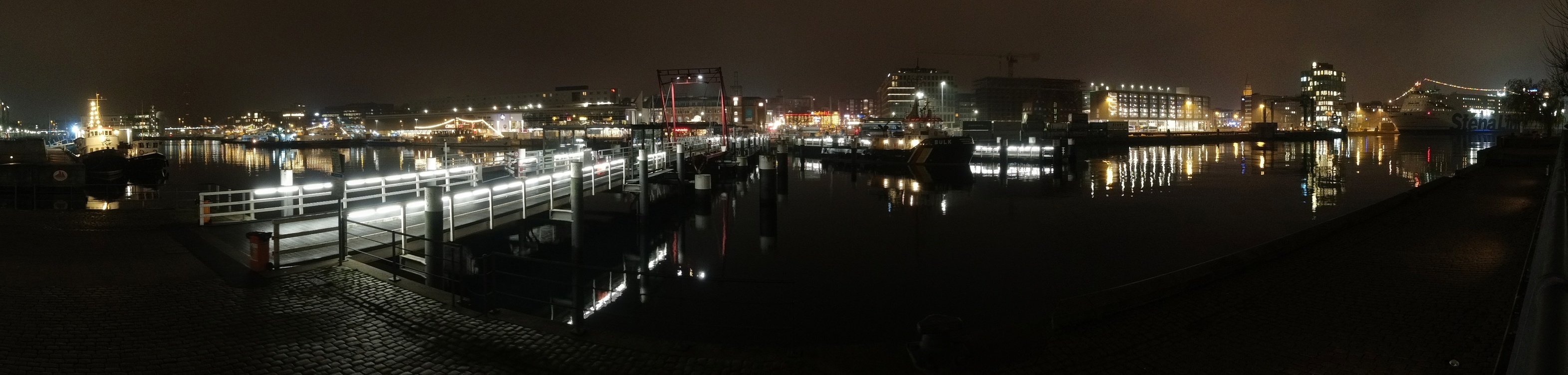
Hörn bei Nacht mit Blick auf Bahnhof, Klappbrücke und Westufer.

#### In der Zeit bis 1945
Kiel ist geprägt von der Nähe zum Meer und verfügt über einige Strände (Falckenstein, Friedrichsort, Schilksee). Die erste städtische Siedlung entstand auf der Halbinsel zwischen Förde und Kleinem Kiel. Der nördliche Landzugang wurde durch die Burg gesichert. Die Stadt wurde sehr regelmäßig angelegt, mit einem Marktplatz im Zentrum, von dessen Ecken acht Straßen im rechten Winkel zueinander abgingen. Ausgehend von diesen, führten einige kleine Nebenstraßen zum alten Mauerring und weiter zum Wasser. Hauptstraße der Stadt war die Nord-Süd-Achse Dänische Straße–Holstenstraße, die diagonal über den Marktplatz führte.
Über Jahrhunderte stand Kiel, eine der größeren Städte Holsteins, im Schatten anderer Ostseestädte (vor allem Flensburgs und Lübecks), obwohl es lange Zeit (unbedeutendes) Mitglied der Hanse war. Erst gegen Ende des 18. Jahrhunderts begann die Stadt, sich über ihre Halbinsel hinaus nach Süden auszudehnen. In Verlängerung der Holstenstraße entstand die Vorstadt, die sich schließlich bis zur St.-Jürgen-Kapelle (sie lag neben dem heutigen Hauptbahnhof) ausdehnte, deren Friedhof im 19. Jahrhundert der Hauptfriedhof der Stadt wurde. Auch in der Vorstadt entstanden einige bemerkenswerte Bürgerbauten. Der größte Teil war ein Handwerker- und Kleinbürgerquartier. Insgesamt galt die kleine Universitätsstadt als ein hübscher Ort und wurde von Dichtern wie Theodor Storm, der in Kiel studierte, wegen ihrer Schönheit gepriesen.
Als Kiel 1864 vom dänischen Gesamtstaat getrennt und wenig später preußischer Kriegshafen wurde, wandelte sich das Stadtbild grundlegend. Nur wenige Städte des Deutschen Reichs wuchsen so rasant wie Kiel. Die Stadt änderte ihren Charakter und dehnte sich nach allen Himmelsrichtungen aus. Villenviertel entstanden vor allem im Norden (Düsternbrook) und teilweise im Westen, während in der Nähe der Innenstadt zahlreiche Mietskasernenviertel gebaut wurden. Am Ostufer der Förde in Kiel-Gaarden, Kiel-Ellerbek und Wellingdorf entstanden die größten Werften Europas und weitere Arbeiterviertel. Alt- und Vorstadt wurden zusehends mit überdimensionierten zeittypischen Bauten überformt. Unter anderem entstanden neue Universitätsgebäude in der Nähe des Schlosses am Fördeufer. Auch die Verbindung zwischen Kleinem Kiel und Förde wurde immer mehr überbaut. Westlich der Vorstadt entstand mit dem zum Kleinen Kiel hin offenen Neuen Markt mit Rathaus und Stadttheater ein bedeutendes städtebauliches Ensemble.
Die verwinkelte Enge der Innenstadt erregte bereits in den 1920er Jahren die Aufmerksamkeit der Städteplaner. In der NS-Zeit wurden Pläne zur großzügigen Umgestaltung der Innenstadt konkretisiert. Auch der 1940 eingesetzte Stadtbaurat Herbert Jensen setzte sich für einen Umbau ein, der aus der Altstadt das Zentrum einer „deutschen Stadt“ machen sollte.

#### In der Zeit nach 1945
Bei 90 Luftangriffen auf Kiel wurden im Zweiten Weltkrieg 75 % der Wohngebäude zerstört oder beschädigt. Nach den schweren Bombenangriffen lagen die östlichen Stadtteile und die gründerzeitlichen Vorstädte zum großen Teil, Alt- und Vorstadt sogar fast vollständig in Trümmern. Den Wiederaufbau leitete der im Amt verbliebene Herbert Jensen, der auch den Kieler Architekten Wilhelm Neveling beteiligte. Grundsätzlich sollte die Stadt nun im Stil der Zeit moderner, offener und großzügiger gestaltet werden. Man wollte die Verbindung der Stadt mit dem Wasser und den schön gelegenen Stadtkern wieder stärker in den Blickpunkt rücken. Auf die Rekonstruktion der im Krieg zerstörten historischen Bauten verzichtete man – anders als in Städten wie Lübeck oder Münster – dagegen vollständig; stattdessen wurden selbst Bauten wie das durch Feuer beschädigte Hauptgebäude der Universität abgerissen.
Während der Wiederaufbau Kiels in den ersten Nachkriegsjahrzehnten noch als vorbildlich gelobt wurde, sieht man das Ergebnis inzwischen deutlich kritischer. Zwar ist die Altstadthalbinsel als solche aus der Luft noch zu erkennen. Doch massive Eingriffe in das historische Straßennetz der Altstadt (Aufhebung der meisten kleineren Nebenstraßen, Überbauung der Haßstraße am Markt, Verkehrsschneise Eggerstedtstraße längs durch die östliche Altstadt, Überbauung des alten Marktplatzes mit Geschäftsbauten, Ersatz der alten Gebäude), die Errichtung zahlreicher überdimensionierter Kauf-, Park- und Bürohausbauten und die ohnehin wenig einfallsreiche Architektur der 1950er, 1960er und 1970er Jahre lassen nur mehr wenig urbanes Flair oder Charme aufkommen. Der im Sommer monatlich am Sonntag stattfindende Flohmarkt sorgt hingegen für eine Belebung des gesamten Innenstadtbereiches.
Gewissermaßen hat Kiel heute daher zwar eine Innen-, aber keine Altstadt mehr. Heute gilt ausgerechnet die Dänische Straße mit den recht vielen erhaltenen Gründerzeitbauten als „Gute Stube“ der Altstadt. Die Vorstadt wurde sehr großzügig wiederaufgebaut. Die enge Bebauung der gründerzeitlichen Stadtteile wurde beim Wiederaufbau aufgelockert und durchgrünt. Vielfach wird das heutige Kieler Stadtbild als geradezu typisch für eine im Zweiten Weltkrieg zerstörte Großstadt gesehen und gilt daher allgemein als wenig ansprechend.
Seit der Jahrtausendwende wird der Stadtkern allerdings optisch permanent aufgewertet (Umbau des Hörngeländes am Hauptbahnhof; vollständige Sanierung des Hauptbahnhofes unter Berücksichtigung baulich-historischer Aspekte, die bei der Wiederherstellung nach den Kriegsschäden nicht beachtet wurden; Neugestaltung des Bootshafens etc.). Gleichzeitig soll durch einen Rückbau der Eggerstedtstraße und die Umgestaltung des Alten Marktes ein Teil des alten Stadtkerns rekonstruiert werden. Flankiert wird dies durch Ausgrabungen auf dem ehemaligen Parkplatz zwischen Schlossgarten und Universitätsklinik, auf dem sich einst das Hauptgebäude der Universität befand. Es wird vermutet, dass hier nach dem Zweiten Weltkrieg viel historische Bausubstanz vergraben wurde.

#### Sehenswürdigkeiten

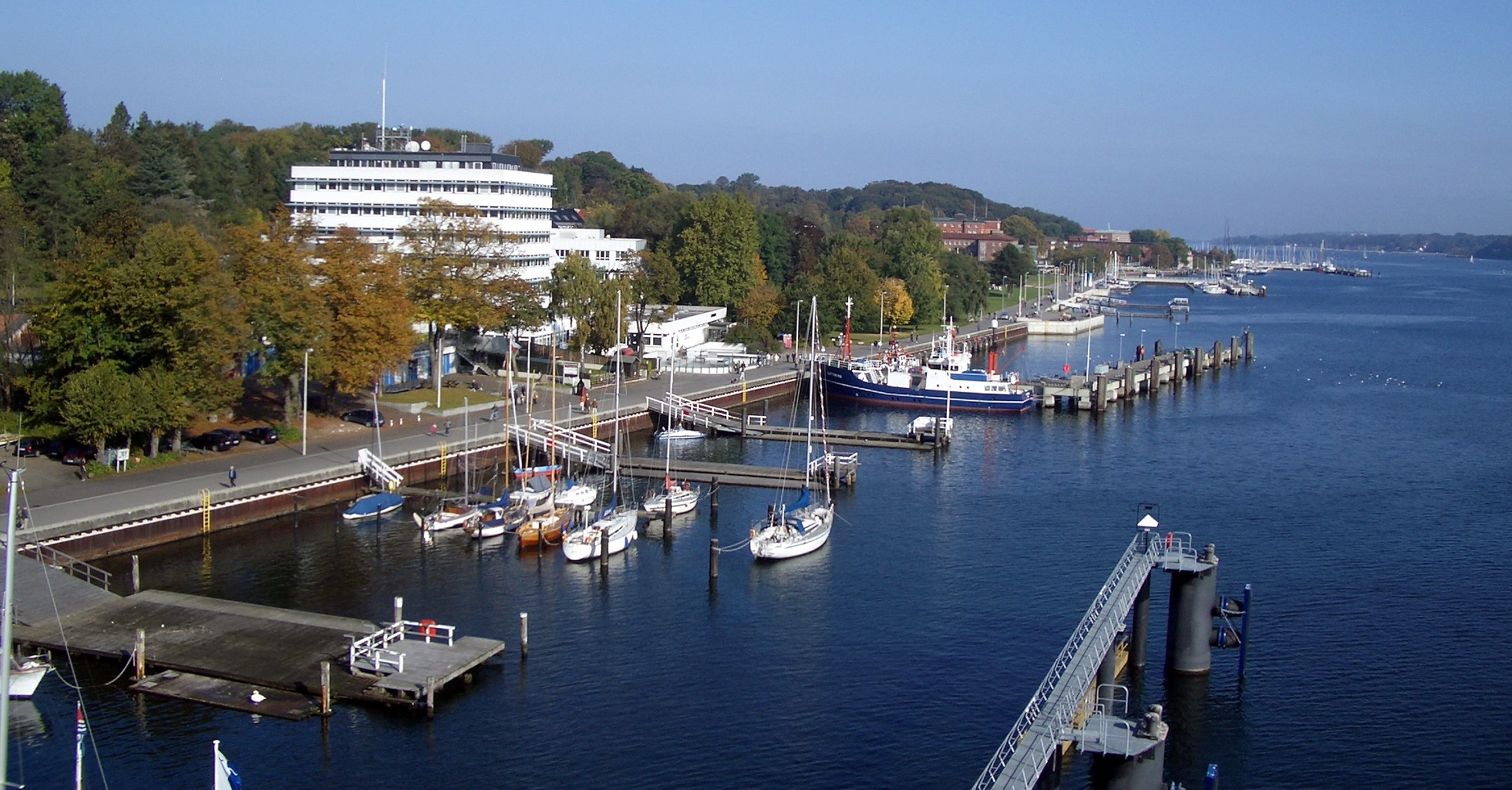
Kiellinie (Ufer zur Kieler Förde)

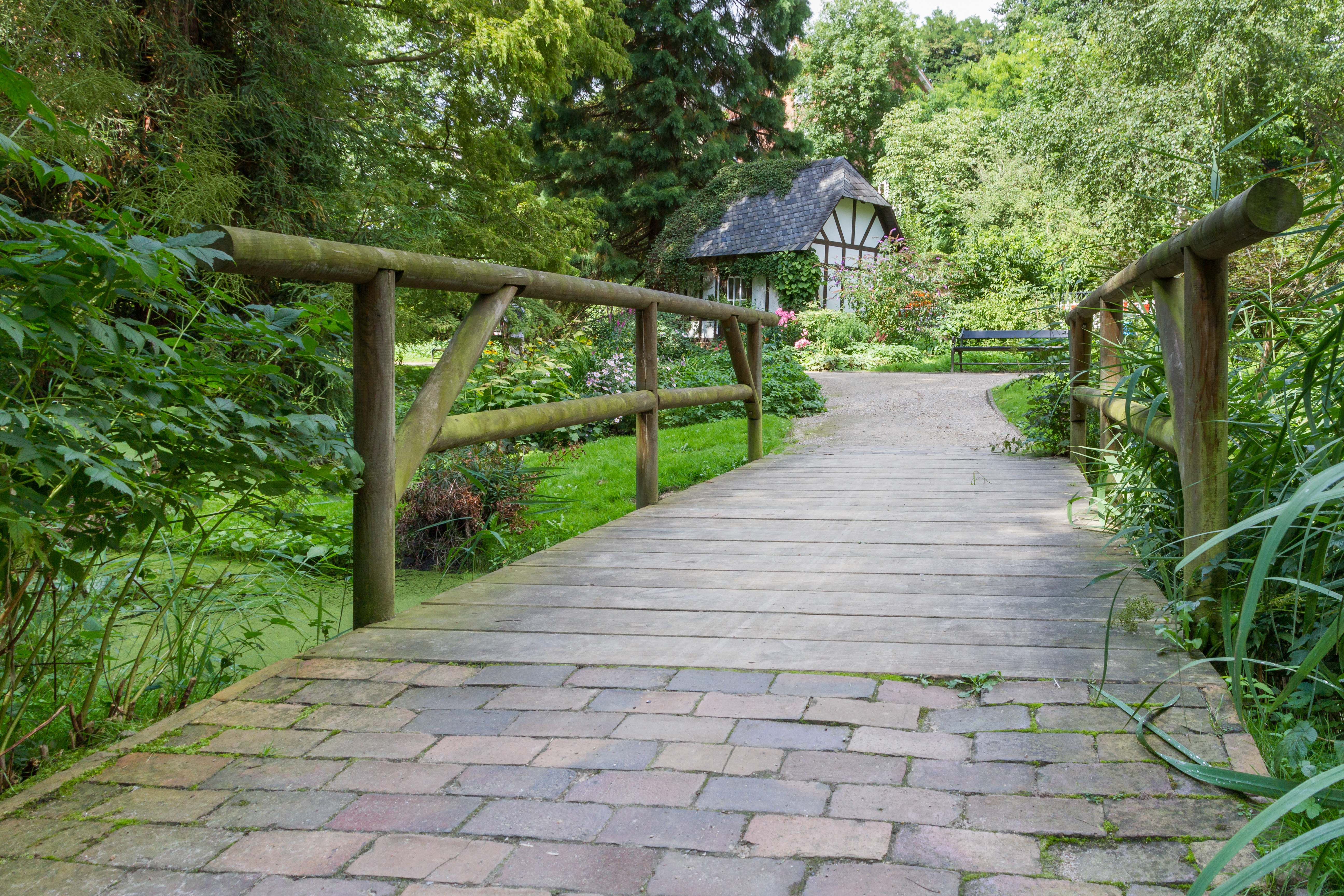
Der Alte Botanische Garten

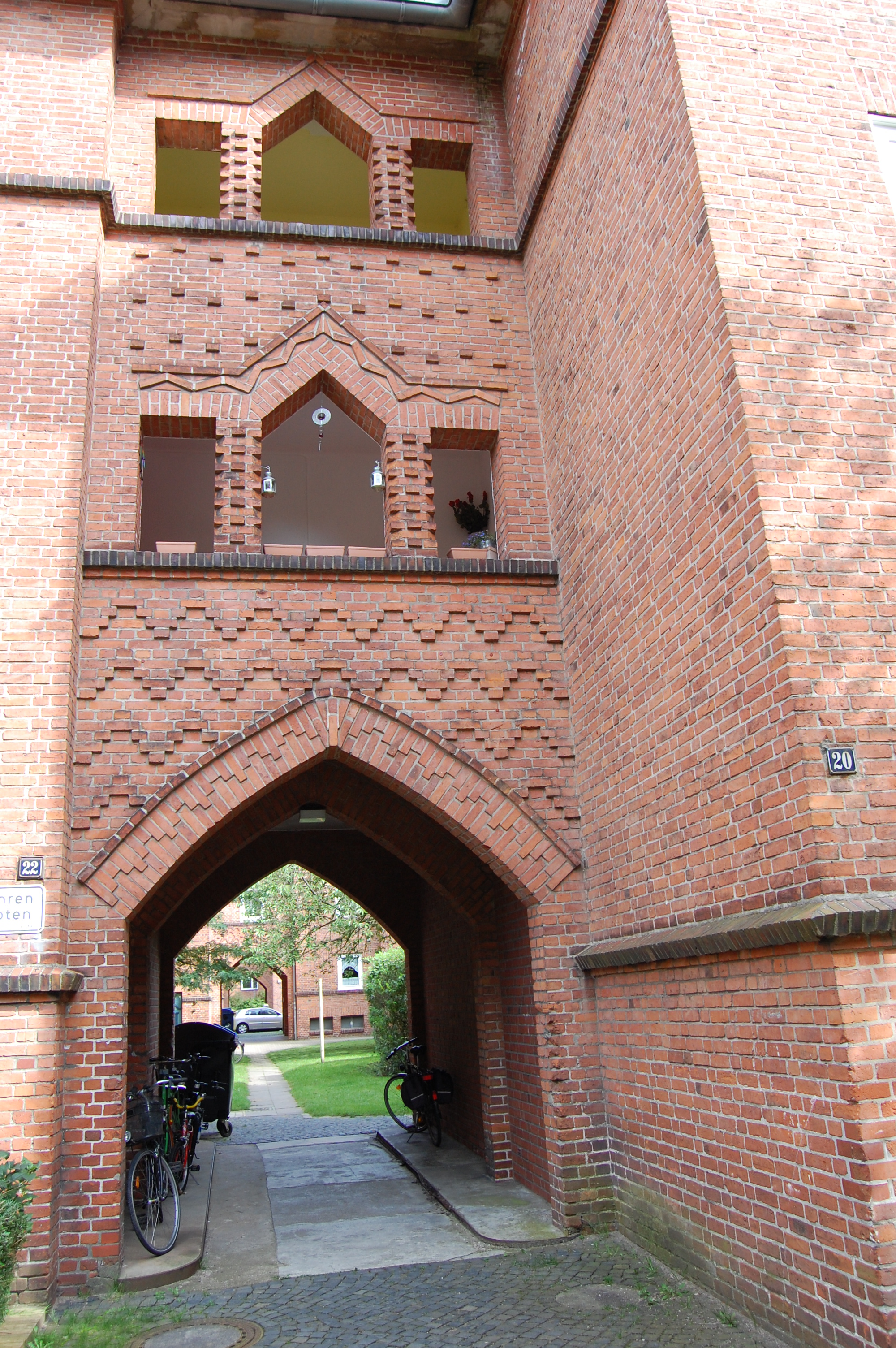
Fichtestraße 28 im Marineviertel

- Die Kiellinie, vormals Hindenburgufer (Fördepromenade auf dem Westufer)
- Der Kleine Kiel
- Die Hörn mit der Hörnbrücke, einer Dreifeldzugklappbrücke
- Der Hafen (z. B. per Hafenrundfahrt)
- Die Kieler Museen (siehe hierzu Unterkapitel „Museen“)
- Der Norwegenkai mit Fährverkehr nach Oslo, Schwedenkai und Ostseekai (der ehemalige Oslo-Kai)
- Marineehrenmal und U 995 in Laboe (vor den Toren Kiels), eins von fünf übrig gebliebenen deutschen Unterseebooten aus dem Zweiten Weltkrieg
- U-Boot-Ehrenmal Möltenort
- Das olympische Dorf in Kiel-Schilksee
- Die malerische Steilküste bei Friedrichsort, dazu zahlreiche Strände auf Stadtgebiet
- Die Schleusenanlagen des Nord-Ostsee-Kanals in Kiel-Holtenau
- Der Kieler Marinehafen
- Das Kieler Marineviertel
- Der Alte Botanische Garten
- Die Holstenstraße (eine der ältesten Fußgängerzonen in Deutschland)
- Die Wunderino Arena (Großveranstaltungsort, ehem. Ostseehalle)
- Die Forstbaumschule
- Der Botanische Garten der Christian-Albrechts-Universität zu Kiel
- Die fünf Kieler Tiergehege

#### Bauwerke

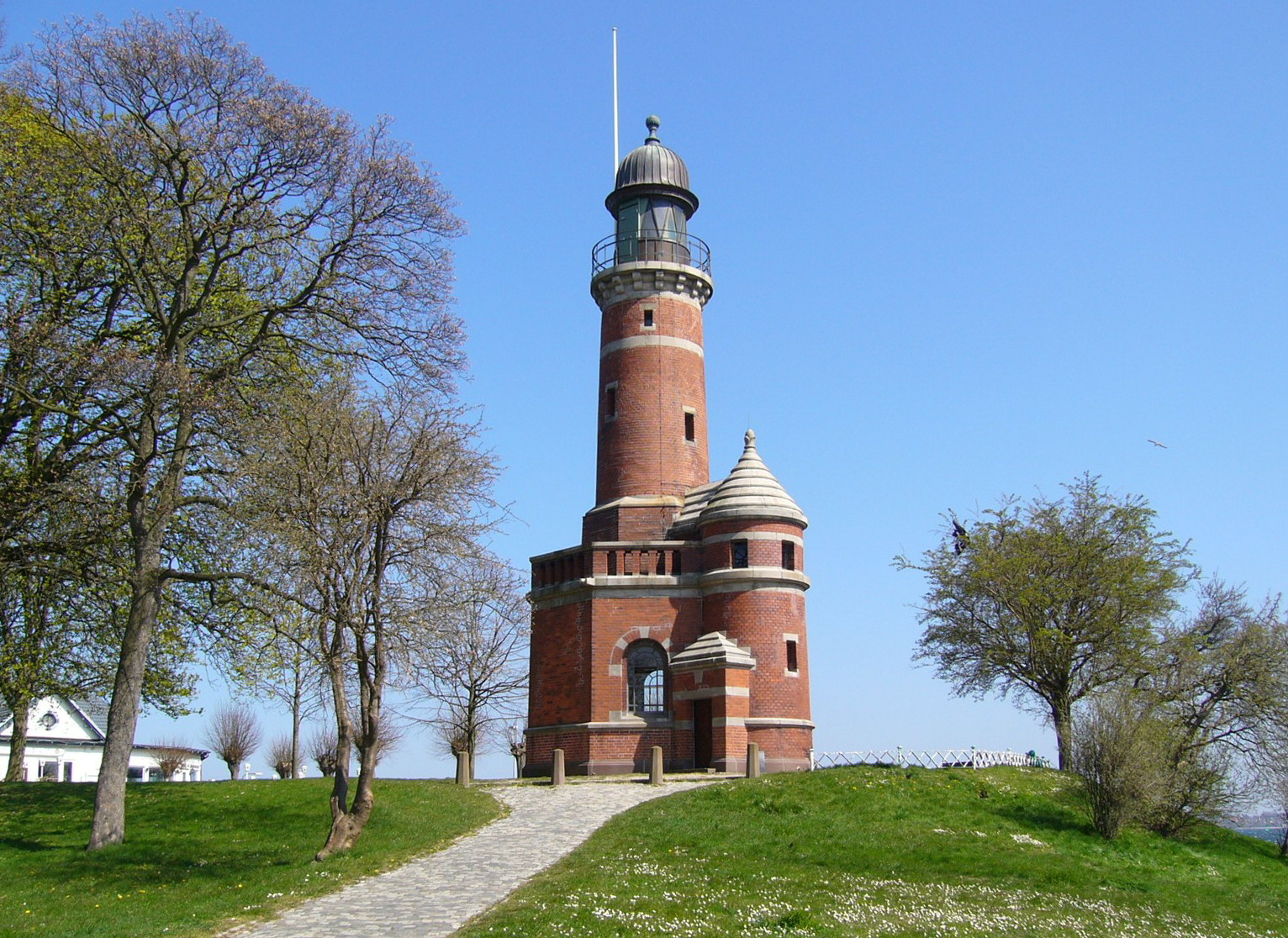
Leuchtturm in Kiel-Holtenau

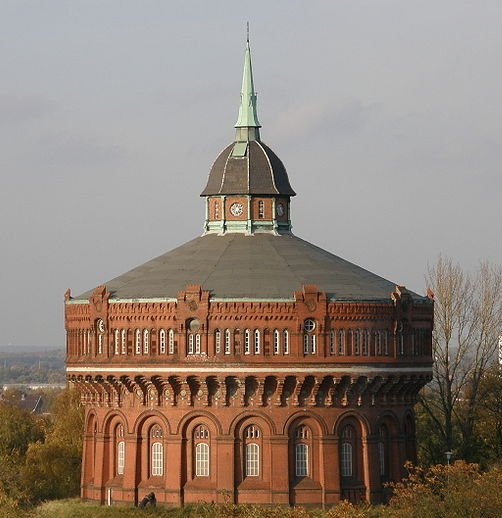
Wasserturm in Kiel-Ravensberg

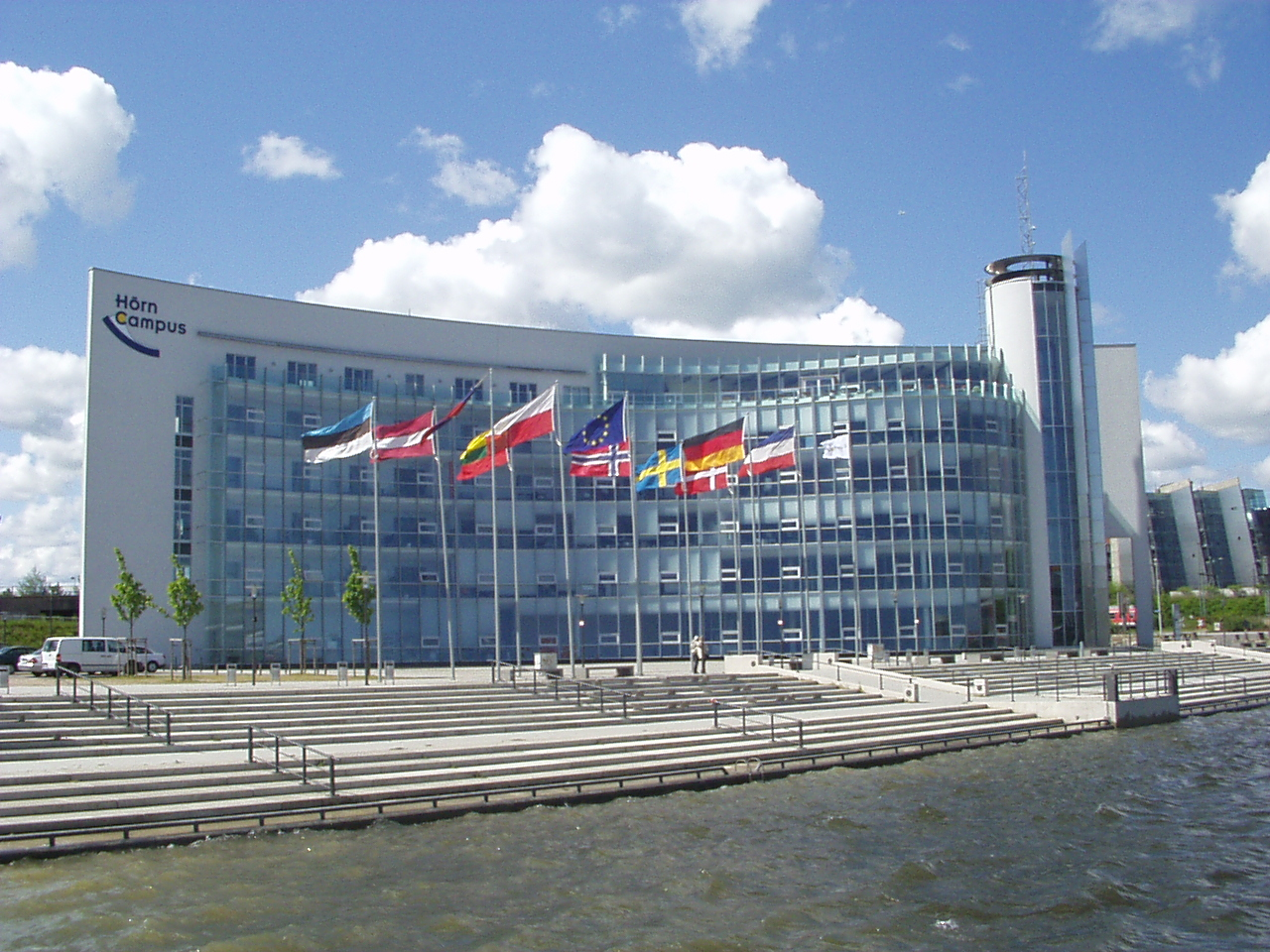
Hörn-Campus am Südende der Kieler Förde

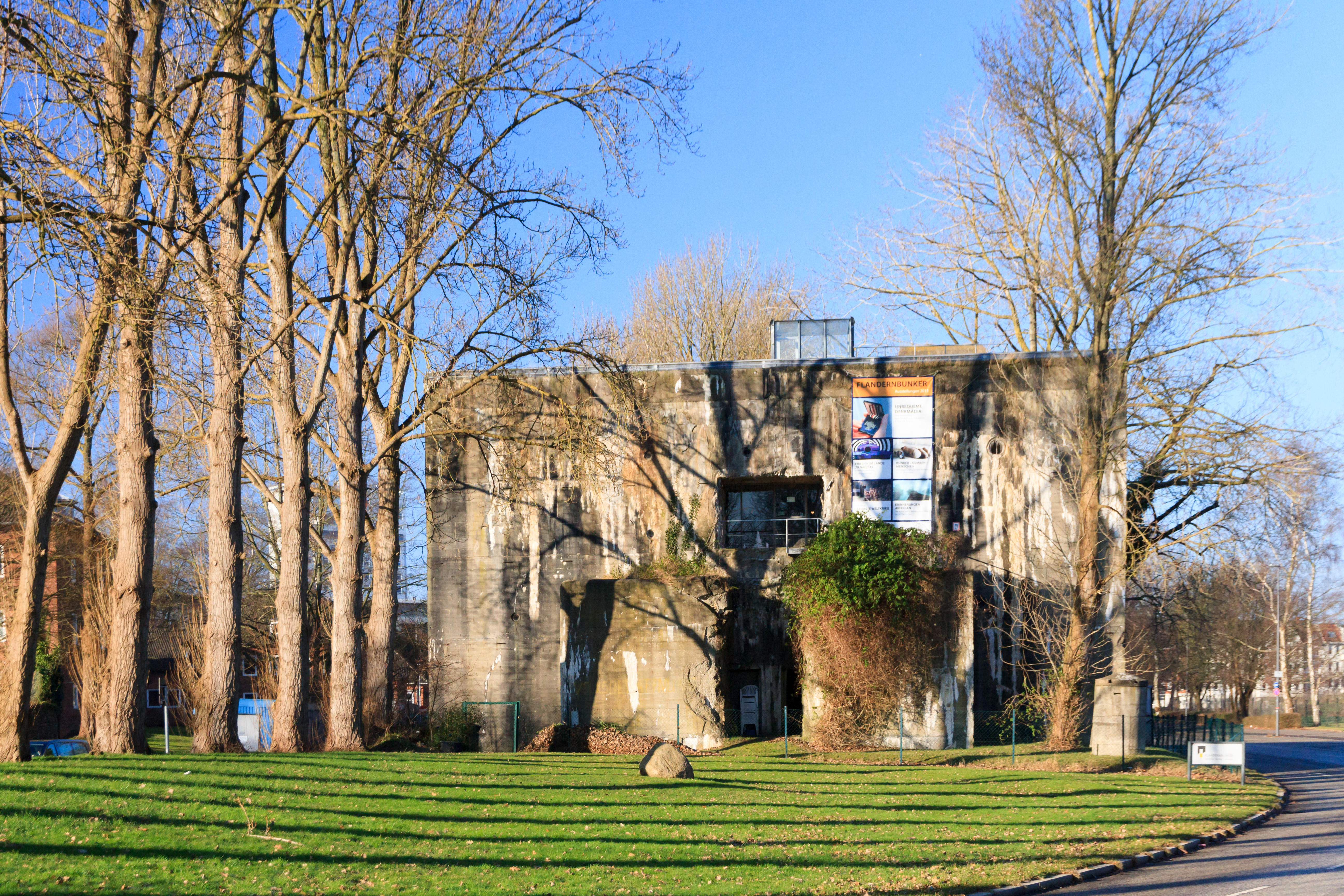
Flandernbunker in Kiel-Wik

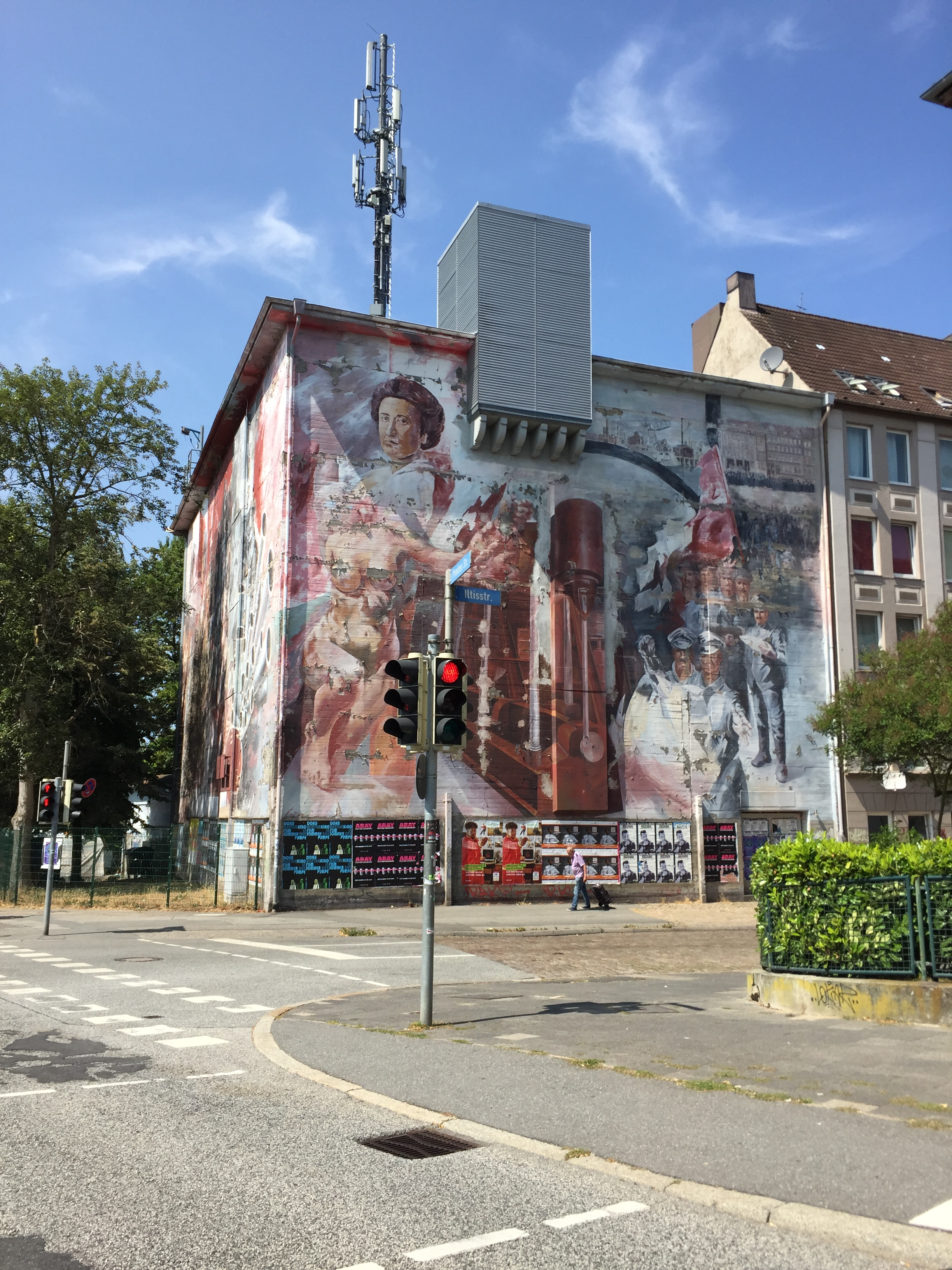
Iltisbunker in Gaarden (2018)

- Das Rathaus (Hermann Billing 1907–1911), dessen Turm als Wahrzeichen der Stadt gilt (dem Campanile in Venedig nachempfunden); das Jugendstildach des Hauptgebäudes wurde 1945 zerstört und später durch ein einfaches Walmdach ersetzt.
- Opernhaus Kiel, ehemaliges Stadttheater (Heinrich Seeling 1905–1907) neben dem Rathaus, ursprünglich wie dieses Jugendstil, vereinfacht wiederaufgebaut
- St.-Nikolai-Kirche (evang.), gotisch, bis 1875 einzige Pfarrkirche der Stadt, 1876–1879 stark verändert, nach schweren Kriegszerstörungen ab 1949 vereinfacht wiederaufgebaut, historische Ausstattung zum großen Teil erhalten; von besonderer Bedeutung das bronzene Tauffass in der Pommernkapelle
- Pauluskirche 1878-1882, Kiel-Düsternbrook am Niemannsweg, erste Marine-Garnisonkirche und zentraler Gedenkort der Marinestation der Ostsee, viele Marine-Gedenktafeln; neugotisch; seit 1925 zur zivilen Gemeinde gehörig, um 1960 umgestaltet
- Petruskirche 1905–1909 (ehemalige Marine-Garnisonskirche) in Kiel-Wik
- Kieler Schloss der Schauenburger Grafen, später der Holstein-Gottorfer Herzöge (1721–1773): Westflügel erhalten, Hauptbau nach schweren Kriegszerstörungen 1959 gesprengt und durch modernen Neubau ersetzt, der kulturellen Zwecken dient.
- Warleberger Hof (Stadtmuseum), einziger noch erhaltener Adelshof aus dem Jahre 1616, überhaupt der einzige erhaltene Privatbau von vor 1864 in der Kieler Altstadt und das älteste Haus in Kiel
- Lutherkirche (Kiel) (evang.), Nachfolgebau von 1958 der am 4. April 1945 zerstörten Lutherkirche am Schrevenpark
- Pumpe, ehemaliges Maschinenhaus für die Stadtentwässerung (1929), heute Kommunikations- und Kulturzentrum
- Kreuzgang des ehemaligen Heiliggeistklosters, ältestes Bauwerk der Stadt (Ausstellungen)
- Justizministerium (1892–1894) am Kleinen Kiel
- Landeshaus, ehemalige Marineakademie und heute Sitz des Landtags, direkt an der Förde
- Hörn Campus, bestechend durch extravagante Architektur mit einer in Wellenform geschwungenen und gleichzeitig geneigten Glasfront
- Fernmeldeturm (nicht für die Öffentlichkeit zugänglich)
- Luftschutzbunker in Kiel
- Die Alte Metallgießerei der „Kieler Schiffswerft“ von Georg Howaldt, 1884 an der Schwentine-Mündung von Architekt Heinrich Moldenschardt erbaut, ist das älteste erhaltene Belegstück für die Werftindustrieentwicklung am Ostufer der Kieler Förde. Sie ist 2006 restauriert und im Mai 2007 als Museum eröffnet worden.
- Levensauer Hochbrücken über den Nord-Ostsee-Kanal
- Humboldt-Schule zwischen Knooper Weg, Stadtwerken und Schrevenpark, 1876/77 vom damaligen Kieler Stadtbaumeister Friedrich Wilhelm Schweitzer erbaut
- Universitätskirche (Kiel), 1965 von Eiermannschüler Erhart Kettner und Hermann Weidling erbaut
- Wasserturm Ravensberg
- Kieler Hauptbahnhof
- ehemaliges Arbeitsamt auf dem Wilhelmplatz, 1930 von Willy Hahn und Rudolf Schroeder; wegen der Architektur unter Einfluss des Bauhauses galt es als ein modernes Arbeitsamt seiner Zeit.
- Die Leuchttürme Holtenau und Friedrichsort befinden sich am Westufer an der Förde, der Leuchtturm Kiel steht vor der Küste in der zentralen Kieler Bucht.
- Die Vicelin-Kirche wurde als Notkirche errichtet.

#### Verlorene Bauwerke
- Heiligengeistkirche, 14. Jahrhundert, Ende des 19. Jahrhunderts umgebaut, am 13. Dezember 1943 bei Luftangriff bis auf den Kreuzgang zerstört
- Altes Rathaus, im Kern 14. Jahrhundert, auf dem Marktplatz, am 13. Dezember 1943 bis auf Gewölbereste vernichtet
- Persianische Häuser, Fachwerkhäuser aus dem 17. Jahrhundert vor der Nikolaikirche, am 22. Mai 1944 zerstört
- Schloss, Mittelbau und Ostflügel, Geburtsort des russischen Zaren Peter III., Ruine 1959 gesprengt
- Telemannsches Haus, Haßstraße 1, außergewöhnlich reich verzierter Fachwerkbau des 16. Jahrhunderts, in der Nacht vom 7./8. Mai 1941 zerstört. Reste der geschnitzten Balken befinden sich im Landesmuseum in Schleswig.
- Thaulow-Museum, nach Kriegszerstörungen im Mai 1948 abgerissen
- St.-Jürgen-Kapelle, südlich der Vorstadt, 13. Jahrhundert,[120] 1902 abgerissen und durch die St.-Jürgen-Kirche von 1902 bis 1904 ersetzt. Die im Krieg schwer beschädigte St.-Jürgen-Kirche wurde im Sommer 1954 gesprengt und abgetragen, der zugehörige Friedhof eingeebnet. Die Glocke der St.-Jürgen-Kapelle von 1530 befindet sich im neuen Stadtkloster in der Harmsstraße.
- Alte Universität, Kattenstraße, Bau von Ernst Georg Sonnin, später Museum, 1944 zerstört
- Neue Universität, Schlossgarten, Bau von Martin Gropius, Ruine nach dem Zweiten Weltkrieg abgetragen; nur Teile der Uniklinik sind erhalten.
- Buchwaldscher Hof, größter Kieler Adelshof, Dänische Straße, nach Kriegszerstörung abgerissen
- Marientempel (von 1808) im Düsternbrooker Gehölz, 1944 durch eine Sprengbombe teilweise zerstört und 1948 abgetragen
- Geburtshaus des Dichters Detlev von Liliencron, Herzog-Friedrich-Straße, 1964 dem Bau des Kaufhauses Hertie geopfert; eine Gedenktafel im Übergang zur Shoppingmeile Sophienhof erinnert noch daran.
- Zahlreiche bemerkenswerte Bürgerhäuser des 15.–19. Jahrhunderts wurden bereits während des rasanten Wachstums der Stadt in der Kaiserzeit durch zeittypische Neubauten ersetzt, fast alle übrigen wurden im Zweiten Weltkrieg zerstört.
- U-Boot-Bunker Kilian, 2001 beim Bau des Ostuferhafens überbaut
- Holsatiamühle an der Schwentinemündung, 2008 abgerissen

#### Bedeutende Denkmäler und Plastiken
- Kriegerdenkmal im Schlossgarten, eingeweiht 1879, entworfen von Heinrich Moldenschardt, versehen mit einem Figurenfries des Berliner Bildhauers Rudolf Siemering
- Reiterstandbild Kaiser Wilhelm I., Schlossgarten von Adolf Brütt (1896)
- Schwerttänzerin im Rathaus, obere Rotunde von Adolf Brütt (1896)
- Bronzestatue Bismarck im Hiroshima-Park von Harro Magnussen (1897)
- Schwertträger von Adolf Brütt auf dem Rathausplatz (1912)
- Geistkämpfer an der Nikolaikirche von Ernst Barlach (1928)
- Gefallenen-Ehrenmal der Christian-Albrechts-Universität zu Kiel am Schloßgarten von Gustav August Munzer (1931)
- Statue des Pferdes Meteor, Düsternbrooker Weg, von Hans Kock (1957)
- Relief Bürger bauen eine neue Stadt im Kieler Rathaus von Alwin Blaue und Fritz During (1957)
- Denkmal Werftarbeiter im Prinzengarten von Walter Rössler (1959)
- Skulptur Fünf Erdteile am Stresemannplatz von Bernhard Heiliger (1961)
- Skulptur Der Segler am Ostseekai von Karlheinz Goedtke (1962)
- Skulptur Neunlinge am Rungholtplatz von Ursula Hensel-Krüger (1967)
- Skulptur Hafen 77 gegenüber der Tirpitzmole (seit 2021 Gorch-Fock-Mole[121]), Felix Fehlmann (1977)
- Plastik Asmus Bremer auf dem gleichnamigen Platz im Stadtzentrum von Frauke Wehberg (1982)
- Statue Zeitungsjunge der Kieler Nachrichten von Frauke Wehberg (1982)
- Gedenkstein an das Arbeitserziehungslager Nordmark (1985)
- Denkmal Wik von Hans-Jürgen Breuste (1982) im Ratsdienergarten erinnert an den Kieler Matrosenaufstand
- Vinetabrunnen auf dem gleichnamigen Platz mit der Bronzeplastik Tanzpaar von Hans Kock im Stadtteil Gaarden (1987)
- Mahnmal für die zerstörte Synagoge Goethestraße von Doris Waschk-Balz (1989)
- Edelstahlskulptur Seewind, Kaistraße am Neuen Rathaus, von Denninghoff und Matschinsky (1989)
- Skulptur Adam und Eva am Germaniahafen, Bjørn Nørgaard (1989)
- Guter Hausgeist von Tauno Kangro am Opernhaus (2002)
- Bronzeplastik des Stadtgründers Adolf IV. von Schauenburg und Holstein vor dem Klostergarten von Karl-Henning Seemann (2005)
- In Kiel gibt es 268 Stolpersteine zur Erinnerung an Opfer des Nationalsozialismus, siehe Liste der Stolpersteine in Kiel.

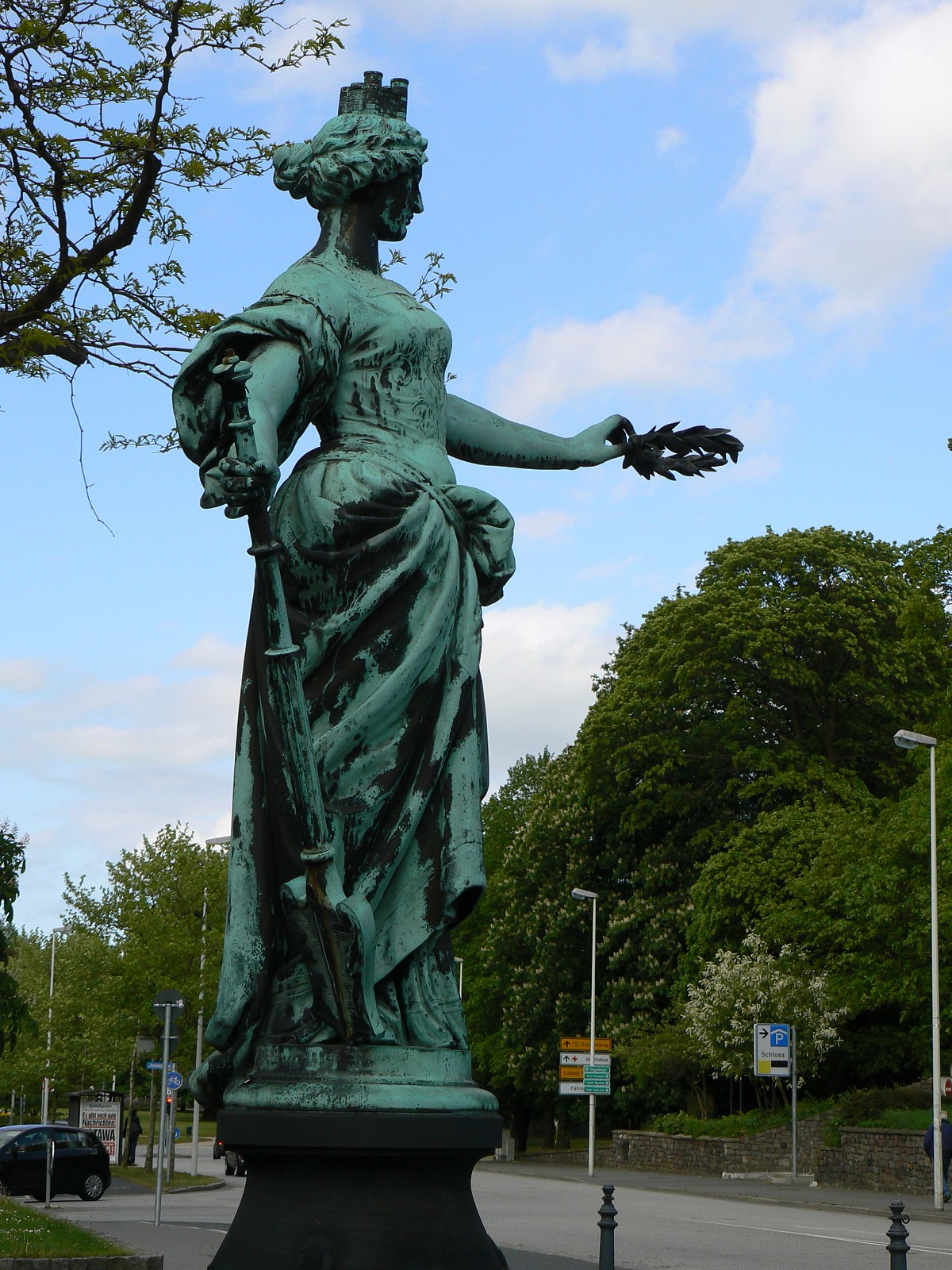
Bronzeplastik Kilia, Stadtgöttin, (E. Lürssen, 1889)
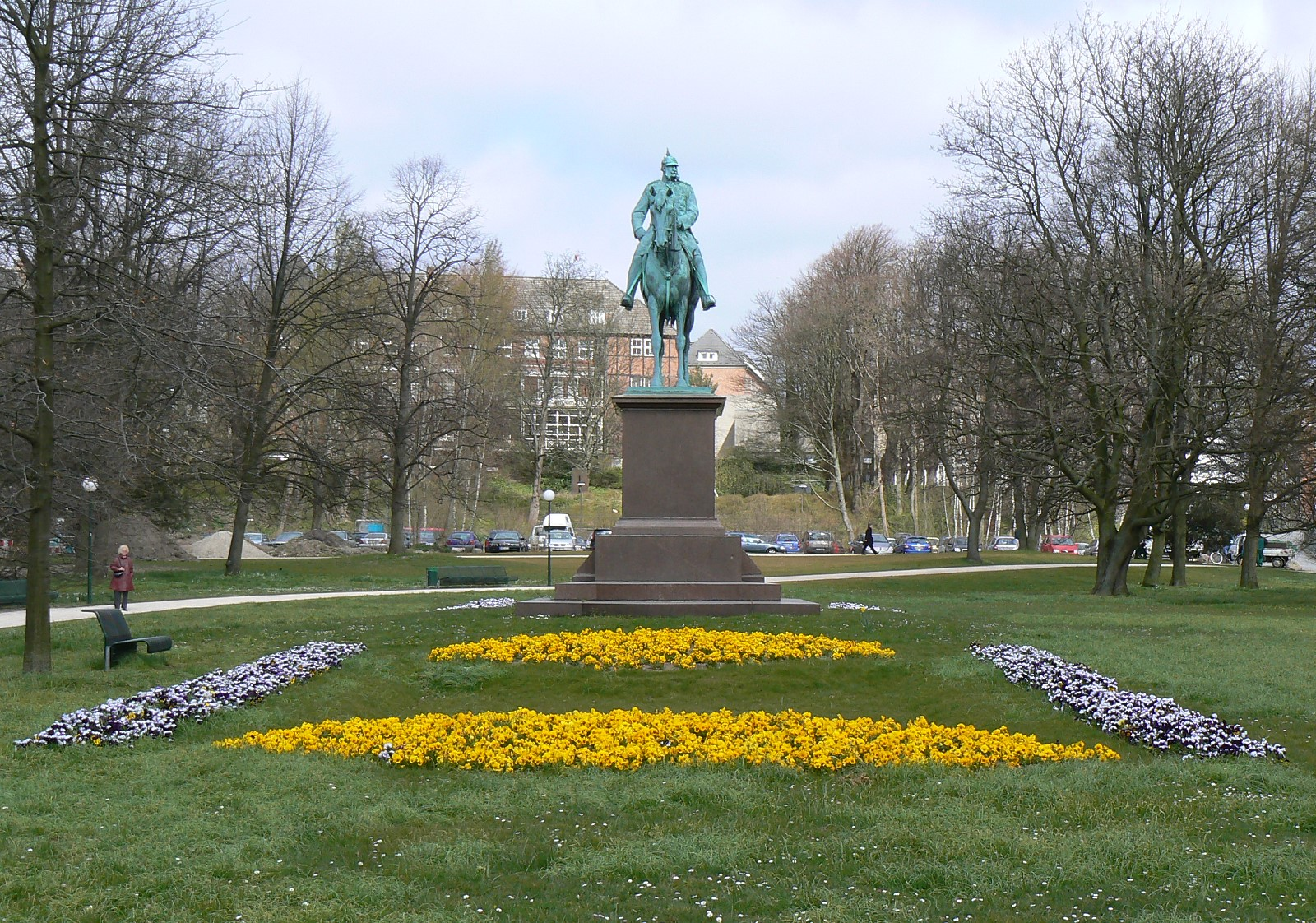
Reiterdenkmal für Wilhelm I. im Schlossgarten (Adolf Brütt, Enthüllung 1896)
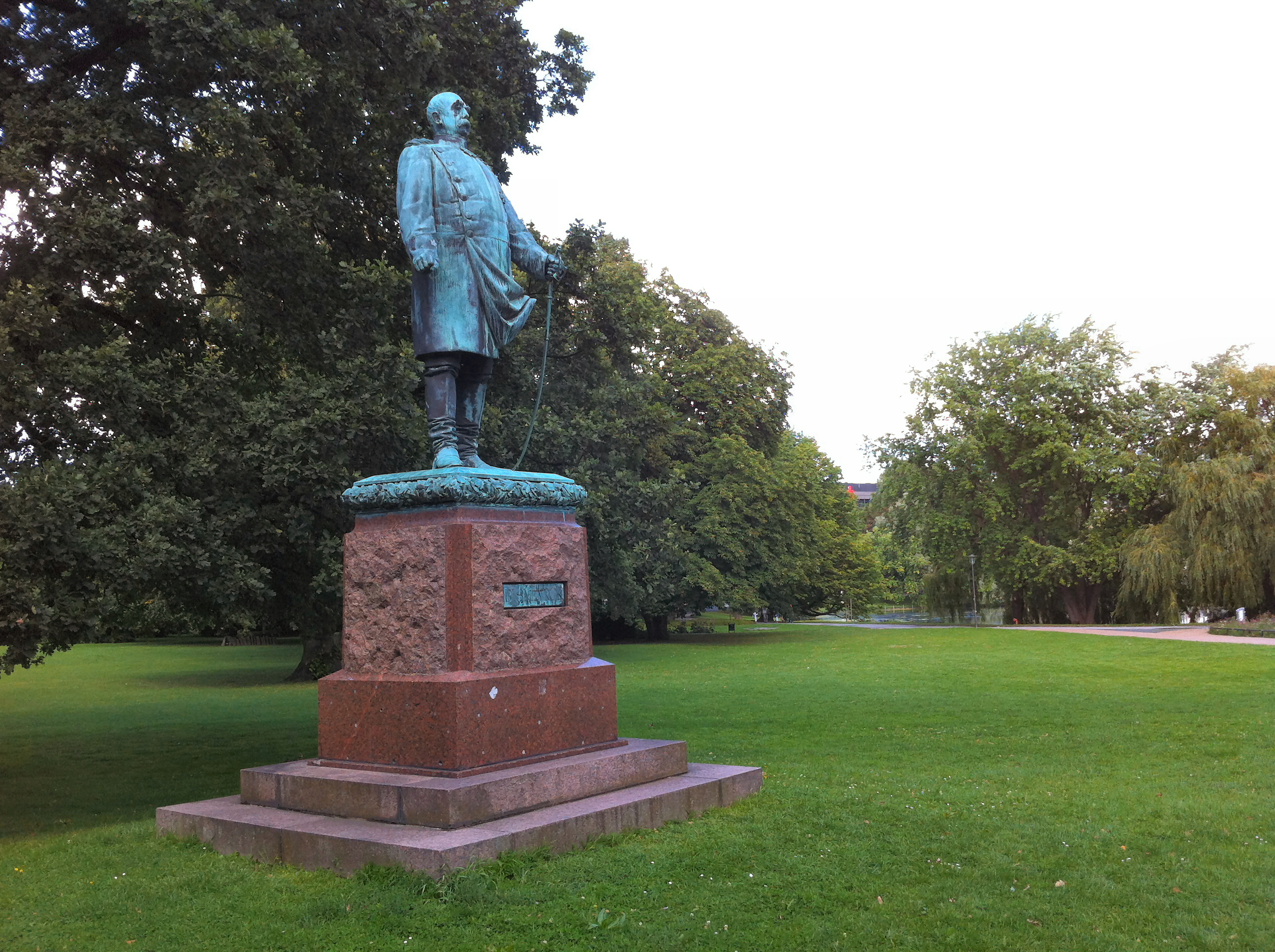
Bismarck-Denkmal im Hiroshima-Park (Harro, Magnussen, 1897)
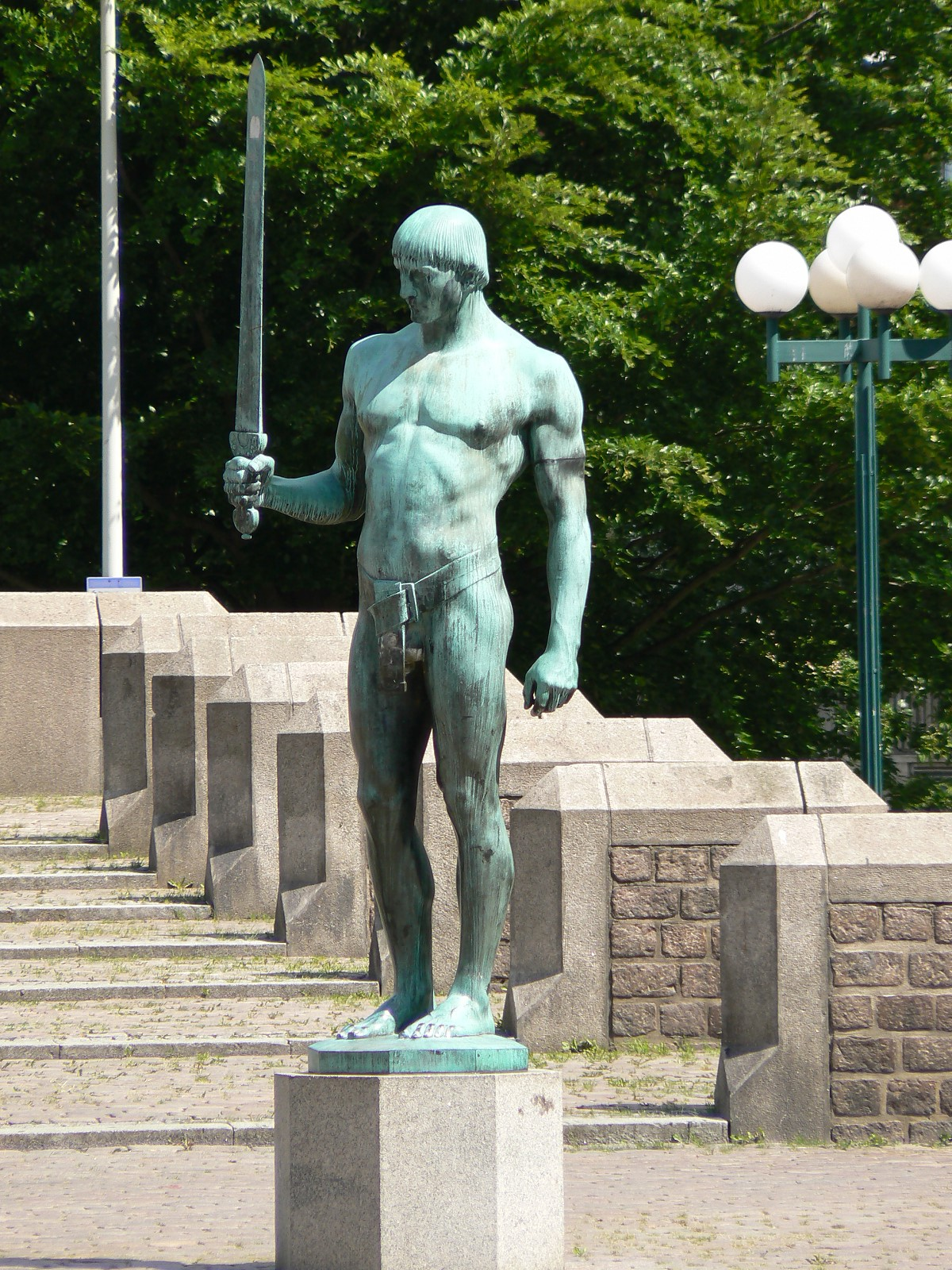
Bronzeplastik Schwertträger auf dem Rathausplatz, (Adolf Brütt, Enthüllung 1912)
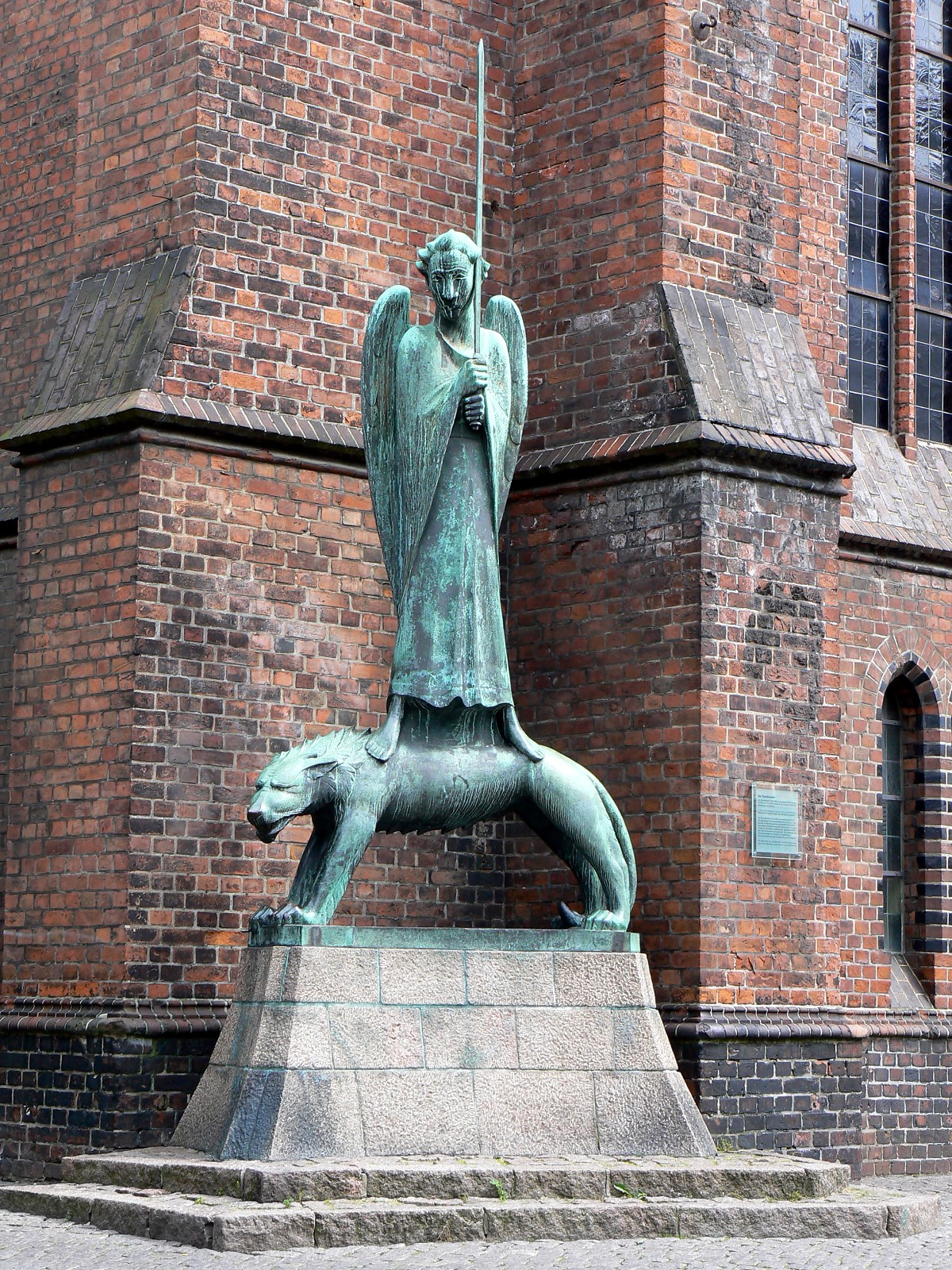
Bronzeplastik Geistkämpfer an der Nikolaikirche, (Ernst Barlach, 1928)
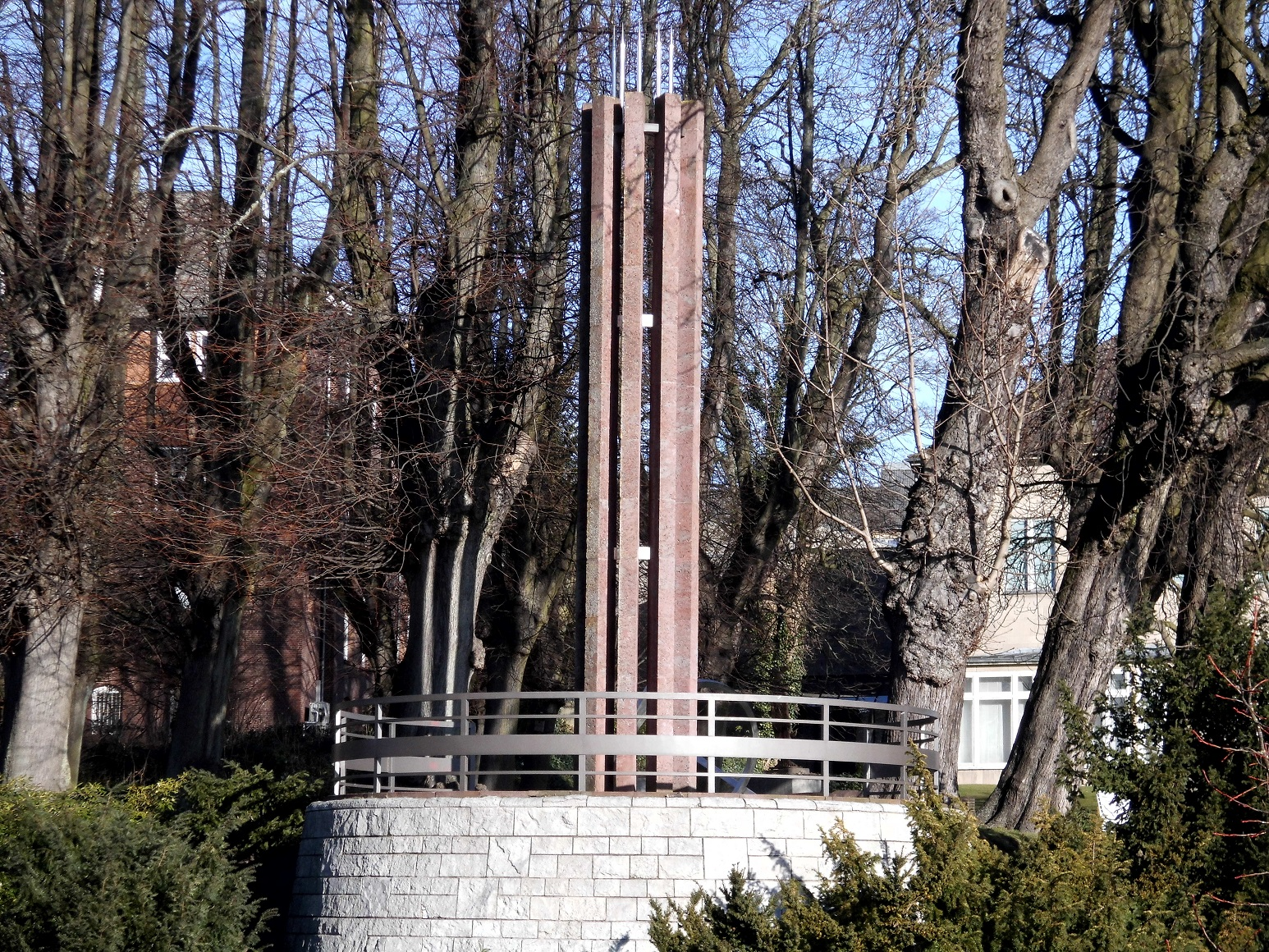
Gefallenen-Ehrenmal der CAU am Schloßgarten (Gustav August Munzer)
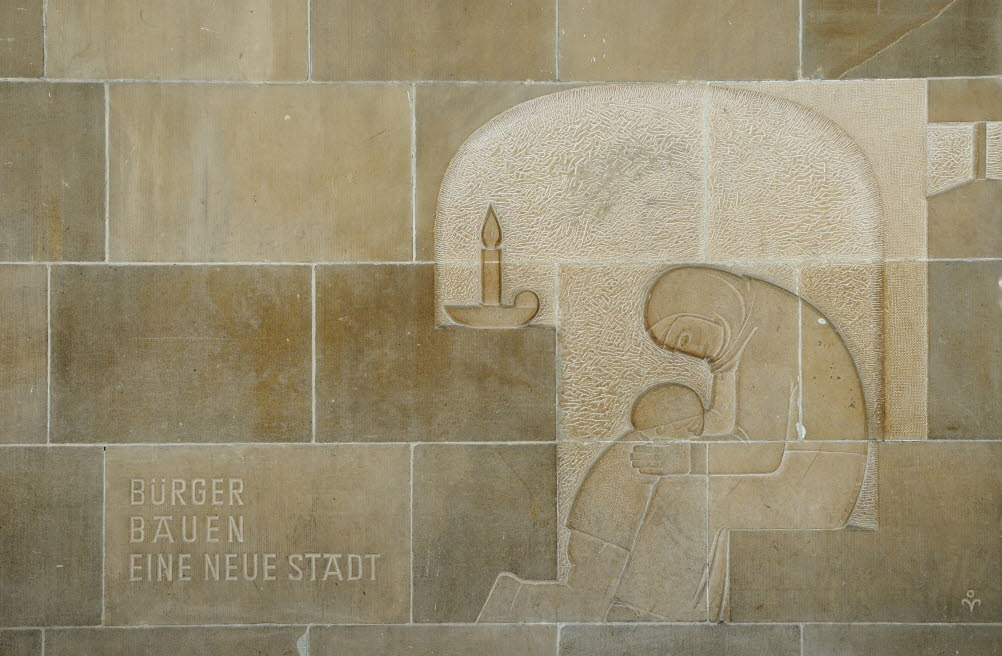
Relief im Kieler Rathaus (Alwin Blaue und Fritz During, 1957)
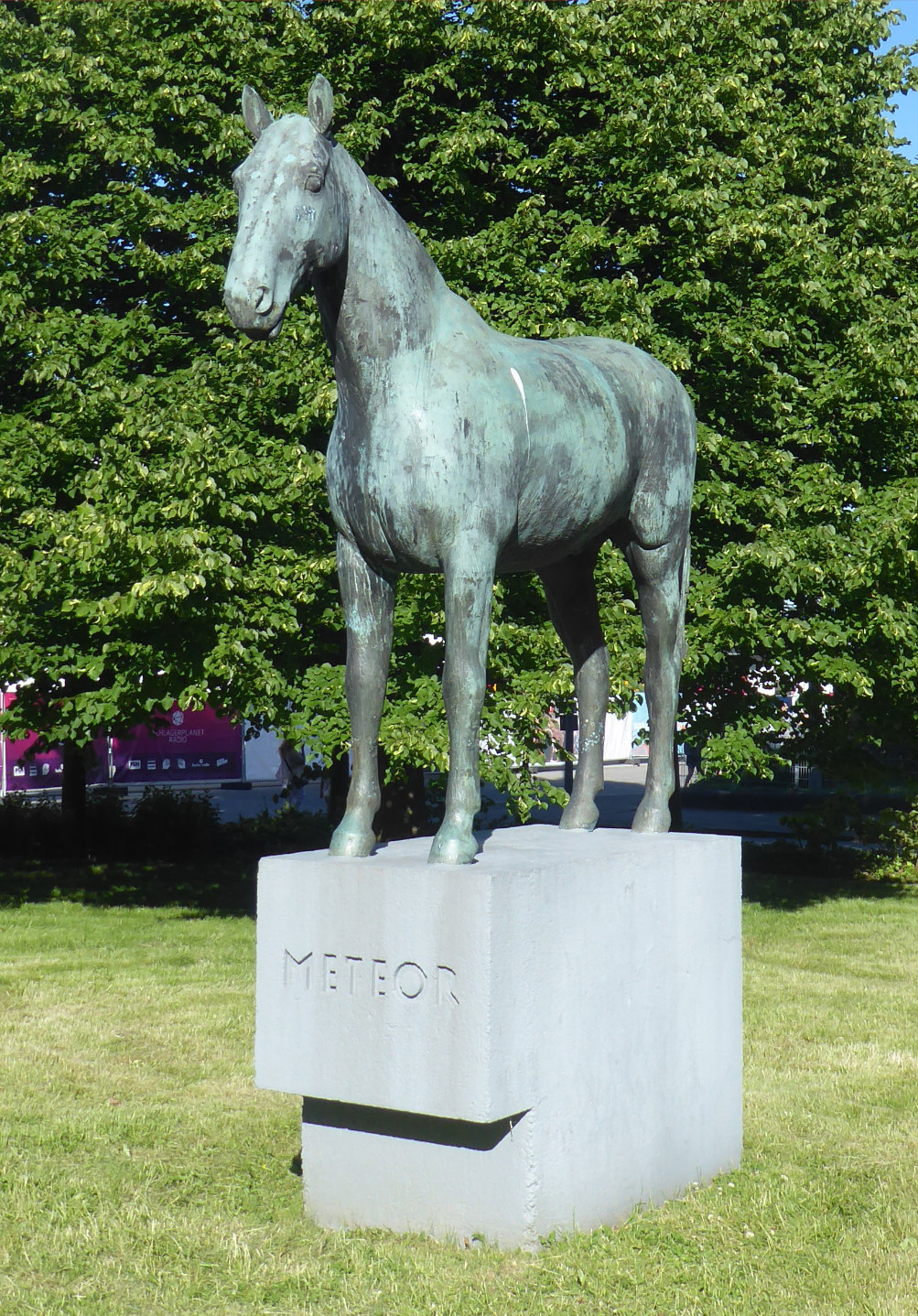
Statue des Pferdes Meteor vor der Staatskanzlei (Hans Kock, 1957)
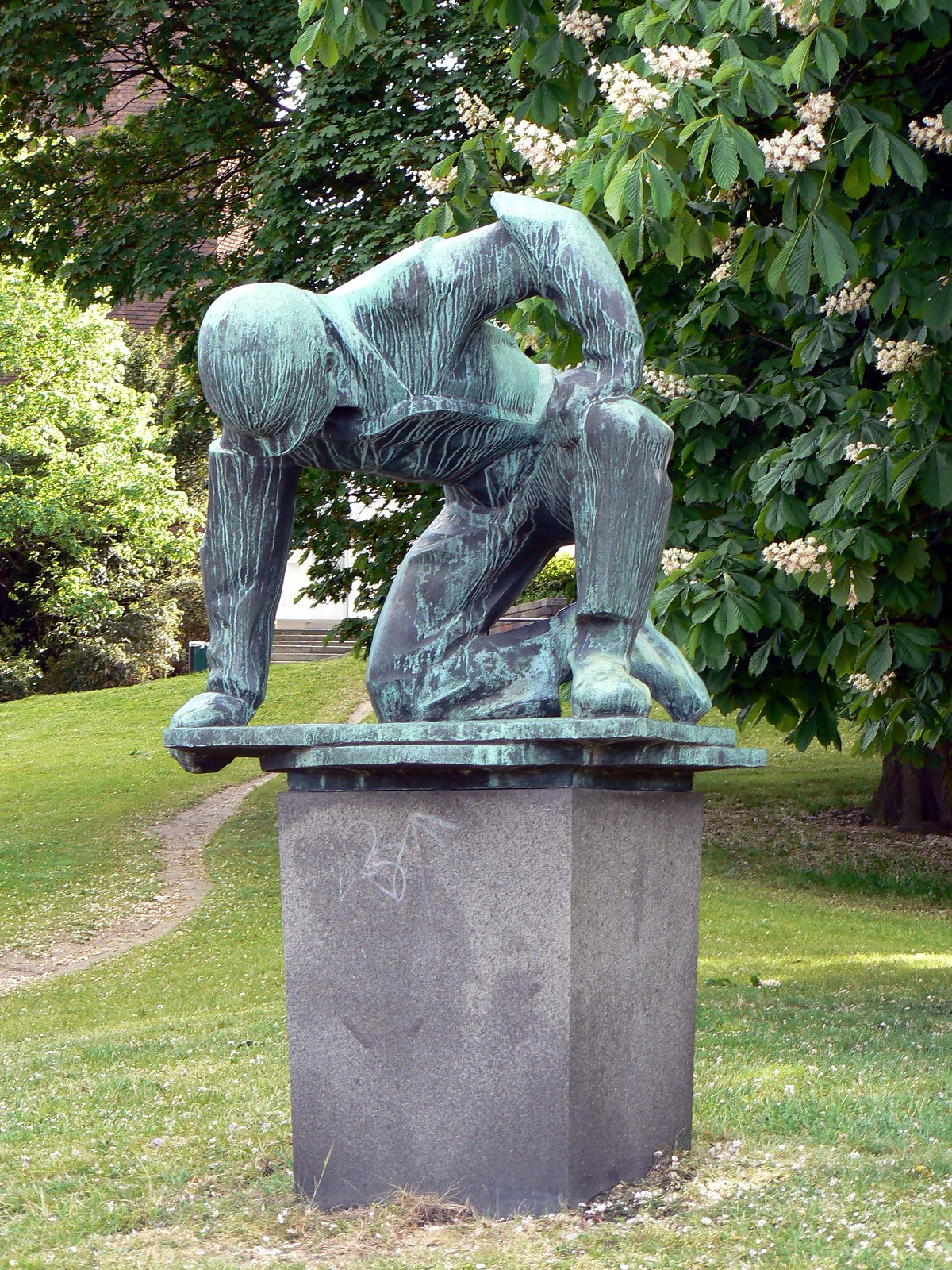
Denkmal Weftarbeiter im Prinzengarten (Walter Rössler, 1959)
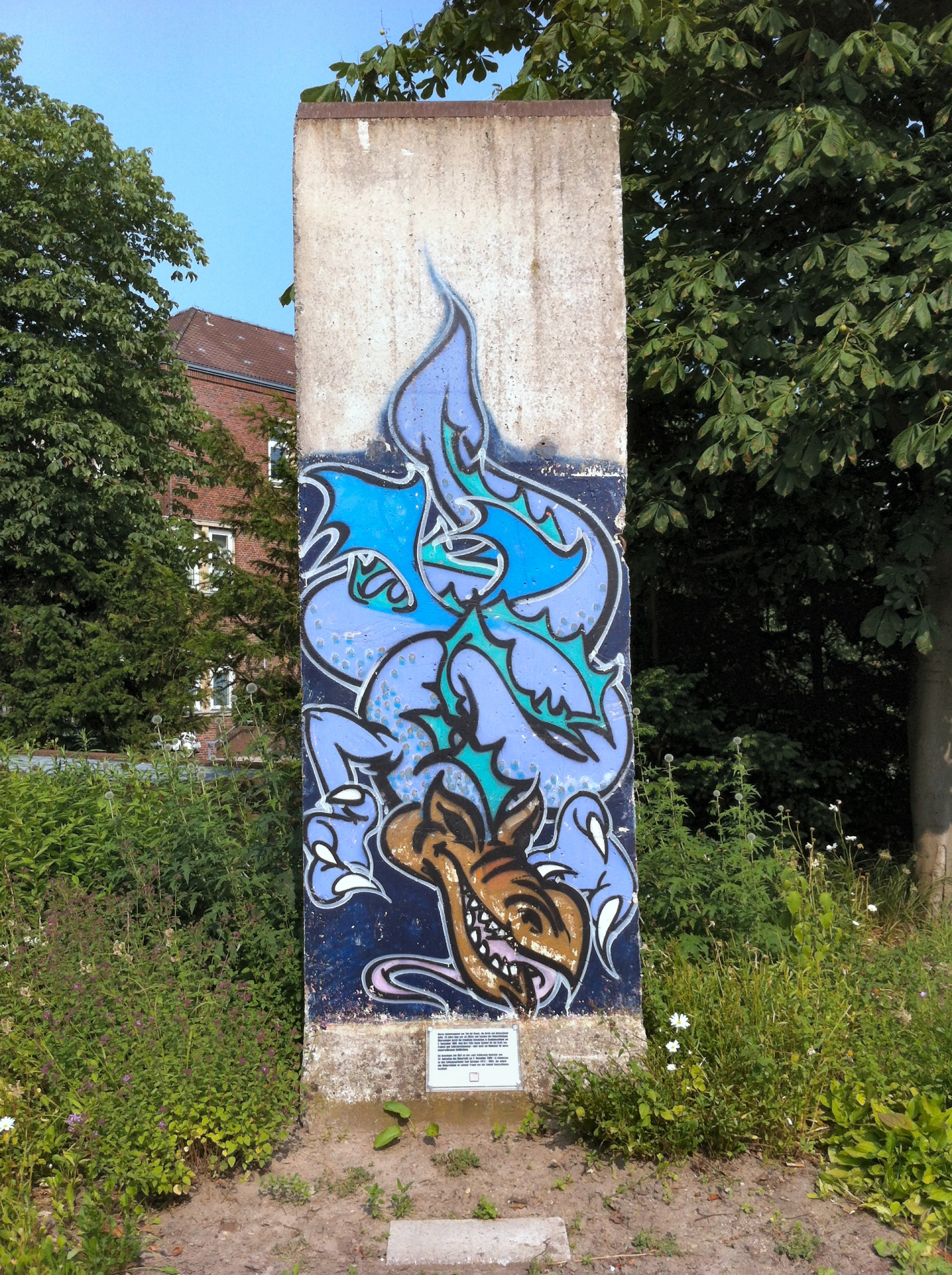
Teil der Berliner Mauer vor dem Landeshaus (1961)
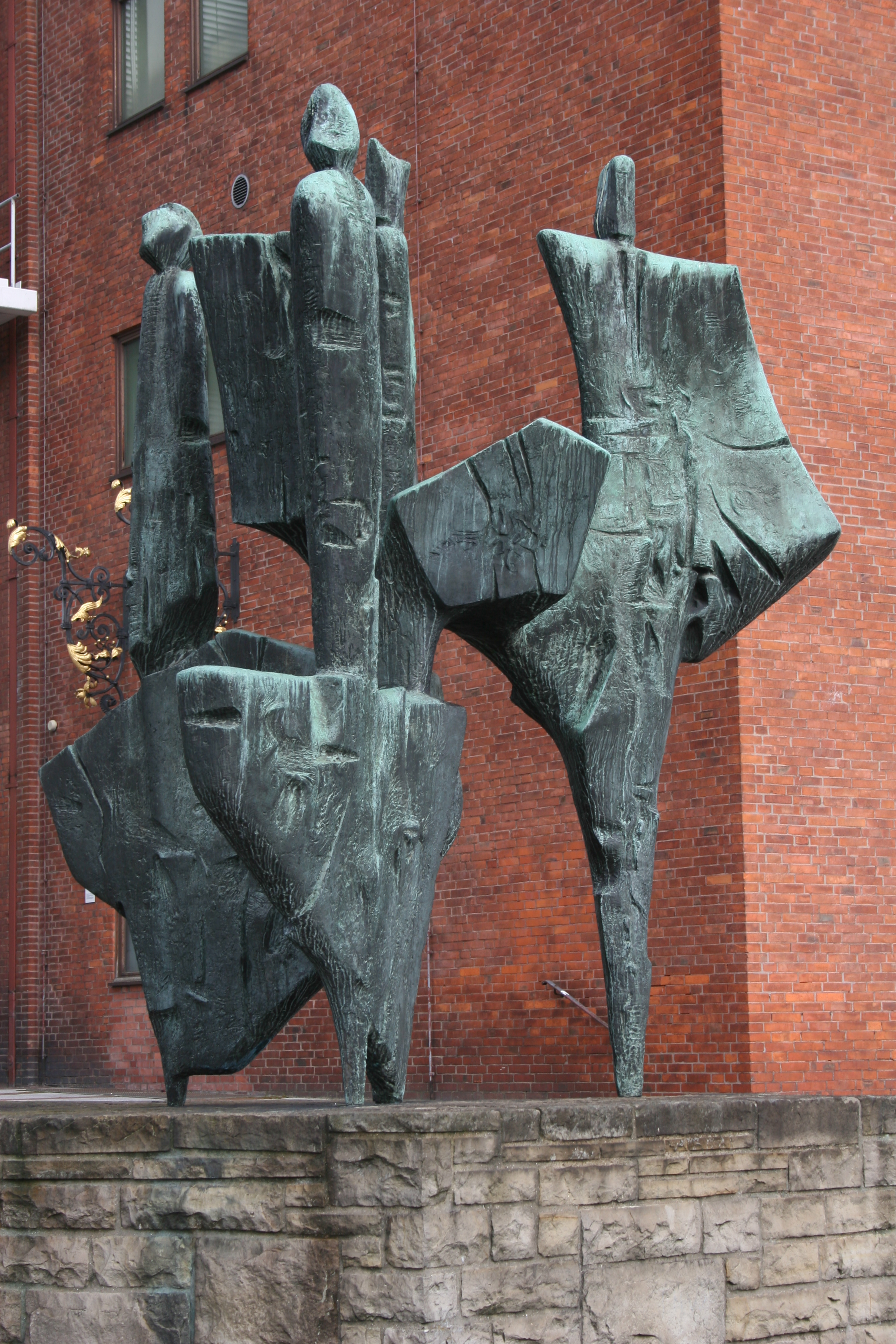
Skulptur Fünf Erdteile (Bernhard Heiliger, 1961)
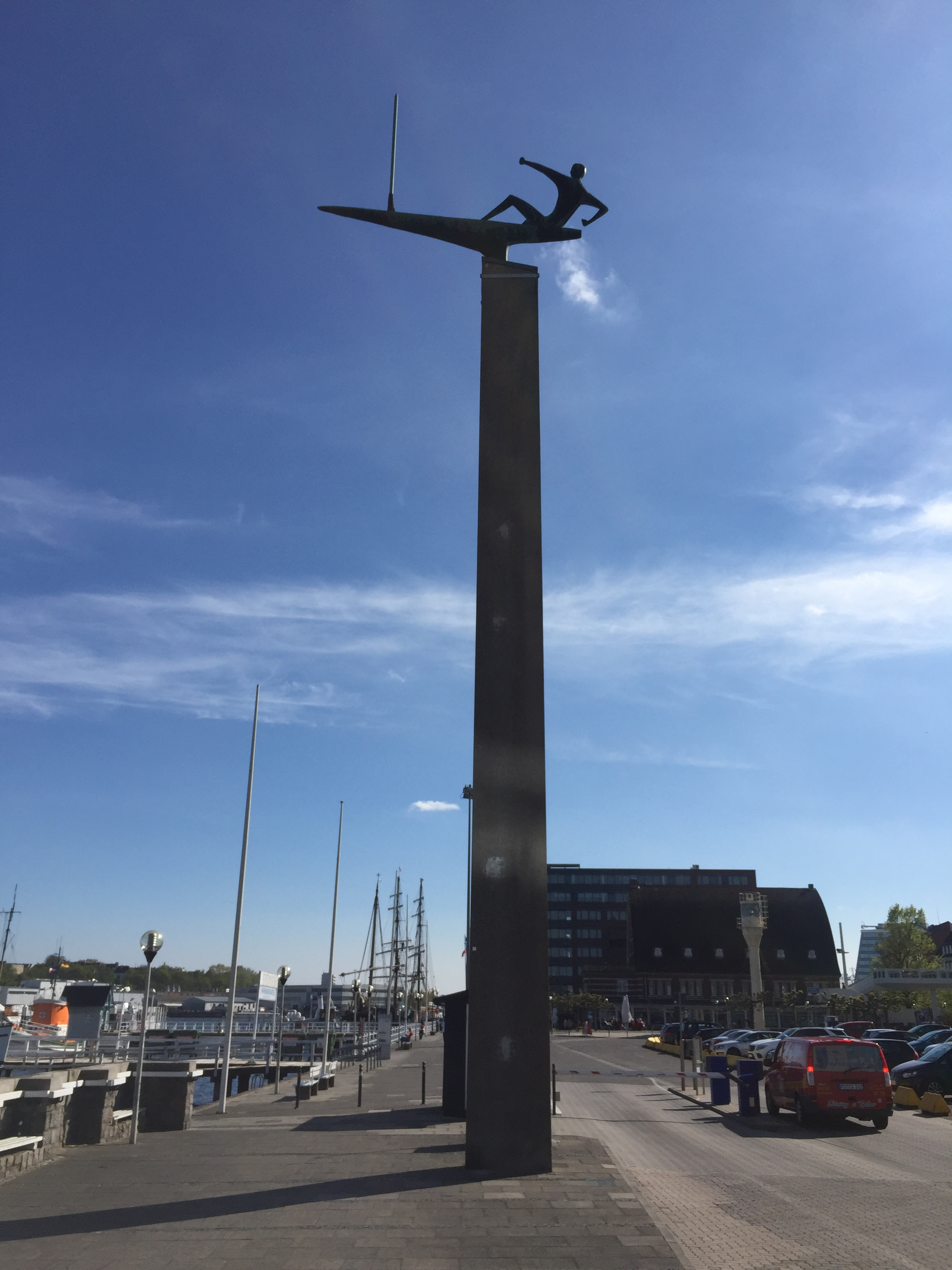
Skulptur Der Segler (Karlheinz Goedtke, 1962)
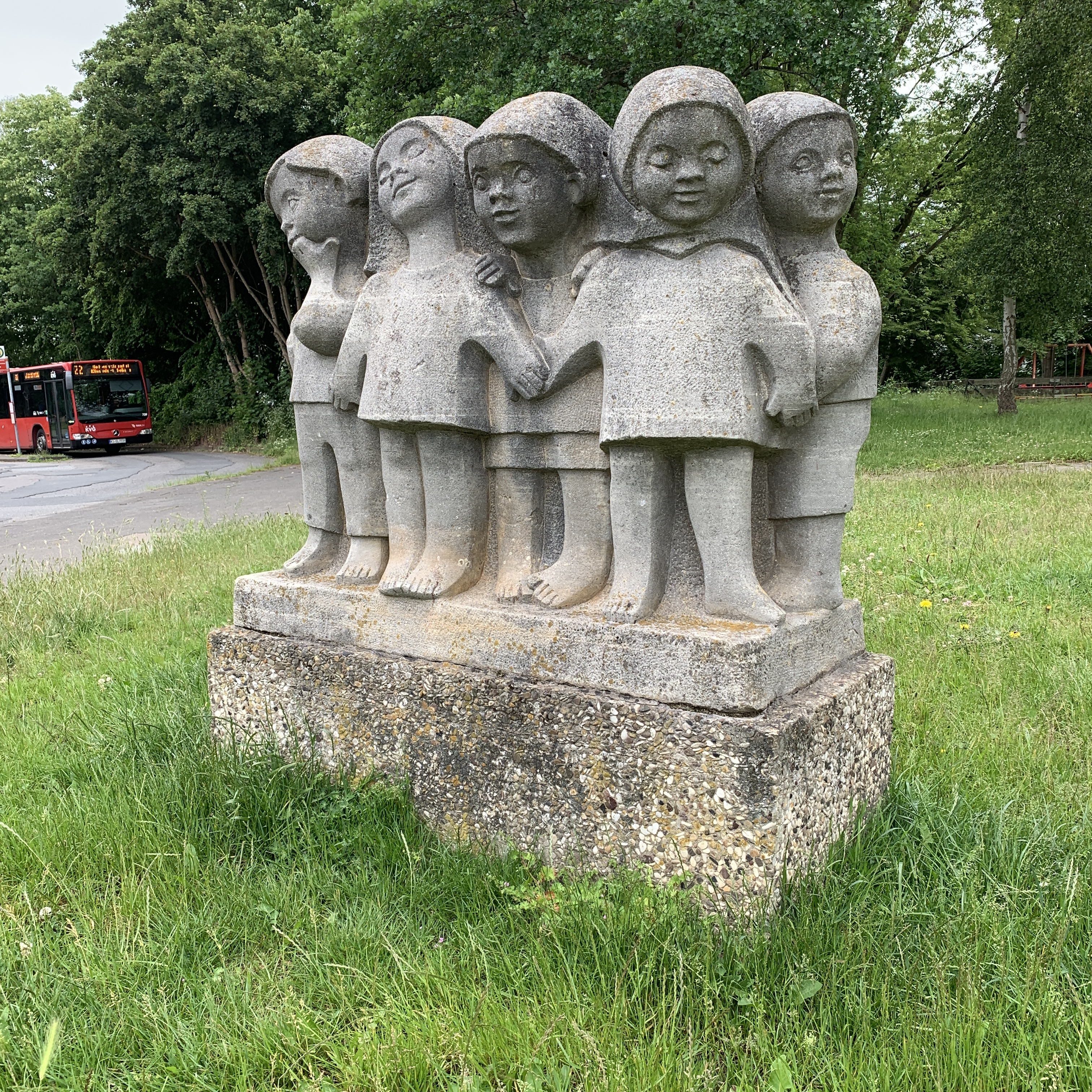
Skulptur Neunlinge bzw. UNICEF in Kiel-Suchsdorf (Ursula Hensel-Krüger, 1967)
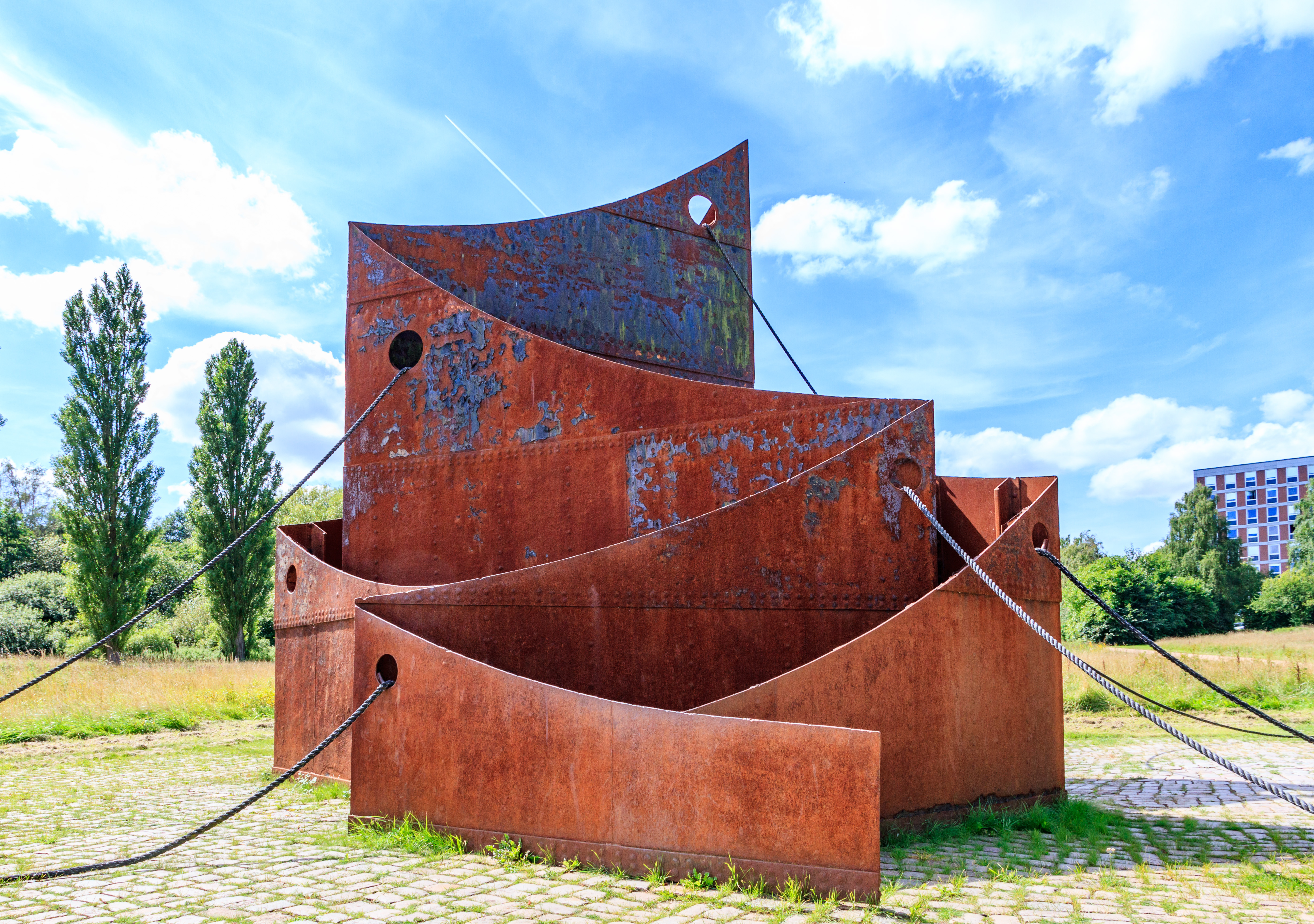
Skulptur Hafen 77 (Felix Fehlmann, 1977)
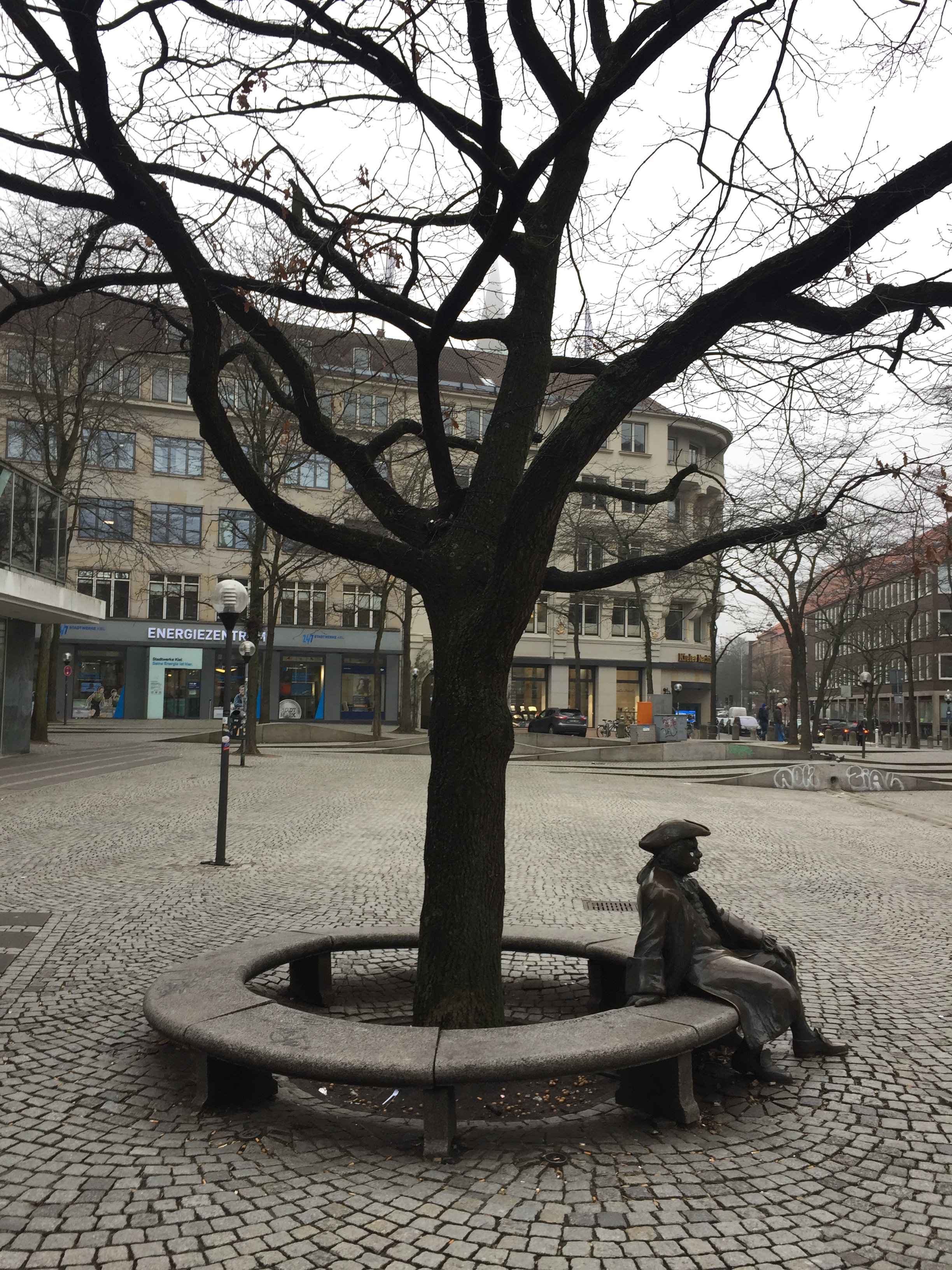
Asmus-Bremer-Plastik (Frauke Wehberg, 1986) auf dem gleichnamigen Platz
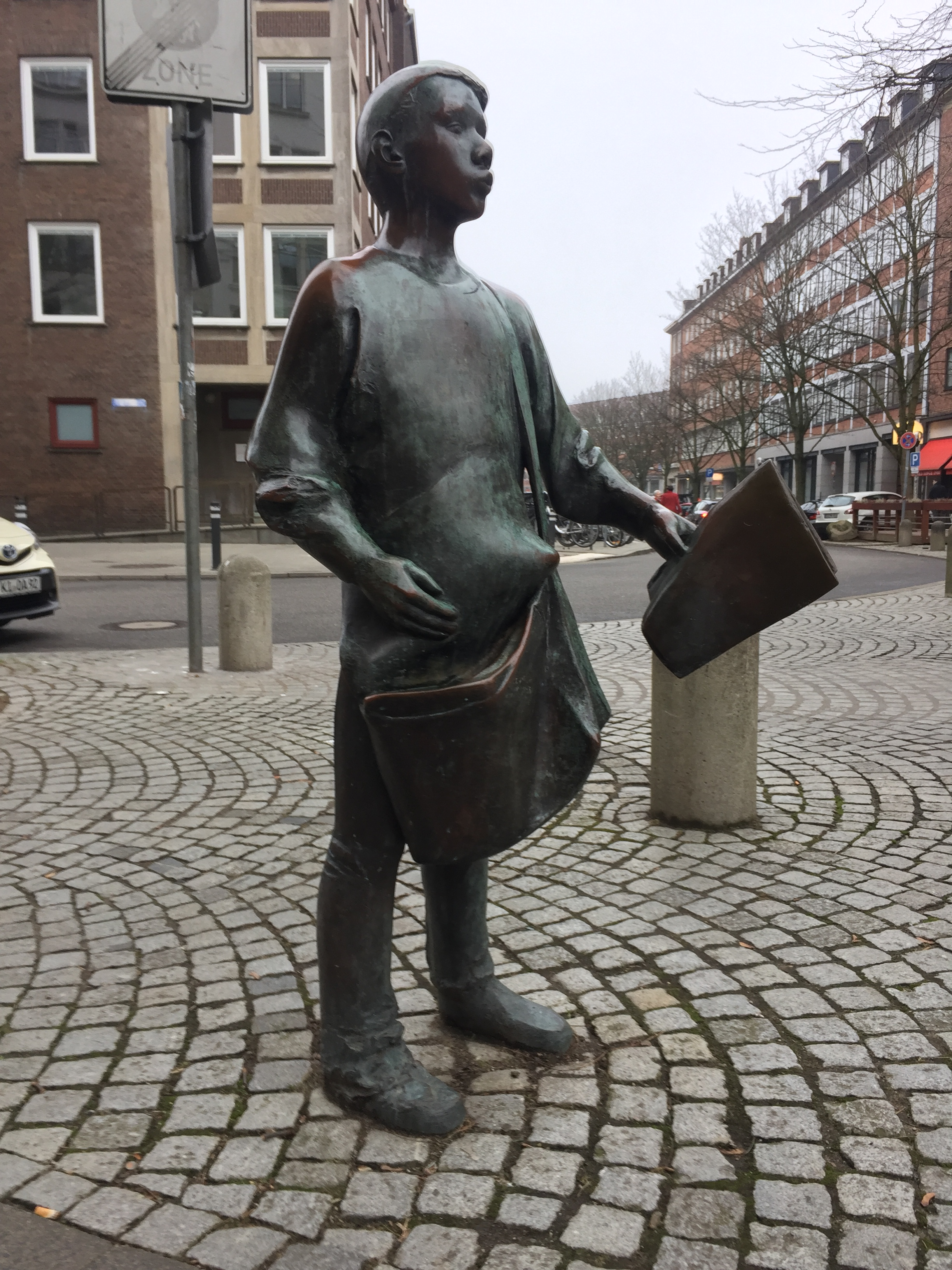
Zeitungsjunge der Kieler Nachrichten (Frauke Wehberg, 1982)
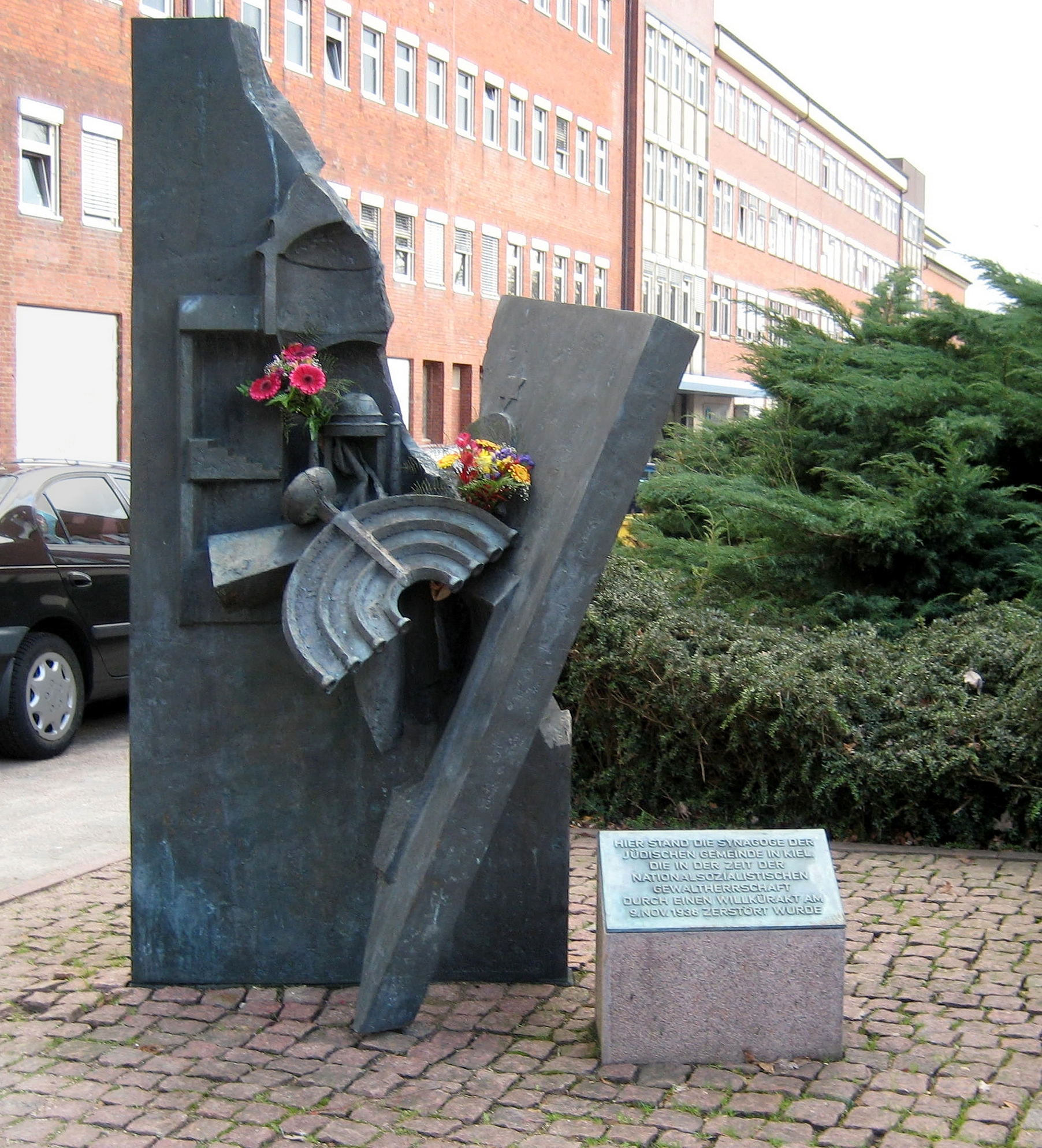
Mahnmal für die zerstörte Synagoge Goethestraße (Doris Waschk-Balz, 1989)
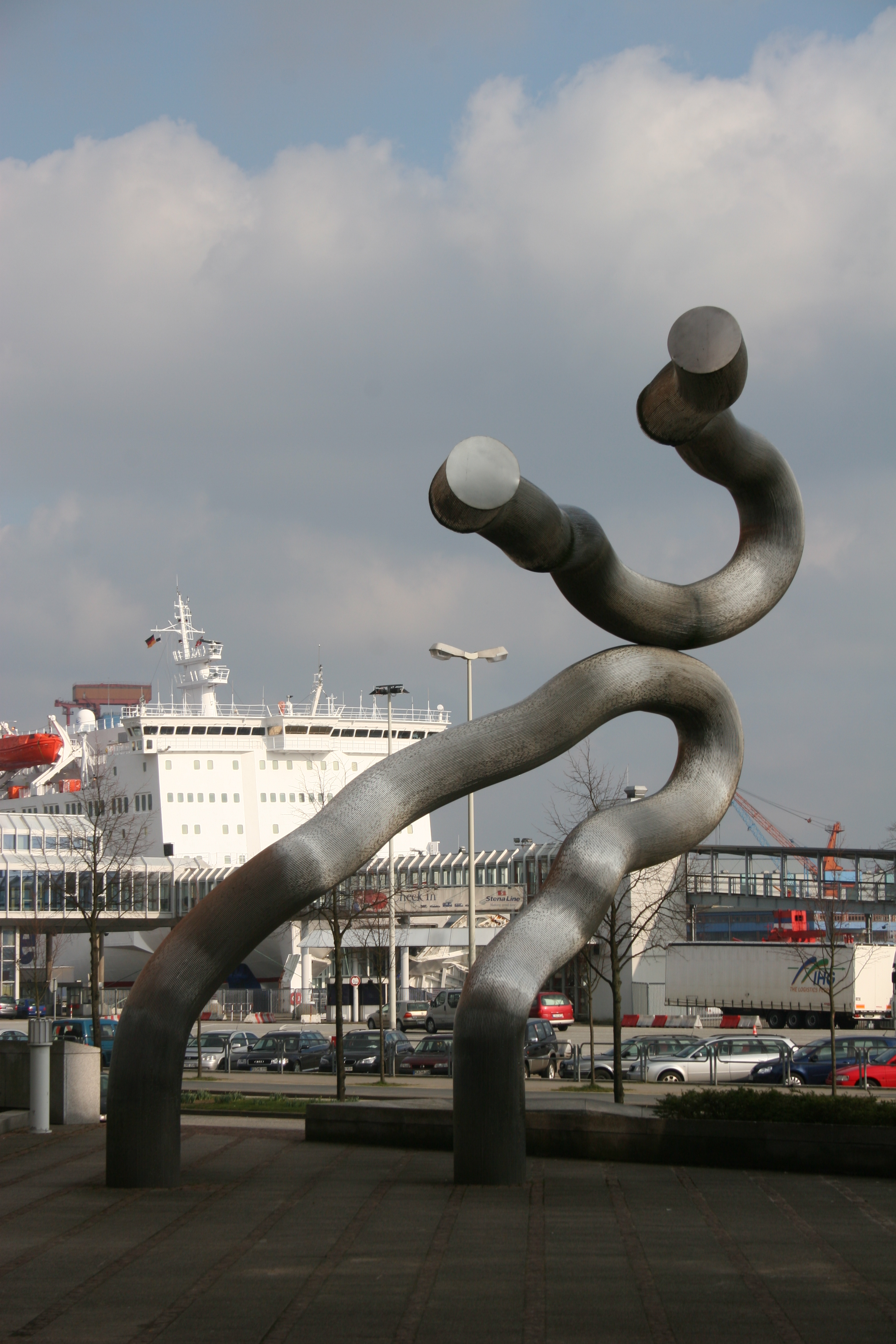
Edelstahlskulptur Seewind, Kaistraße am Neuen Rathaus (Denninghoff und Matschinsky, 1989)
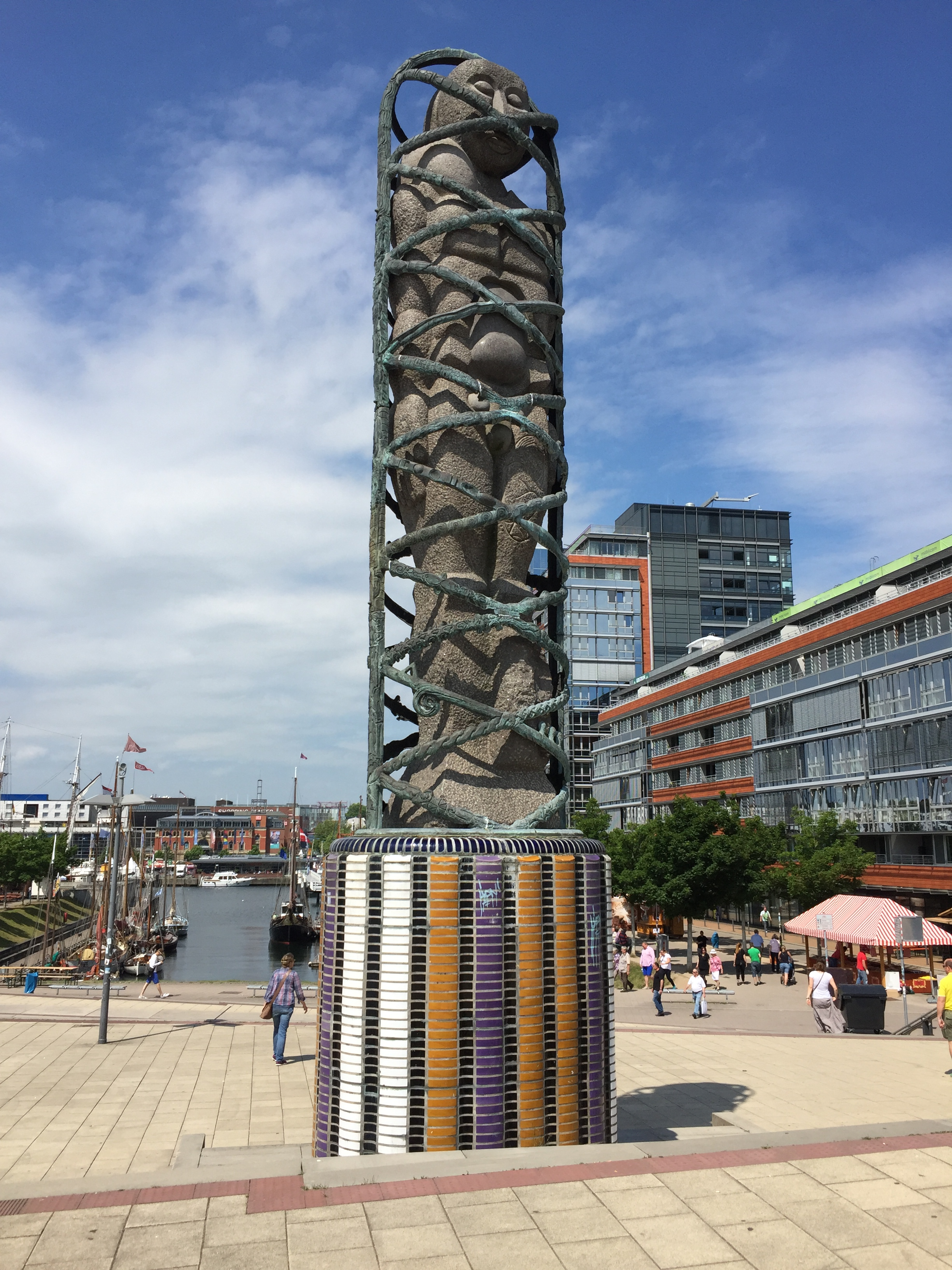
Adam und Eva am Germaniahafen (Bjørn Nørgaard, 1989)
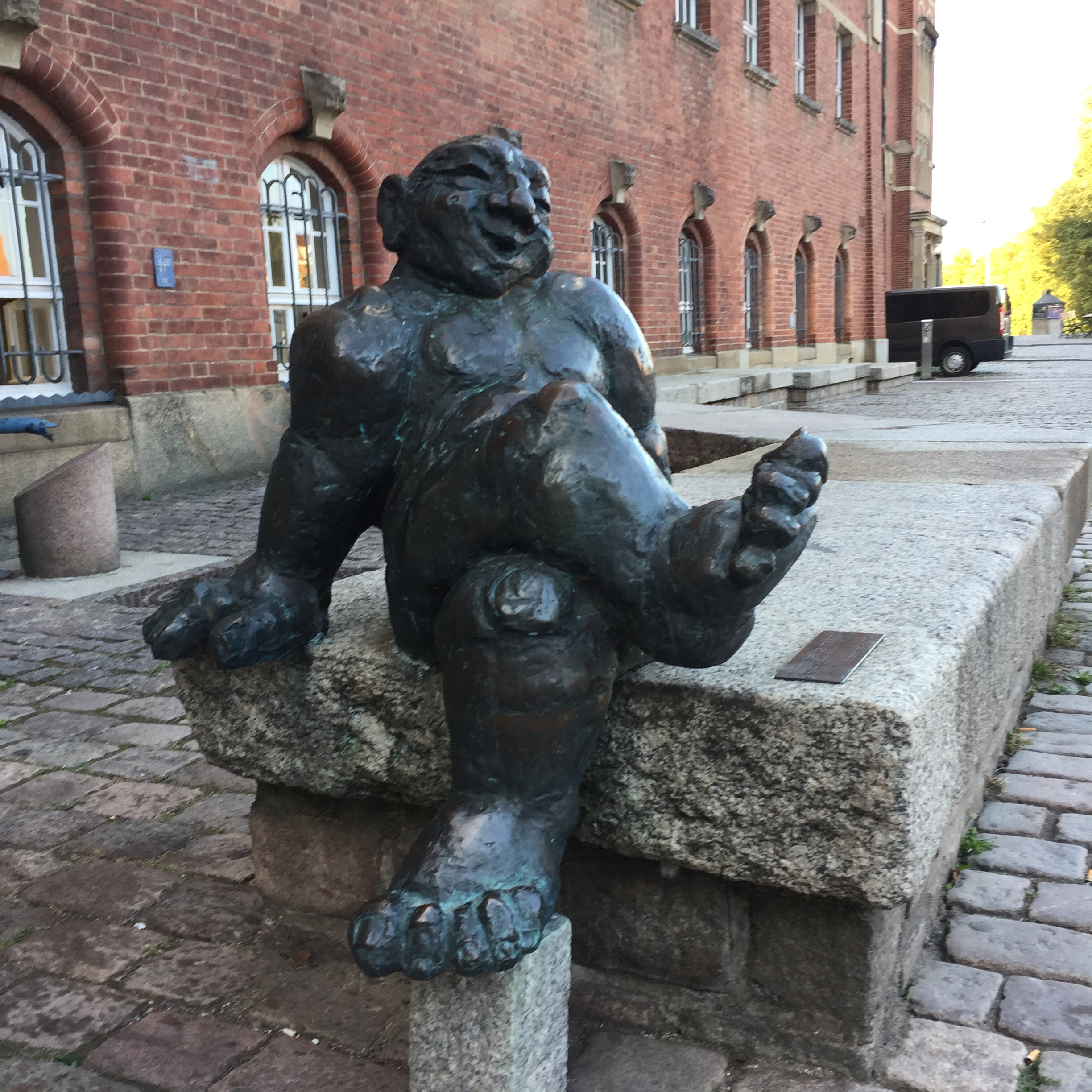
Skulptur Guter Hausgeist am Opernhaus (Tauno Kangro, 2002)
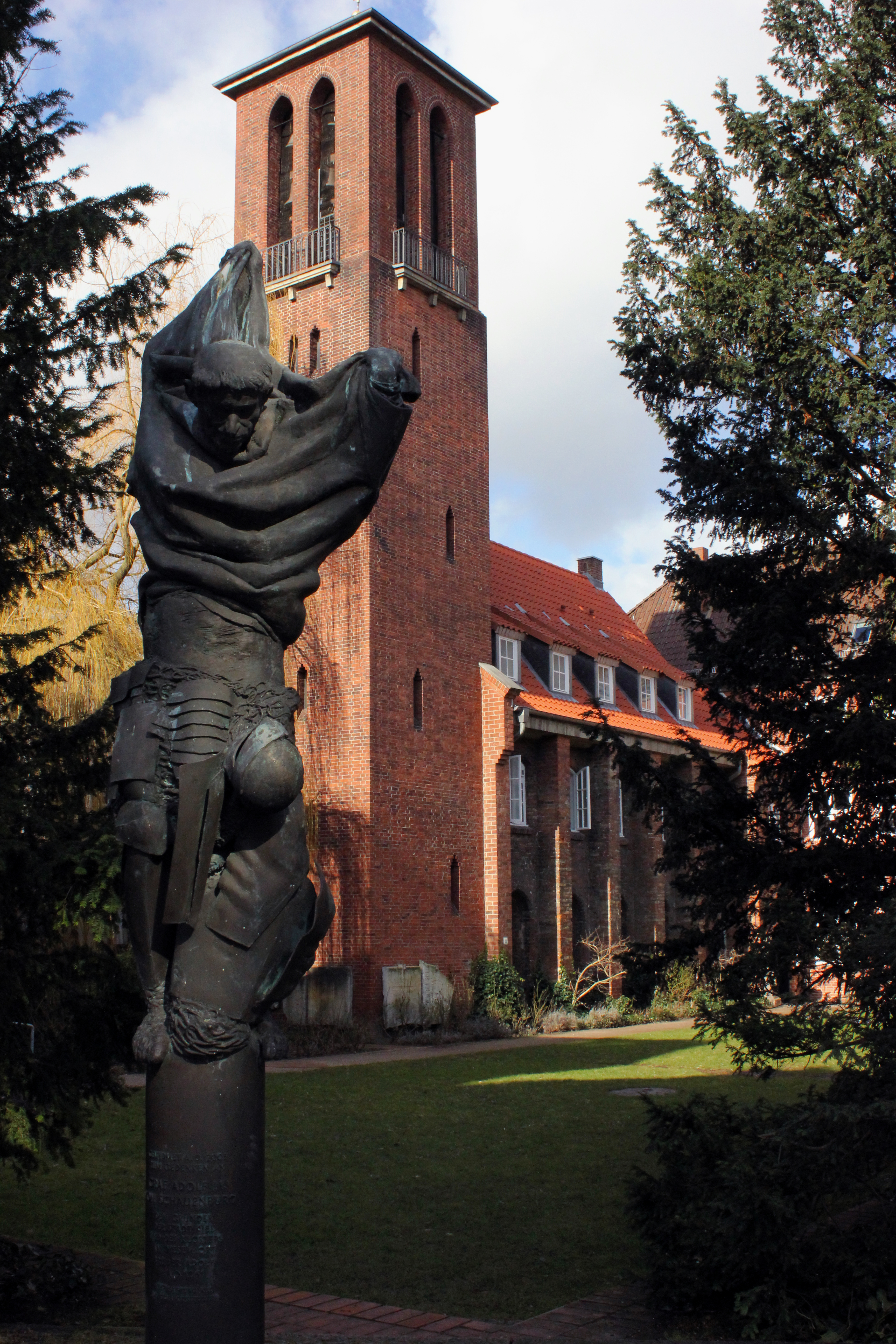
Bronze Graf Adolf IV. von Schauenburg vor dem Kieler Kloster (Karl-Henning Seemann, 2005)

### Sport

#### Handball

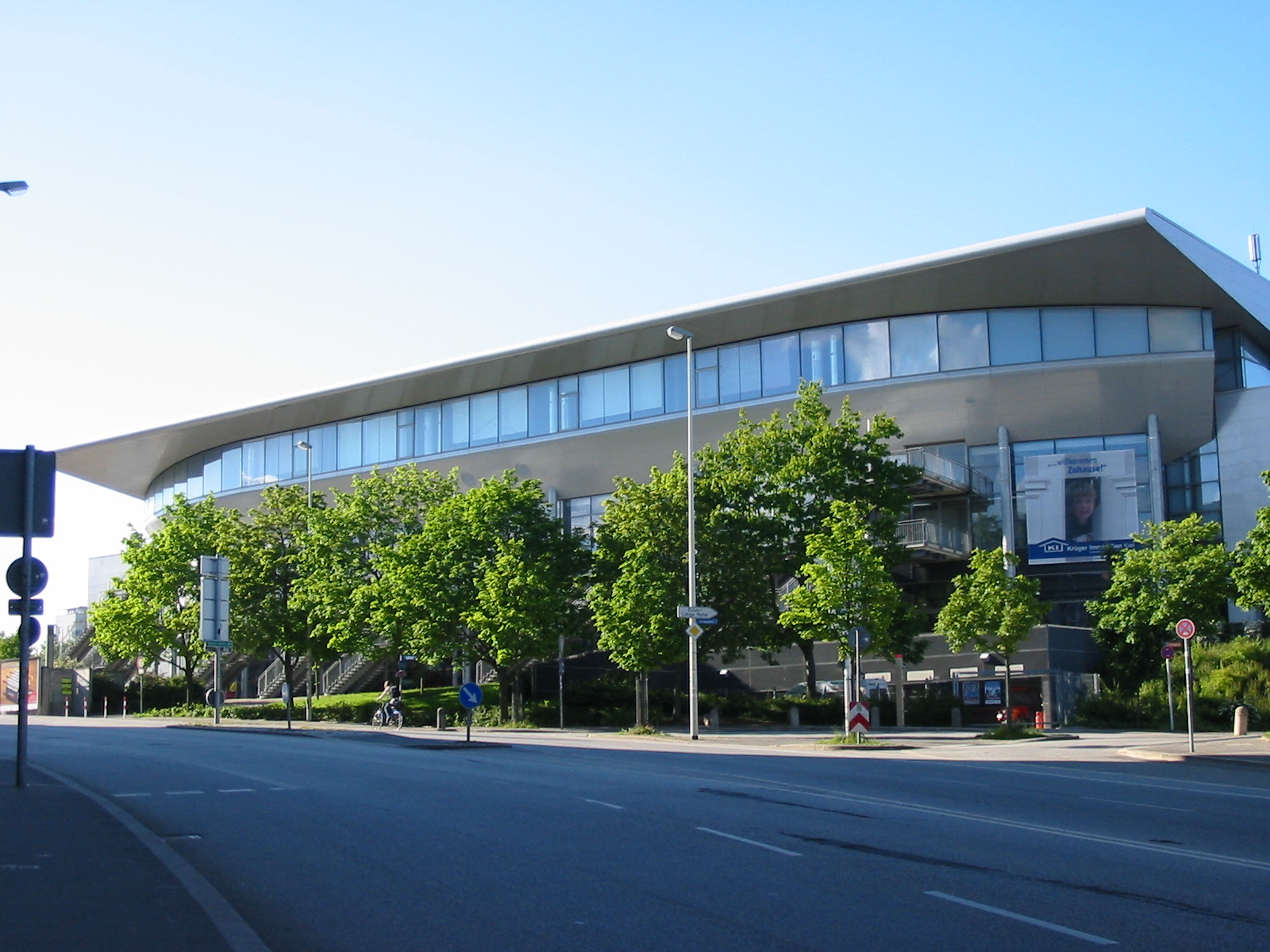
Die Wunderino Arena ist die Heimspielstätte des THW Kiel

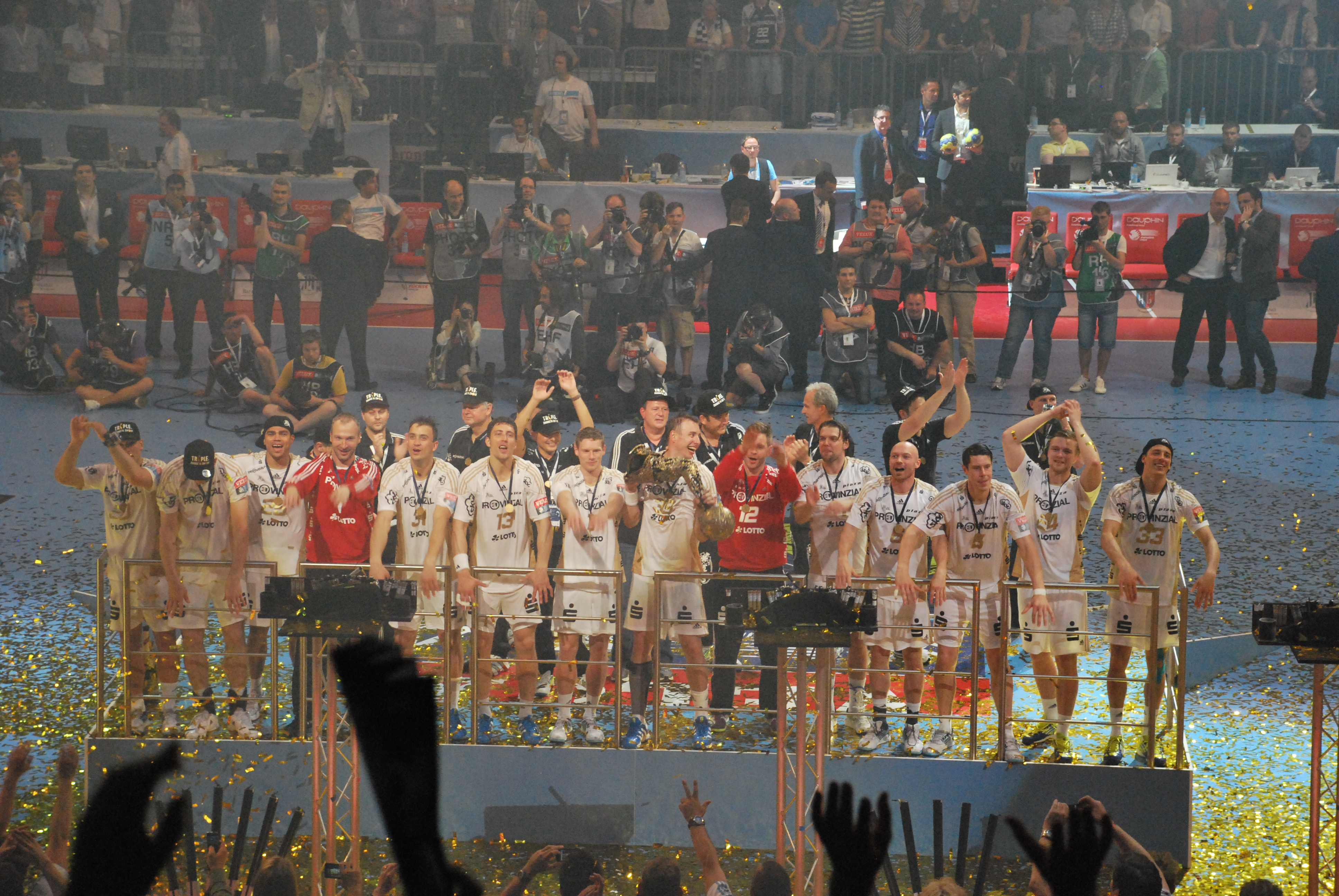
Der THW Kiel bei der Siegerehrung der EHF Champions League 2011/12

Kiel ist eine Hochburg des Profi-Handballs. Bekanntestes sportliches Aushängeschild der Stadt ist der deutsche Rekordmeister THW Kiel, der eine Reihe von nationalen und internationalen Meistertiteln vorweisen kann: Bis 2023 hatte man 23 deutsche Meistertitel, zwölf Pokalsiege und vier Siege in der EHF Champions League errungen.

StreetArt "Fördestadt" mit Holstein Kiel-Logo, Ort: Elendsredder/Ecke Projensdorfer Straße

Die Heimspielstätte des THW Kiels ist seit Jahrzehnten die Wunderino Arena (ehemals Ostseehalle), eine der größten Veranstaltungshallen Deutschlands.

#### Fußball

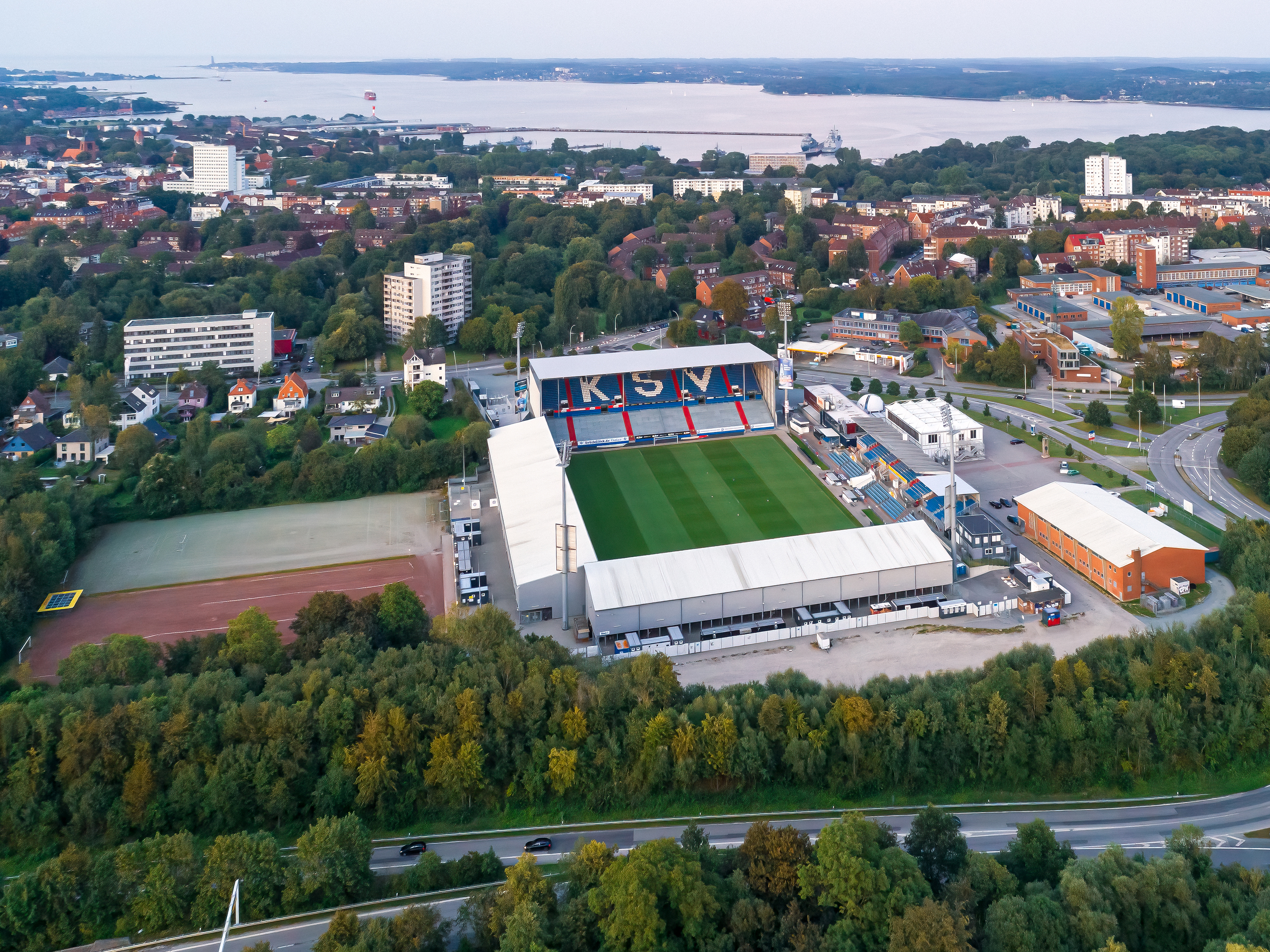
Das Holstein-Stadion ist die Heimatspielstätte der KSV Holstein

Der bekannteste und erfolgreichste Kieler Fußballverein ist Holstein Kiel. Der Traditionsverein, der 1912 als erster norddeutscher Verein die deutsche Fußballmeisterschaft gewann, trägt seit 1911 seine Begegnungen im derzeit 15.034 Zuschauer fassenden Holstein-Stadion aus. Die Spielstätte gehört zu den ältesten und traditionsreichsten Spielstätten in Deutschland. Der Verein, der im Volksmund auch die Störche genannt wird, stieg zur Saison 2024/25 erstmals in die Fußball-Bundesliga auf. Die größten Erfolge in der Vereinsgeschichte sind der Gewinn der deutschen Meisterschaft 1912, das Erreichen zweier deutscher Vizemeisterschaften 1910 und 1930 sowie der Einzug in das Halbfinale des DFB-Pokals 1941 und 2021. Auf regionaler norddeutscher Ebene errang der Verein über dreißig Titel. Für den DFB-Pokal qualifizierte sich der Verein über dreißigmal und erreichte dabei sechsmal das Achtelfinale, zweimal das Viertelfinale und zweimal das Halbfinale.
Weitere Kieler Fußballvereine, die ab der Saison 1947/48 mindestens viertklassig oder höher gespielt haben, sind in alphabetischer Reihenfolge:

FC Kilia Kiel, NDTSV Holsatia Kiel, Polizei SV Kiel, SC Comet Kiel, SV Ellerbek, SV Friedrichsort, TSV Schilksee, TuS Gaarden/FSV Borussia Kiel Gaarden, TuS Holtenau, TuS Schwarz-Weiß Elmschenhagen, Union-Teutonia Kiel, Wiker SV und VfB Kiel.

#### Wassersport

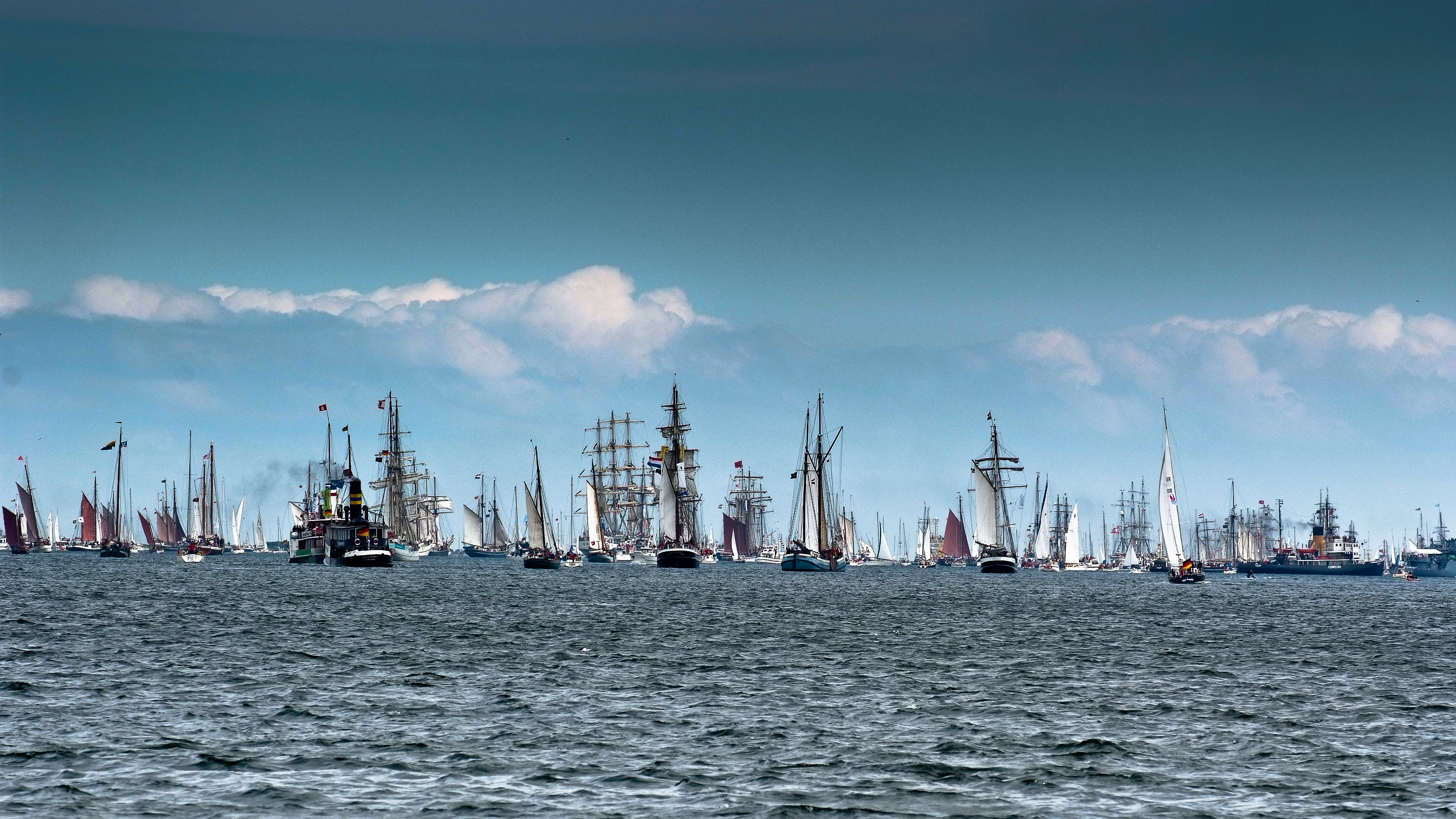
Windjammerparade auf der Kieler Woche 2009

Kiel ist ein wichtiger Schauplatz für den Segelsport. In Kiel fanden 1936 und 1972 die Segelwettbewerbe der Olympischen Sommerspiele statt. Eine erneute Bewerbung für die Segelwettbewerbe der Olympischen Sommerspiele im Jahr 2024 scheiterte aufgrund eines Referendums in Hamburg. In Kiel stimmten im Gegensatz zu Hamburg 65,6 % der Abstimmenden für eine Bewerbung. Das Olympiazentrum Schilksee von 1972 in Kiel-Schilksee ist seither ein wichtiger Hafen für Segelwettbewerbe. Der alte Olympiahafen von 1936 ist an der Westseite der Kieler Innenförde an der Kiellinie (vormals Hindenburgufer) gelegen und gehört zum Ortsteil Düsternbrook. Die Kieler Woche ist die größte Segelsportveranstaltung der Welt, noch vor der Travemünder Woche, der Hanse Sail und den Segelwettbewerben der Olympischen Spiele. An ihr nehmen jährlich viele Segler mit Tausenden von Booten (fast) aller Klassen aus allen Kontinenten in Kiel-Schilksee teil. Während der restlichen Saison findet darüber hinaus eine Vielzahl weiterer Regatten statt. Träger dieser Aktivitäten sind vor allem mehrere Segelklubs, die ihren Sitz rund um die Kieler Förde haben, mit dem Kieler Yacht-Club (KYC, ehemals: „Kaiserlicher Yacht Club“) als dem größten und sportlich aktivsten Verein. Im Jahr 2002 war Kiel der Zielhafen des Volvo Ocean Race. Weitere Regattaveranstaltungen sind zum Beispiel das Inshore Race Weekend des Akademischen Seglervereins.
Neben dem Segeln dominiert in Kiel der Rudersport. Der Erste Kieler Ruder-Club von 1862 e. V. stellt den ältesten Ruderverein im Kieler Raum und den drittältesten Ruderverein der Bundesrepublik dar. Seine rund 400 (Stand 31. Dezember 2017) Mitglieder verbuchten viele Weltmeisterschaften und deutsche Meisterschaften für sich, insgesamt verzeichneten die Mitglieder des Clubs im Laufe der 150-jährigen Geschichte etwa 5300 (Stand 31. Dezember 2017) Regattasiege. Neben dem Ersten Kieler Ruder-Club gibt es in Kiel die Rudergesellschaft Germania Kiel, den Kieler Kanuklub (KKK), die Ruderriege der ATV Ditmarsia, den Akademischen Ruderverein, die Rudervereinigung der CAU und außerdem viele Schülerruderriegen.

#### American Football
Die Kiel Baltic Hurricanes sind der erfolgreichste American-Football-Verein in Schleswig-Holstein und spielen in der German Football League. 2010 wurden sie Deutscher Meister, nachdem sie in den Jahren 2008 und 2009 bereits die Vizemeisterschaft erringen konnten.

#### Rugby
Die Herren-Mannschaft der FT Adler Kiel spielt seit der Saison 2015/2016 in der 2. Rugby-Bundesliga. In der Gruppe Nord ist sie derzeit Vize-Meister.

#### Softball
Die Damenmannschaft der Kiel Seahawks spielten 2008 und wieder seit 2012 in der Softball-Bundesliga.

#### Volleyball/Beachvolleyball
Die Volleyball-Männer des Kieler TV spielen in der 2. Bundesliga Nord. Kiel war darüber hinaus bis 2016 Bundesstützpunkt im Beachvolleyball.

#### Weitere Sportarten
- Tischtennis: Der Kieler TTK Grün-Weiß gehörte lange Zeit zur deutschen Spitze im Tischtennis und ist der älteste Tischtennisverein in Deutschland.
- Kegeln: Die SG ETV/Phönix Kiel wurde von 2009 bis 2022 elfmal Deutscher Meister im Sportkegeln.
- Poolbillard: Die Kieler Billard Union wurde 1997 und 1998 Deutscher Poolbillardmeister.
- Schach: Die SG Turm Kiel stieg 2018 in die 1. Bundesliga auf. Durch eine Vereinsverschmelzung ging der Startplatz 2021 auf den SK Doppelbauer Kiel über. Die Kieler Schachgesellschaft 1884 gehörte in den Saisons 1974/75 und 1979/80 der 1. Liga an. Der SC Meerbauer Kiel und der SK Doppelbauer Kiel gehörten jeweils für vier Jahre zu den Mitgliedern der Frauenbundesliga.
- Tanzsport und Rollstuhltanz: Tanzen in Kiel, seit 2010 beim PTSK e. V., hat seit Mai 2014 auch eine Gruppe für Rollstuhltanz.[126] Die Lateinformation des Tanzsportvereins 1. Latin Team Kiel tanzt seit der Saison 2021/22 in der 1. Bundesliga Latein.
- Schwimmen: Im Schwimmen gibt es in Kiel mehrere Vereine im Leistungssportbereich. Mehrfach war Kiel bereits in der zweiten Bundesliga (bei den Deutschen-Mannschaftsmeisterschaften) vertreten,[127] beispielsweise 2014 und 2019.[128] 2020 waren sogar die zwei größten Schwimmvereine Kiels, der SV Wiking Kiel und die SV Neptun Kiel (Schwimmabteilung im Kieler TV), dabei.[129]
- Seit 1988 wird der Halbmarathon Kiellauf ausgetragen.
- Vom 14. bis 18. Mai 2018 war Kiel Austragungsort der Special Olympics National Games.[130]
- In Kiel entsteht das deutschlandweit erste Landeszentrum für E-Sport.[131][132] Aufgrund der langen Umsetzungsphase und anderweitiger Probleme geriet dieses in der Vergangenheit in Kritik.[133]

#### Special Olympics
2021 bewarb sich die Stadt als Beherbergungsstadt für die Gestaltung eines viertägigen Programms für eine internationale Delegation der Special Olympics World Summer Games 2023 in Berlin. 2022 wurde sie als Gastgeberin für Special Olympics Bulgarien ausgewählt. Damit wurde sie Teil des größten kommunalen Inklusionsprojekts in der Geschichte der Bundesrepublik mit mehr als 200 Beherbergungsstädten.

## Persönlichkeiten
Siehe auch: Personen aus Kiel (Kategorie), Bekannte Gelehrte an der Kieler Universität und Liste der Ehrenbürger von Kiel